# Історія османського Стамбула

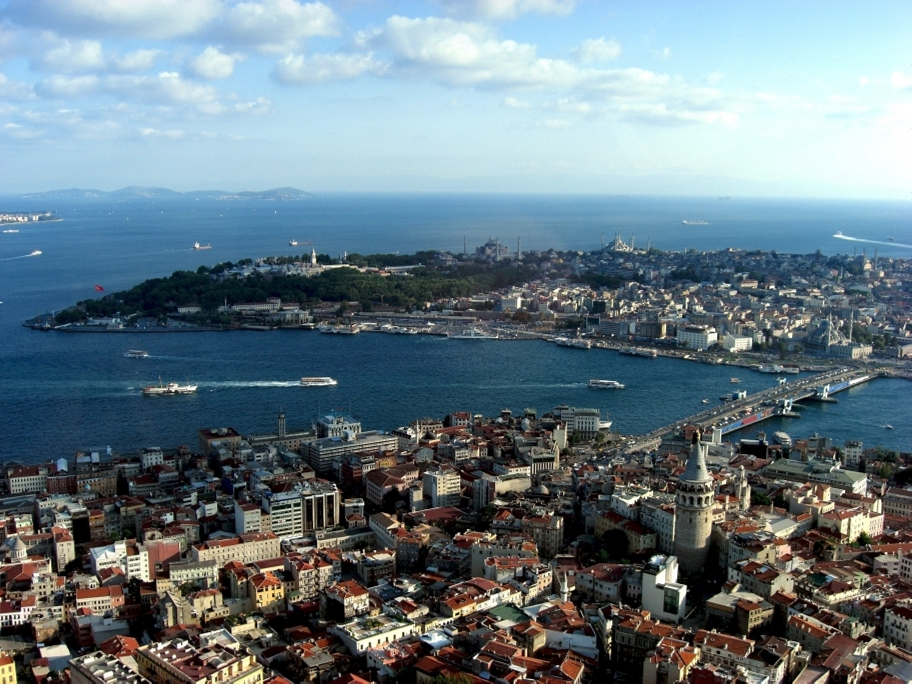
Вигляд на Стамбул з висоти пташиного польоту (на передньому плані — Галата і затока Золотий Ріг), за ними — Босфорський мис і Мармурове море)

Історія османського Стамбула охоплює період від захоплення Константинополя турками 29 травня 1453 року до розпаду Османської імперії в 1922 році і перенесення столиці Туреччини в Анкару 13 жовтня 1923 року.
Майже п'ять століть Стамбул був столицею величезної держави, що сформувалася в XIV—XVI століттях в результаті завойовницьких походів турецьких султанів. Османська імперія охоплювала володіння на трьох континентах — в Європі, Азії та Африці. Таким чином, стародавнє місто на берегах Босфору знову перетворилося на політичний і економічний центр світового значення. Поступово Стамбул повернув собі славу великого пункту міжнародної торгівлі. Й хоча найважливіші торгові шляхи перемістилися з Середземномор'я в Атлантику, чорноморські протоки надалі залишалися жвавою торговою артерією пізнього середньовіччя.
Крім того, Стамбул став найбільшим релігійним і культурним центром мусульманського світу, увібравши і переробивши багато чого з культури сельджуків, візантійців, арабів і персів (від Константинополя Стамбул успадкував й резиденцію Вселенського патріарха — першого серед православних патріархів світу). Місто являло собою зменшену модель Османської імперії, з її строкатим в етнічному та релігійному плані населенням. Найбільшого розквіту османська столиця досягла в період правління Сулеймана Пишного, саме до «століття Сулеймана» належить більшість захоплених описів Стамбула європейськими мандрівниками і дипломатами. З правління Мехмеда III почався поступовий занепад Османської імперії, що, втім, не одразу позначилося на становищі Стамбула. Але вже після Ахмеда I в місті майже не будували великих мечетей, деякі монументальні будівлі зводилися десятиліттями, натомість множилися повстання та заколоти і яничар і столичних низів. Погіршення економічної ситуації призводило до застою в культурі та науці, а також до зростання впливу західноєвропейських держав на всі сфери життя імперії та її столиці.

## Доба Мехмеда II

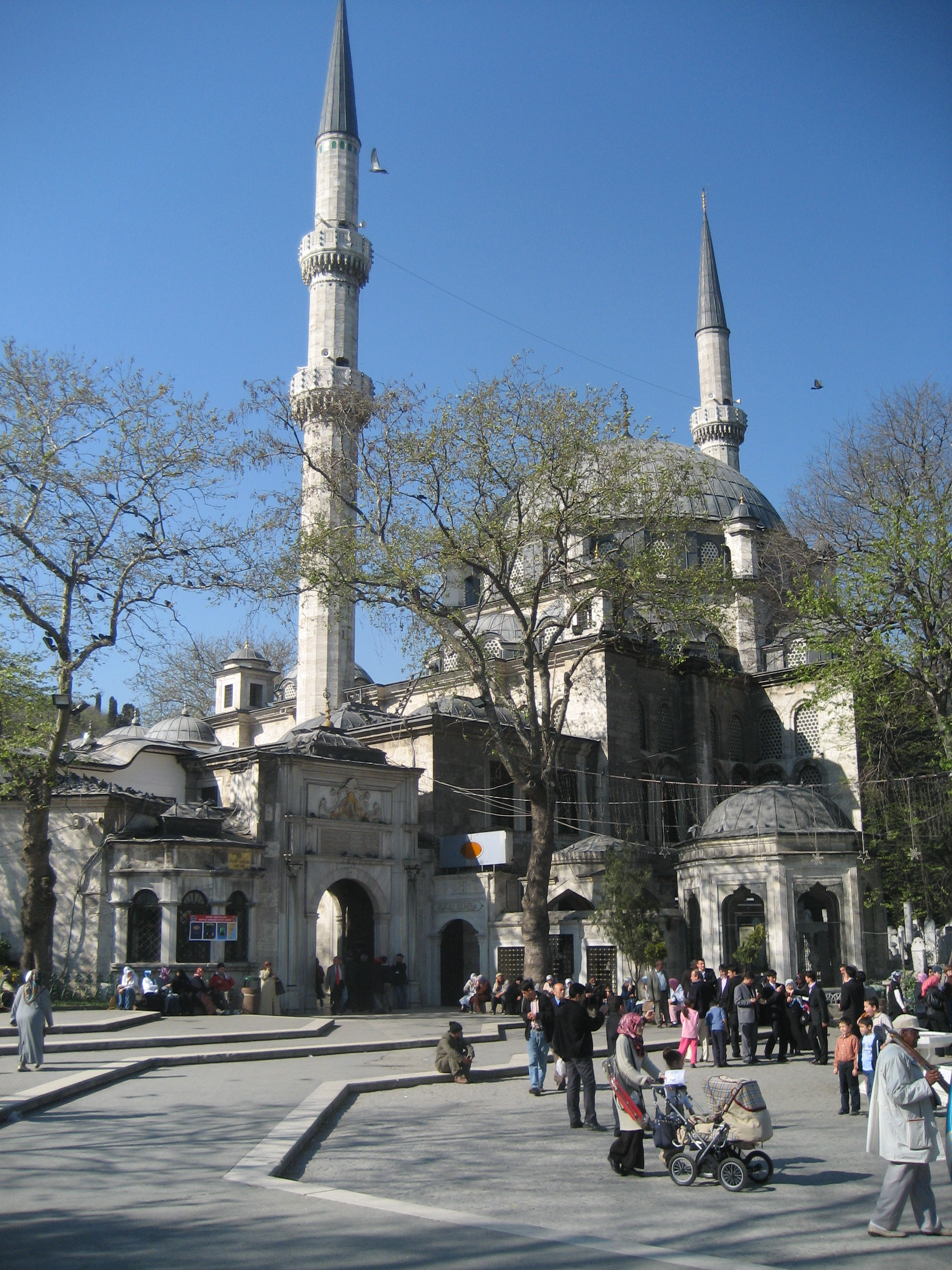
Мечеть Султана Ейюпа

29 травня 1453 року турецькі війська захопили Константинополь. Мехмед II, віддавши підкорене місто на розграбування своїй армії, вступив до нього через Харісійську браму (зі іншими даними, султан в'їхав у Константинополь лише через три дні, коли влігся хаос грабежів і погромів). Він урочисто рушив до центру міста і на знак перемоги над ворогом в'їхав на білому коні у Софійський собор, звелівши перетворити його на мечеть. Велика частина Константинополя була повністю розграбована, однак деякі райони (Студіон і Петріон), монастирі та церкви лишилися незачепленими. Саме місто в результаті поступової трансформації слова «Константинополь» в рамках фонетичних норм турецької мови почало іменуватися в просторіччі Істанбулом, хоча османи в офіційних зверненнях ще довго називали його на арабський лад Костантінійє.
При розділі здобичі і трофеїв Мехмеду, за звичаєм, дісталася п'ята частина від усього захопленого. Свою частину полонених він помістив в районі Фанар, поклавши таким чином початок грецькому кварталу Стамбула. Крім того, уникли полону і виселення мешканці грецьких сіл уздовж Босфору, які формально не брали участь в опорі. Понад 30 тис. візантійців і латинян були продані на невільничих ринках Едірне, Бурси, Геліболу, Анкари і Філібе, багатьох з них викупили багаті родичі (згідно з іншими даними, до моменту завоювання в Константинополі проживало близько 70 тис. осіб, з яких 50—60 тис. були продані в рабство або депортовані, а 10—20 тис. залишилися в місті як вільні громадяни). Були страчені бальї венеційської колонії Мінотті, його син та інші видатні співвітчизники, консул Каталонії і кілька інших його земляків. Лука Нотарас, якого Мехмед планував зробити префектом Константинополя, був страчений за відмову віддати свого сина в коханці султана. Зате втекти і врятуватися змогли інші активні учасники оборони Константинополя — кардинал Ісидор, архієпископ Леонард Хіоський, двоє з трьох братів Боккьярді, великий логофет Георгій Сфрандзі. Мехмед наказав зруйнувати стіни і засипати рів Галати, а також вилучити у тамтешніх генуезців все озброєння. При цьому, він гарантував безпеку анклаву, дозволив зберегти його християнський дух і заборонив туркам селитися там (в Галаті продовжували служити месу два францисканських монастирі та кілька церков; саме тому турки довгий час взагалі не вважали Галату частиною Стамбула, зневажаючи цю обитель «невірних»). Племінника Галатського подести Ломелліно, як і синів всіх уцілілих візантійських вельмож, султан забрав як заручників (їх призначили у прислугу палацу, а гарних — в особистий гарем Мехмеда).
На початку червня 1453 року в мечеті Айя-Софія в присутності султана і його свити вперше відбулася п'ятнична молитва. До колишнього собору нашвидку добудували дерев'яний мінарет, хрест на куполі замінили півмісяцем, а всередині забілили мозаїки і фрески (за винятком чотирьох ангелів-охоронців під склепіннями). Таким же чином велика частина візантійських церков і монастирів була перетворена на мечеті і суфійські текке. Але забобонний Мехмед зберіг багато «язичницьких» символів міста — кінну статую Юстиніана навпроти Айя-Софії і колони на іподромі. Однак Золоті ворота, через які в місто в'їжджали візантійські імператори (і через які мало відбутися напророчене повернення Костянтина), Мехмед наказав замурувати. На відміну від них Харисійську браму, названі турками воротами Едірне, стали символом османського тріумфу і місцем щорічних свят, присвячених захопленню Константинополя. Незабаром духовний наставник султана шейх Акшемсеттін оголосив про те, що знайдена могила Абу Айюба аль-Ансарі — прапороносця пророка Мухаммеда, який загинув під час облоги Константинополя арабами у 674 році. З часом Мехмед за порадою придворних астрологів зняв з п'єдесталу гігантську статую Юстиніана, яка після цього ще довго лежала на площі, поки спадкоємці султана не переплавили її по шматках в ливарному цеху.
Османська влада хотіла швидко відновити економічне значення підкореного міста і з цією метою переселяла в Стамбул не тільки турків, а й представників тих народів імперії, які традиційно займалися торгівлею і ремеслом. Султан наказав заселити спустошене місто турками з Аксарая, Карамана і Самсуна, вірменами з Бурси, Токата, Сіваса і Кайсері, греками з Синопа, Трапезунда, Мореї і з островів Егейського моря, євреями з Салонік. У Стамбулі з'явилися цілі квартали, населені вихідцями з міст і областей Малої Азії і названі за іменами їх «малої батьківщини» (наприклад, Аксарай, Караман, Чаршамба та інші), а також грецькі та вірменські квартали. За наказом Мехмеда переселенцям надавалися будинки, залишені візантійцями і латинянами, а також різні пільги, що мали стимулювати їх заняття ремеслом і торгівлею. Розвиток економіки Стамбула і широке будівництво, що розгорнулося в місті, визначили подальше зростання населення столиці за рахунок припливу майстрів, купців, моряків, інженерів і чиновників з усіх кінців великої імперії. Оскільки немусульманам (зіммі) в Османській імперії доступ до чиновницької або військової кар'єри був закритий, більшість з них зазвичай займалася ремеслами або торгівлею. Іншими першочерговими заходами султана щодо відновлення життєдіяльності Стамбула були: призначення візира, відповідального за підтримку порядку в місті; поступовий набір чиновників на місце зниклої візантійської адміністрації; відновлення фортечних мурів, урядових будівель, приватних будинків і водопостачання; укладання договорів з італійськими торговими містами про нові правила діяльності в османської столиці (спочатку Мехмед II відновив велику частину привілеїв генуезців в Галаті, а пізніше дозволив облаштуватися в Стамбулі венеційцям та іншим «франкам»).

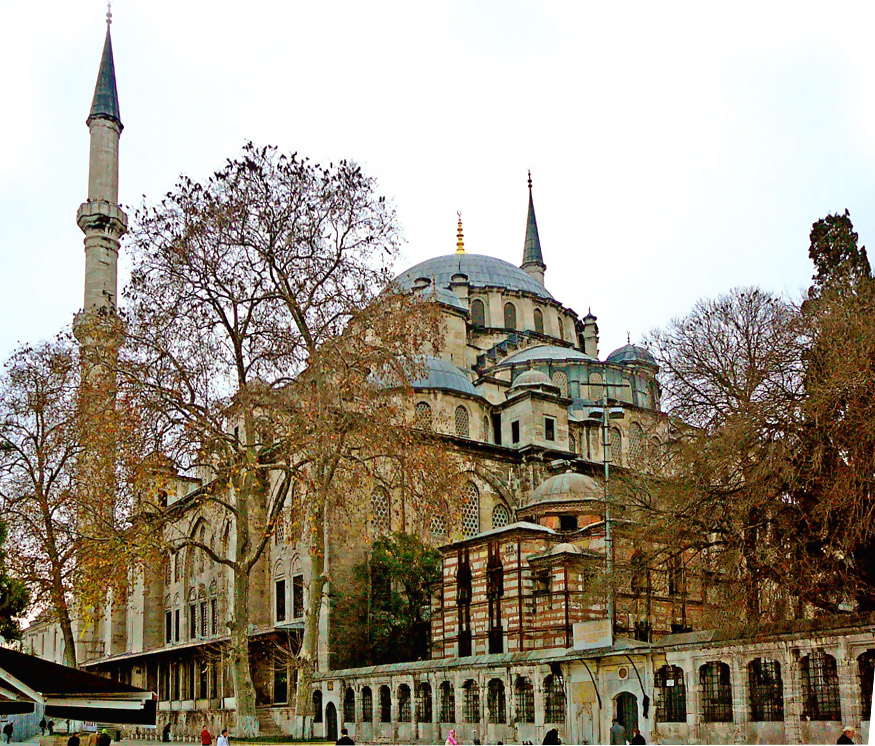
Мечеть Фатіх

Також Мехмед наказав грекам обрати нового православного патріарха. Ним став монах Геннадій Схоларій, котрий врятувався від звернення в рабство в Едірне і повернувся в Стамбул (після згоди султана синод лише формально затвердив його). Посвячення Геннадія II в сан патріарха відбулося в січні 1454 року в соборі Святих Апостолів — другому за величиною і значенням храмі Стамбула, який став тепер кафедральним собором Константинопольської патріархії (навколо нього навіть утворився квартал грецьких переселенців першої хвилі). За нової влади константинопольський патріарх не тільки відповідав за поведінку стамбульських греків та інших православних, а й перетворився на главу християнського міллета Османської імперії, якому підпорядковувалися православні віруючі Малої Азії, Греції, Болгарії, Румунії, Сербії та Албанії (крім того, від нього залежали патріархи Єрусалимський, Антіохійський і Александрійський). Стамбульські християни жили в своїх окремих кварталах і змогли зберегти кілька церков і монастирів. Їм належало носити особливий одяг і заборонялося мати будь-яку зброю. Турки обклали всіх столичних кафірів особливими податками (джизья).
У 1456 році кафедра константинопольського патріарха була перенесена у церкву Богородиці Паммакарісти. Взимку 1457—1458 року Мехмед нарешті переніс свою резиденцію з Адріанополя в Стамбул (в султанський палац Ескі-Сарай, зведений у районі колишнього форуму Феодосія). До цього часу були відновлені міські мури, зруйновані під час облоги міста, а в південній частині оборонної системи виникла потужна фортеця Єдикуле (вона слугувала не тільки західним військовим форпостом Стамбула, а й султанською скарбницею, місцем зберігання архівів і політичною в'язницею). 1458 року на місці передбачуваної могили Абу Айюба аль-Ансарі були побудовані мавзолей і мечеть Султана Ейюпа — перша мечеть, зведена турками після завоювання Константинополя. Район навколо мечеті почав називатися Ейюп, а тутешній цвинтар перетворився на найпрестижніше кладовище міста. 1461 року був заснований Константинопольський патріархат Вірменської апостольської церкви (резиденція патріарха розташувалася в кварталі Сулумонастир, де й виріс великий вірменський квартал). У тому ж 1461 році грандіозний собор Святих Апостолів був зруйнований (разом з численними гробницями візантійських імператорів і константинопольських патріархів, похованих тут), а на його місці в 1470 році була побудована соборна мечеть Фатіх з комплексом будівель (кілька медресе, бібліотека, лікарня, лазні, кухні і караван-сарай). В саду цієї мечеті й був похований султан Мехмед II, який помер у травні 1481 року. У сусідньому тюрбе була похована матір султана Хюма Хатун.
В листопаді 1463 року у фортеці Єдикуле разом зі своїми синами був страчений останній Трапезундський імператор Давид, що відмовився для порятунку прийняти іслам. 1464 року була побудована мечеть Махмуд-паші, а в 1466 році — мечеть Мурад-паші, які мало відрізнялися від османських мечетей Бурси і Ізника (правда, вже тоді турки стали активно використовувати досвід візантійських зодчих, і навіть запрошувати їх керівниками великих будівельних проєктів). Храм Пантократора перетворився на мечеть Зейрек, а частину монастирських приміщень відвели під медресе (в 1471 році його студенти перейшли в медресе при мечеті Фатіх і монастир прийшов в запустіння). У тому ж 1466 році на місці стародавнього акрополя Візантія почалося спорудження великого палацового комплексу Топкапи (Топкапи-Сарай або Новий Сераль). Після зведення перших будівель, серед яких виділявся палац Чінілі-Кьошк (1472) або «Кахельний павільйон», резиденція султана була перенесена з Ескі-Сарая в Топкапи, який залишався місцем перебуванням османських монархів до XIX століття. А Ескі-Сарай (саме тоді його стали називати Старий Сераль) протягом двох наступних століть служив місцем проживання султанських вдів і наложниць.

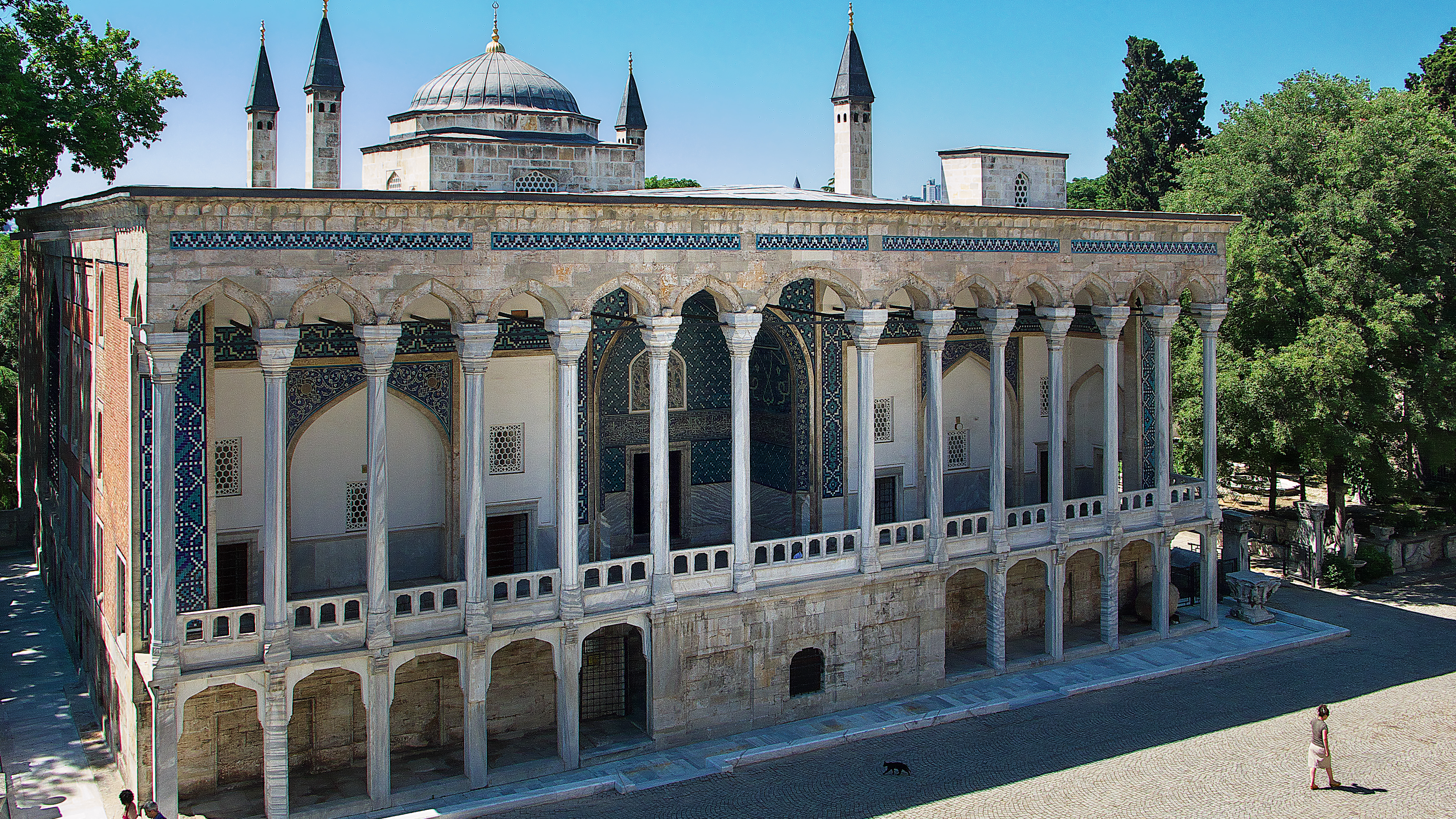
Чінілі-Кьошк

Колишня церква Святої Ірини, що опинилася на території палацу Топкапи, була перетворена на арсенал. Тут же зберігалося безліч візантійських і османських реліквій, зокрема, шабля Мехмеда II, трофейні гармати, захоплені османами в боях, ланцюг, який перекривав вхід у Золотий Ріг, і порфірові саркофаги візантійських імператорів, перенесені сюди зі склепу зруйнованого собору Святих Апостолів.
У 1475 році турки анексували генуезькі володіння в Криму й переселили частину тамтешніх генуезців і вірмен в Стамбул (їм навіть виділили невелику церкву Святого Миколая). Також в Стамбул був доставлений полонений кримський хан Менґлі I Ґерай, який воював на боці генуезців (у 1478 році султан звільнив його і повернув на ханський престол). У тому ж 1475 році османи перетворили католицьку церкву Святого Павла, побудовану в Галаті у XIII столітті, на мечеть. 1478 року Мехмед II, бажаючи уникнути боротьби за владу, фактично узаконив братовбивство в династії Османів (текст закону був такий: «Той з моїх синів, який зійде на престол, має право вбити своїх братів, щоб був порядок на землі»).
Невід'ємною частиною вигляду османської столиці були численні ринки, здебільшого криті та спеціалізовані (в місті існували м'ясний, рибний, фруктово-овочевий ринки, базари і торгові ряди з продажу прянощів, спецій, тканин і хутра). Зазвичай ринки являли собою лабіринти вузьких вуличок і провулків зі склепінчастими дахами, які об'єднували сотні крамниць і ремісничих майстерень. Нерідко ринки будувалися за проєктами відомих архітекторів і прикрашалися гарними воротами, галереями і фонтанами. За правління Мехмеда на місці стародавнього форуму Костянтина були побудовані два склепінчастих бедестани, що поклали початок знаменитого Великого базару (сьогодні вони знані як Букіністичний і Сандаловий бедестани). Згодом Великий базар неодноразово перебудовувався і розширювався, досягнувши форуму Феодосія.
Також за правління Мехмеда II були закладені підвалини освітньої системи Стамбула, яка утримувалася за рахунок різних благодійних фондів і пожертвувань заможних мусульман. Нижньою ланкою цієї системи були початкові «школи для отроків» (мектеб-і сибьян), які розташовувалися в кожному кварталі, найчастіше біля мечеті. Там підлітки заучували вірші Корану, вивчали арабське письмо, читання і елементарну арифметику. Трохи вищим рівень викладання був в початкових школах при медресе і дервішських обителях. Фактично, початкову освіту в Стамбулі могли отримати всі діти без винятку. Наступною сходинкою були медресе, які зазвичай зводилися при великих п'ятничних мечетях (наприклад, при мечеті Фатіха). Учні, що жили при медресе, були звільнені від будь-якої плати, але студенти, які приходили, були змушені платити за навчання і харчування. Випускники престижних медресе могли розраховувати на звання улемів, суддів, мударрісів і посади при султанському дворі, випускники звичайних медресе — на кар'єру рядового імама або хатиба. «Невірні» також мали свою систему початкової освіти, закінчивши яку охочі могли продовжити навчання в семінарії або єшиві. Загалом за правління Мехмеда II в Стамбулі з'явилося 190 мечетей (у тому числі 17 перероблених з християнських церков), 24 мектеби і медресе, 32 хамами і 12 ринків.
Наприкінці 70-х років XV століття в Стамбулі і Галаті нараховувалося близько 80 тис. жителів (рукопис того часу повідомляє про наявність майже 9,5 тис. будинків мусульман і понад 6,3 тис. будинків «невірних», з яких майже 650 належало євреям). Стародавній Халкідон на азійському березі Мармурового моря турки стали називати Кадикьой, що в перекладі означає «Село судді». За указом Мехмеда II всі доходи від цього поселення йшли в розпорядження першого судді (каді) Стамбула — Хидир-бея. Навесні 1481 року, після смерті Мехмеда II (за однією з версій, його отруїв лікар-перс за наказом власного сина, принца Баязида) розгорілася боротьба за трон між синами султана. Старший Баязид був намісником Амасії, а молодший Джем — намісником Коньї. Великий візир Карамані Мехмет-паша, який чекав на прибуття обох принців в Стамбул, незабаром був убитий яничарами з числа прихильників Баязида. Врешті Баязид першим прибув до столиці і проголосив себе новим султаном, а влітку 1481 року розбив війська Джема (крім того, за наказом Баязида було вбито двох синів Джема, а пізніше — і трьох синів самого султана, які підняли проти нього заколот).

## Доба Баязида II

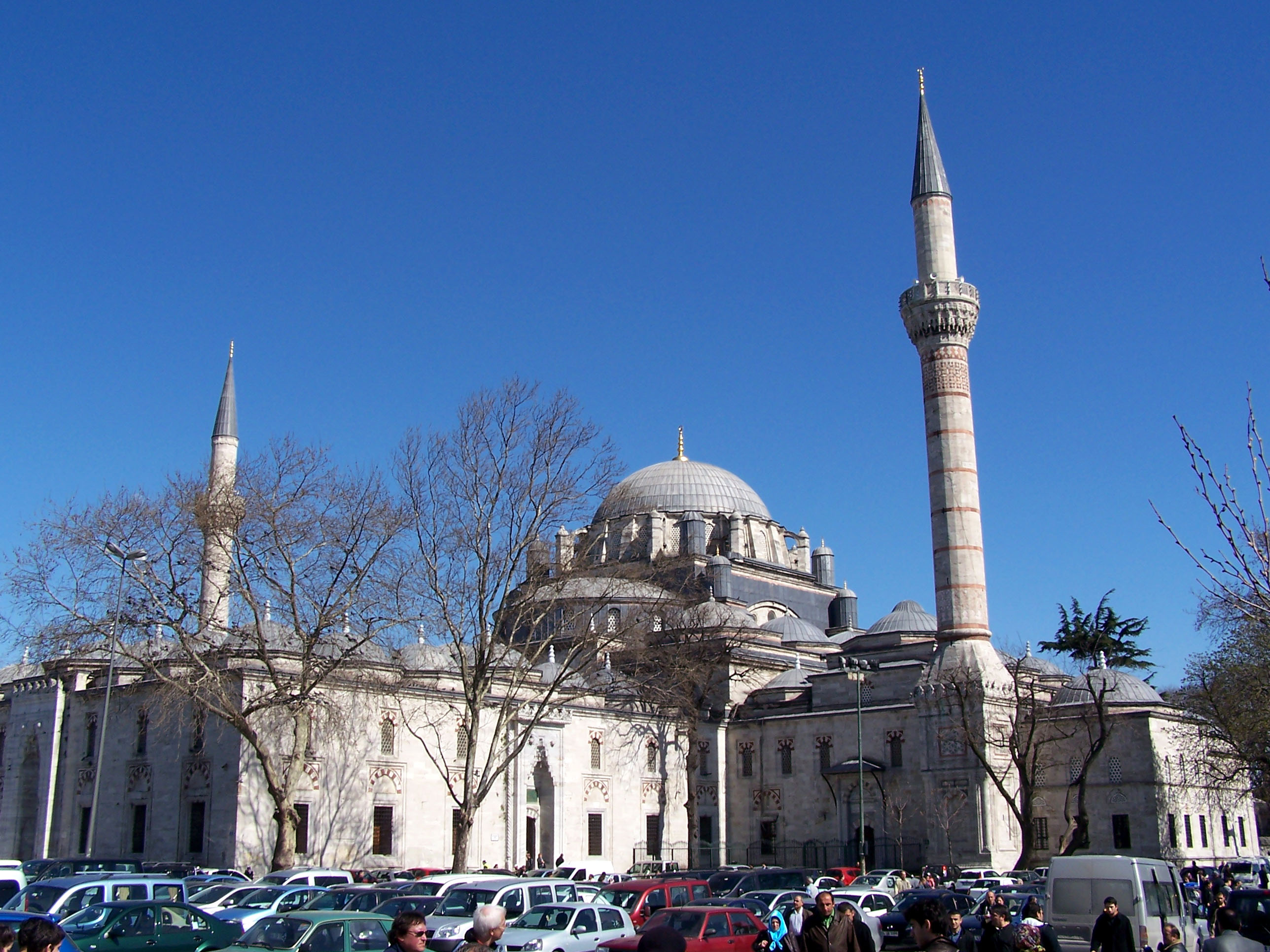
Мечеть Баязід

Наприкінці XV століття в Стамбулі осіла велика хвиля єврейських біженців з Іспанії і Португалії (сефардів). Баязид II дізнавшись про вигнання євреїв з Піренейського півострова, вигукнув: «Фердинанд Іспанський — дурний король! Він розорив свою країну і збагатив нашу». Освічені сефарди стали у нагоді імперії, де вищий стан надавав перевагу військовій кар'єрі, а низи займалися землеробством. Поряд з вірменами і греками євреї склали кістяк торгового стану, вони займалися ремеслами і лікарською справою, деякі влаштовувалися при дворі радниками, дипломатами чи медиками. У цей же період євреї створили в місті друкарню з першим в країні друкарським верстатом. Крім того, в Стамбулі осіла й частина вигнаних з Іспанії маврів, яким султан передав одну з мечетей в Галаті (нині знана як Арабська мечеть). Також за наказом Баязида II в Стамбул була переселена група волохів, що утворила свій компактний квартал неподалік воріт Сіліврі. До кінця XV століття населення османської столиці перевищило 200 тис. осіб.
На початку XVI століття в Стамбулі розгорнулася запекла боротьба між «ромейськими» євреями («романіотами») і новоприбулими сефардами за володіння титулом великого рабина, що давав контроль над всією єврейською громадою. Переможцями вийшли чисельніші й освіченіші сефарди, а «романіотів» спіткали різні лиха, зокрема дві великі пожежі знищили їх квартали з синагогами та комерційними підприємствами (після цього давня громада розсіялася і врешті розчинилася в інших єврейських громадах османської столиці). Крім добровільних міграцій великий вплив на склад населення Стамбула мала система девшірме, котра в XVI столітті постачала адміністративній системі до третини задіяних у ній «рабів султана» (куль). З числа привезених за девшірмою юнаків походила більшість османських великих візирів, чиновників, військових (особливо яничар), богословів і палацових слуг (у XVII столітті девшірме поступово зійшла нанівець і перестала виконувати роль постачальника «свіжої крові»).
На межі XV—XVI століть з'явився новий для османського мистецтва тип мечетей, зразком для якого послужив візантійський Софійський собор. Архітектура цього храму справила величезне враження на завойовників і вплинула на весь подальший розвиток будівельного мистецтва турків. Художник Баба Наккаш, що прибув до Стамбула з Самарканда, започаткував місцеву школу мініатюри. У вересні 1509 року Стамбул сильно постраждав від потужного землетрусу. Загинули тисячі городян, було зруйновано безліч будинків, серйозної шкоди стихія завдала сотням мечетей, караван-сараїв, лазням, фортецям уздовж Босфору і навіть султанському палацу. У квітні 1512 року Баязид II під тиском яничарів зрікся престолу на користь сина Селіма, а через місяць був отруєний за його ж наказом. Поховали Баязида в тюрбе при мечеті його імені, побудованої за наказом султана в 1506 році біля Великого базару (зразком для наслідування архітектори мечеті Якуб Шах або Кемальеддін взяли саме Айя-Софію, використавши загальні обриси, розміри і форму купола колишнього православного храму). Крім того, за правління Баязида церква Хора була перетворена на мечеть Кахріє («Мечеть перемоги»), головний храм Студійського монастиря — на мечеть Імрахор, церква Святих Сергія і Вакха — на мечеть Кючюк Айя-Софія («Мала Свята Софія»), церква Святого Андрія — на мечеть Ходжа Мустафа-паші.

## Доба Селіма I
Коли Селім I повернувся з Кримського ханства в Стамбул і зійшов на престол, він наказав стратити всіх родичів батька по чоловічій лінії, які в майбутньому могли претендувати на його місце (двох своїх братів, чотирьох племінників, трохи пізніше — і трьох своїх синів-заколотників). 1514 року Селім розбив іранську армію Ісмаїла I і захопив столицю Сефевідів Тебриз, привізши у Стамбул як трофеї золотий шахський трон, оздоблений рубінами, смарагдами і перлами, гарем шаха і безліч майстерних ремісників (особливо гончарів). У 1516—1517 році Селім I завоював Хіджаз, Сирію, Палестину і Єгипет, привласнивши собі титул і права халіфа — духовного голови мусульман (він взяв у полон спадкоємця аббасидських халіфів та імама всесвітньої ісламської громади аль-Мутаваккіля, ув'язнив його в фортецю Єдикуле, після чого той публічно відрікся від свого титулу на користь Селіма). Внаслідок цього колишня столиця східного християнства стала головним бастіоном ісламу, проте, на відміну від Каїра і Багдада, Стамбул так ніколи і не став центром мусульманського богослов'я. У період правління Селіма I в Стамбул переселилося багато волохів, а також арабських, єврейських і перських ремісників, тут творили виходець з Персії історик Ідріс Бідлісі, поет Ревані і письменник Сааді. На березі Золотого Рогу за наказом султана були засновані великі фаянсові майстерні, що прославилися чудовими виробами (у тому числі кахлями).
Офіційно від імені султана імперією керували два вищих сановники — великий візир (візир-азем, пізніше — садр-азем) і шейх уль-іслам (він же муфтій Стамбула), яким була довірена вся повнота світської і духовної влади держави. Але реальна влада нерідко перебувала в руках наближених осіб султана — його матері, яка фактично керувала гаремом, улюблених наложниць (особливо тих, хто народив синів і був потенційною матір'ю майбутнього султана), начальників євнухів (кизлар-агаси і капи-ага) або командира яничарів (зазвичай яничарський ага стояв у військовій ієрархії вище інших командирів — капудан-паші, сипахи-аги і топчубаши — командувача артилерією). Султанський гарем мав чітку ієрархічну драбину: за валіде-султан і хасекі слідували ікбаль (тимчасові наложниці), одаліски (решта мешканок гарему) і джарійє (рабині). З часом у столиці зосередився величезний військово-адміністративний апарат імперії — великий візир, куббе-візирлери, що йому допомагали, — «візирі купола» (їх кількість в різні епохи коливалася від одного до десяти), підпорядковані їм відомства (фінансове, зовнішньополітичне, з управління провінціями, командування армії і флоту), численні шаріатські судді (кадії) і контролюючі чиновники, їх секретарі (еміни) і писарі (кятиби), елітні військові формування, а також іноземні посольства.
Кілька тисяч людей були зосереджені безпосередньо в султанському палаці. Внизу ієрархічної драбини знаходилися аджеміоглан (вихованці школи при палаці) та ічоглан (султанські пажі). Далі йшли рікаб агаляр — «аги султанського стремена» (наближені султана), до яких належали мірахир-і-еввель — «головний конюший» (начальник султанських конюхів, берейторів, шорників і погоничів верблюдів), бостанджібаші — «голова садівників» (начальник внутрішньої охорони палацу і літніх резиденцій на берегах Босфору), міралем — «головний прапороносець» (начальник варти і музикантів, які супроводжують султана під час виїзду), капиджіляр-кахасі — «головний воротар» (начальник палацових слуг і всього господарства), якому підпорядковувалися капиджібаші (начальники воротарів, що виконували також важливі і таємні доручення), хазінедарбаші (начальник особистої скарбниці султана). «Агам стремена» підпорядковувався величезний штат — завідувачі різними господарськими та допоміжними службами, що входять в структуру палацу (кухні, лазні, склад, арсенал, монетний двір, архів, бібліотека тощо), скарбники, писарі, постачальники (постачальники продуктів, вин, кормів для коней), ловчі, палацові гвардійці, особисті охоронці султана і принців, їх довірені лікарі. Нагорі піраміди знаходився корпус улемів — придворних вчених і богословів.

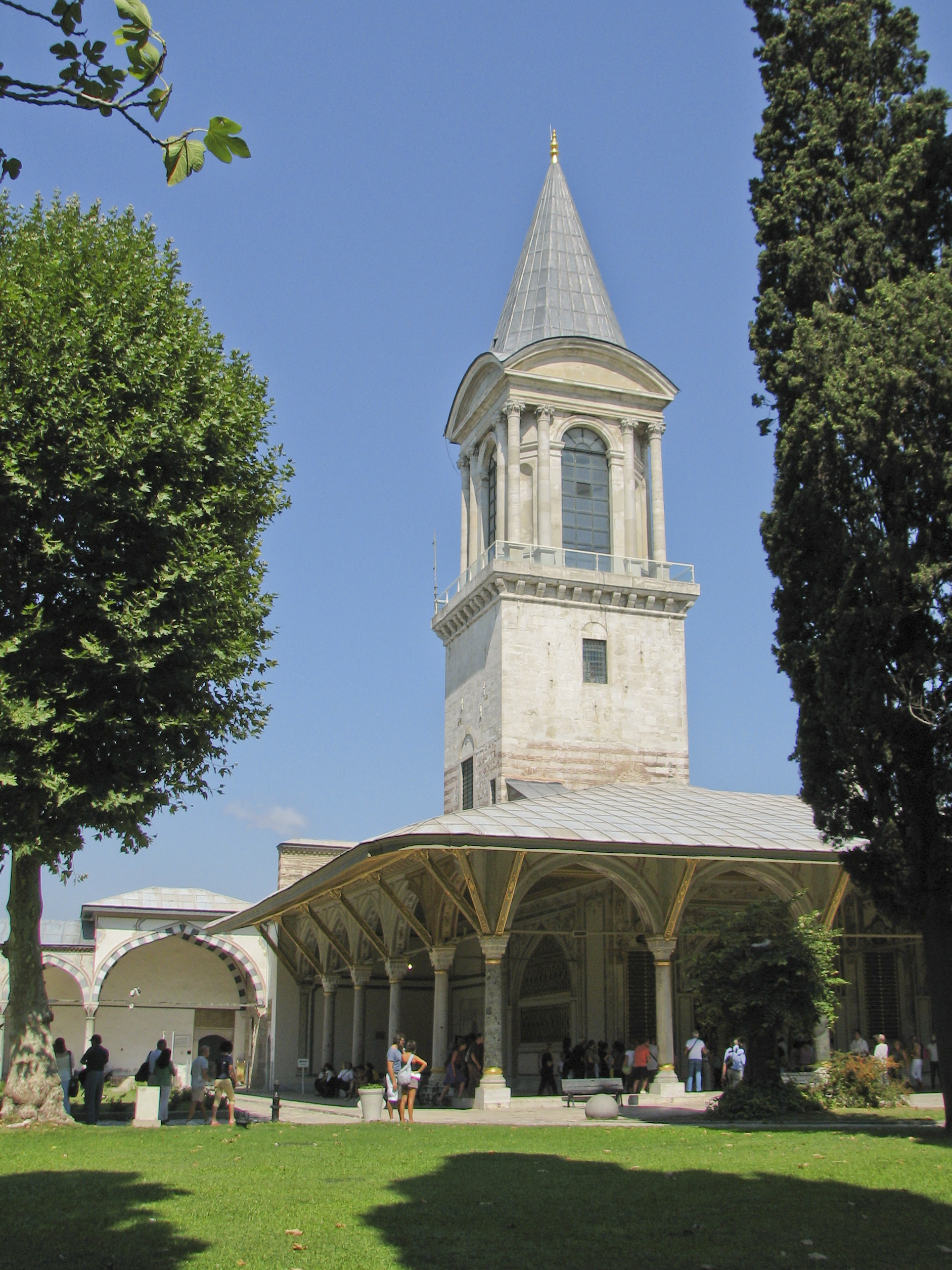
Куббеалти

Засідання дивана проходили в будівлі Куббеалти («Шестикупольне») на території Топкапи. У цих засіданнях брали участь великий візир, нішанджі (голова урядової канцелярії та діловодства), башдефтердар (головний скарбник імперії), капудан-паша, кадіаскери (або бейлербеї) Анатолії і Румелії (іноді на засідання приходив і султан, слідкуючи за подіями з невеликої ложі, відокремленої від загальної зали ґратами таким чином, що він бачив і чув все, що відбувається, і залишався для уряду невидимим). Спочатку диван збирався щодня після ранкової молитви і засідав до полудня, але з середини XVI століття звичайними стали збори по суботах, неділях, понеділках і вівторках. При вступі на посаду новий великий візир отримував печатку султана з його тугрою, яку завжди носив з собою на грудях, а також свій двір з більш ніж 2 тис. чиновників і слуг (в історії не було прикладів, щоб претендент відмовився від посади візира або подав прохання про відставку з цього поста). Утримання канцелярії та двору великого візира здійснювалося з особистих коштів сановника, але потім компенсувалося з казни, а також підношеннями осіб, які вступали на посаду (джаізе), подарунками прохачів і доходами з Кіпру, що йшли в особисту скарбницю візира. Однак, після смерті або усунення з посади все майно великого візира переходило до імперської скарбниці.
Уряд султана надавав великого значення управлінню столицею. Зазвичай по середах засідання дивана під головуванням великого візира були спеціально присвячені розгляду проблем Стамбула (фактично великий візир очолював як імперську, так і столичну адміністрацію). Після цих засідань пишний ескорт великого візира, до якого входили субаші і асесбаші (офіцери поліції), чавуші (гінці) уряду і султанського палацу, кадії Стамбула, Еюпа, Галати і Ускюдара, їх заступники і секретарі, яничарський ага, голови цехів і чиновники міської адміністрації, проводив інспекцію цін на ринках і бойнях, а також відвідував правління цехів у кварталі Ункапани. Часто керувати міською адміністрацією Стамбула доручалося каймакаму, який призначався великим візиром і ставав його заступником (він же відав усіма справами столиці за відсутності великого візира, коли той відбував у військовий похід або супроводжував султана в поїздці країною). Всі питання судочинства перебували у віданні кадіїв, головним серед яких був кадій Стамбула. Крім того, кадіям підпорядковувалися мухтесіби — чиновники, котрі проводили перевірку діяльності ринків, торгових і ремісничих цехів, а також нахіби, які керували дрібнішими кварталами (нахійє) в районах Еюп, Галата і Ускюдар. Військові судді підпорядковувалися головному кадіаскеру і стежили за порядком в армії і на флоті (крім того, кадіаскери призначали на своїх територіях всіх нижчих суддів, поза їх юрисдикції був тільки кадій столиці, який підпорядковувався шейх-уль-ісламу).
Шейх-уль-іслам і його канцелярія перевіряли всі укази султана і візира на відповідність законам шаріату. Кадії та їх заступники вирішували всі суперечки і конфлікти, що виникали в місті, укладали шлюби, звільняли рабів, доводили до цехів і обивателів нові закони та укази, стежили за їх виконанням, збирали і передавали в уряд скарги від ремісників і торговців, контролювали розмір і збір податків. Префект Стамбула (шехір-еміні) відав питаннями благоустрою міста, відповідав за будь-яке будівництво, ремонт будівель, а також за постачання столиці водою. Йому підпорядковувалися головний архітектор (мімарбаші), без дозволу якого в Стамбулі не можна було нічого будувати, інтендант з фінансових питань (біна-еміні), який збирав податки на будівництво, інспектор з питань водопостачання (суназірі), що відповідав за стан цистерн, акведуків і фонтанів, та інспектор з питань міської власності (тахір-субаші або чеплук-субаші). Підлеглі мімарбаші стежили за станом будівель, штрафували за утримання будинку в поганому стані і відали знесенням старих будівель. Окрема служба, підпорядкована чеплук-субаші, відповідала за чистоту вулиць, але її робота постійно виникала справедливі дорікання. Цех арайіджіян («пошуковиків») прибирав з вулиць, ринків і дворів гній, побутове сміття, харчові відходи і бруд, відбирав все корисне, а інше скидав у воду.
Також в підпорядкуванні у каймакама був інтендант, який відповідав за постачання в Стамбул продовольства (арпа-еміні). Спочатку він відповідав за постачання вівсом султанських стаєнь, але потім його повноваження розширилися до закупівлі і підвезення до столиці всього зерна. Кадії, мухтесіби і «ринкова поліція» (іхтісаб) суворо стежили за тим, щоб товари продавалися за встановленими цінами, щоб торговці не обважували покупців, щоб сировина справедливо розподілялася між цехами, щоб платилися всі податки і збори, щоб в місто не надходила контрабанда. З часом мухтесіби стали укладати з владою договори про відкуп зі збору податків і обростати численними агентами (кологланлари), які допомагали їм контролювати діяльність цехів, ринків і порту. Крім згаданих кадіїв і улемів до числа осіб, що займалися мусульманською релігійно-правовою діяльністю, відносилися імами (настоятелі мечетей і керівники мусульманської громади кварталу чи району), мударріси (викладачі медресе), хафізи (читці Корану), хатіби (проповідники) і муедзини (служителі мечеті, що кличуть мусульман на молитву). Більшість служителів мечетей (за винятком великих соборних) були мирянами і у вільний від відправлення культу час мали основні професії. З ними тісно співпрацювали мютевеллі — управителі благодійних фондів (евкаф), які містили мечеті і медресе, і назіри, які контролювали витрачання коштів. Крім того, в Стамбулі були популярними дервішські тарікати (братства) бекташі і мевлеві. Перші спиралися на підтримку яничар, ремісничих цехів і міських низів, другий орієнтувалися на придворних і багатих комерсантів. За цими двома слідували невеликі за чисельністю ордени меламі, поширений серед сипахів, накшбандія, популярний серед поетів, і халватія. У вересні 1520 року Селім I помер від хвороби і на престол зійшов його син Сулейман I (прийшовши до влади, він стратив племінника і двох внучатих племінників).

## Доба Сулеймана I

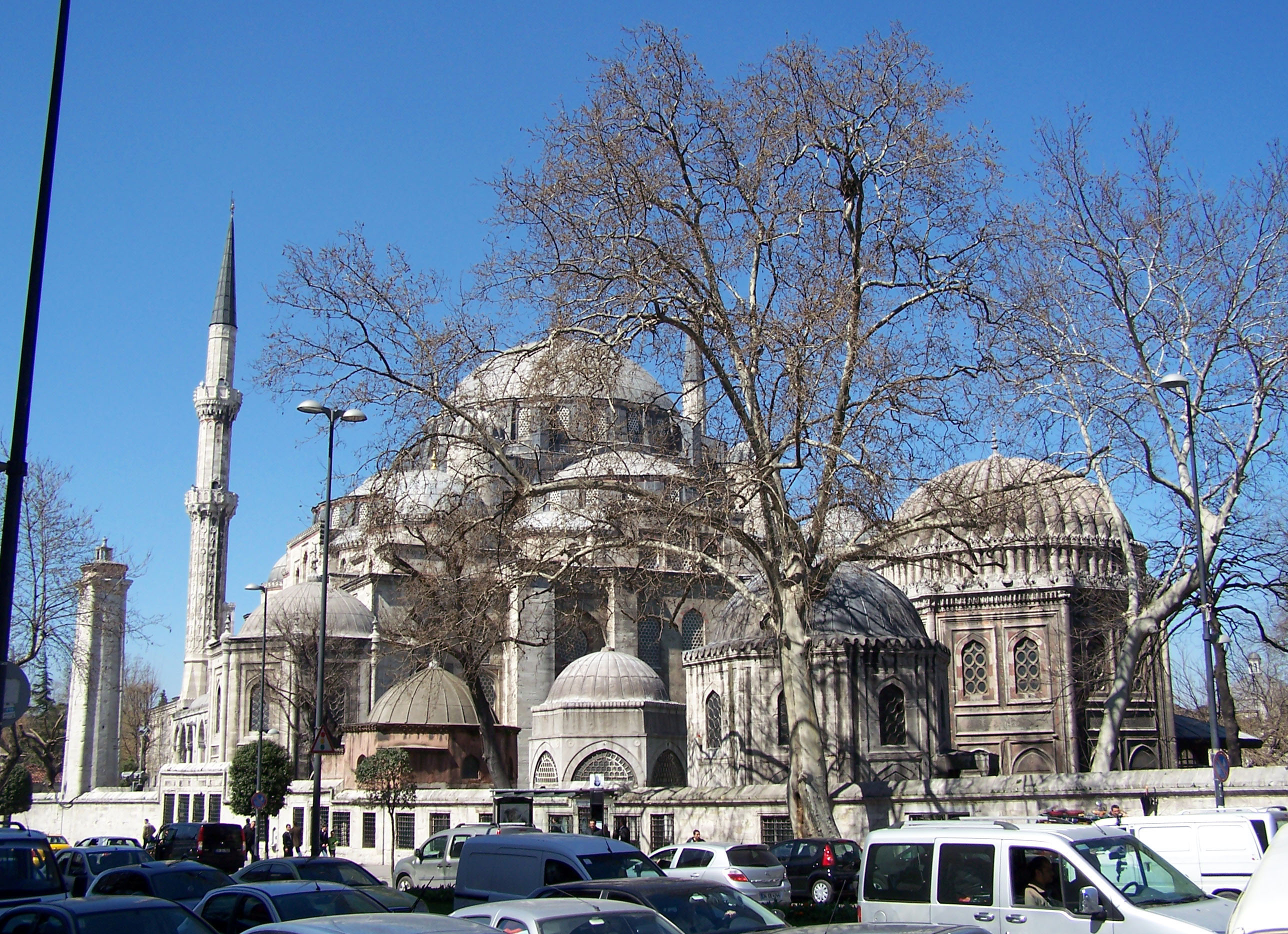
Мечеть Шехзаде

Після завоювання османами Белграда (1521) в Стамбулі влаштувалося багато ремісників-сербів. 1525 року на вершині п'ятого пагорба була побудована величезна мечеть султана Селіма (або Явуз Селім Джамі), в одному з тюрбе котрої й був перепохований батько Сулеймана Пишного. 1526 року з походу в Угорщину султан привіз дві величезні свічки в свічниках, які були встановлені по обидві сторони від міхраба в мечеті Айя-Софія. У період правління Сулеймана зміцнилося положення османських євреїв. У Стамбулі їх проживало близько 30 тис. осіб, тут налічувалося 44 синагоги. Громада поділялася на сефардів, ашкеназів (переселенців з Німеччини та країн Центральної Європи, вигнаних указом Людвіга Баварського у XV столітті), «ромейських» євреїв (нащадків візантійських євреїв, найортодоксальніша група юдеїв), караїмів і вихідців з Італії, а ті, в свою чергу, поділялися на дрібніші «земляцтва» (кастильців, арагонців, португальців тощо), кожне з яких мало свою синагогу. На чолі всіх євреїв стояв верховний рабин (хахам), який затверджувався султаном. Всього в першій третині XVI століття в Стамбулі налічувалося близько 400 тис. жителів, що населяли 80 тис. дворів (майже 60 % населення міста становили мусульмани, 30 % — християни, близько 10 % — євреї та інші етно-релігійні групи).
В березні 1534 року в Стамбулі померла валіде-султан Айше Султан Хафса, яка фактично була другою за впливом особою в Османській імперії після сина (вона була похована поряд із чоловіком у тюрбе при мечеті султана Селіма). У березні 1536 року за наказом султана був задушений один з найбільш впливових і багатих людей імперії — великий візир Ібрагім-паша, дружиною якого була сестра султана Хатідже Султан. Його величезний палац, побудований поряд з колишнім іподромом Константинополя, вражав сучасників розкішшю і міццю. Смерть валіде-султан і страта великого візира дозволили ще більше піднятися султанській наложниці Хюррем Султан, відомій в Європі як Роксолана. 1539 року головним придворним архітектором Стамбула (і фактично всієї імперії) став Сінан, його діяльність змінила вигляд османської столиці. 1546 року в своєму стамбульському палаці на березі Босфору помер легендарний флотоводець Хайр ад-Дін Барбаросса. Він був з почестями похований у великому тюрбе, побудованому Сінаном поблизу портових причалів району Бешикташ. 1548 року Сінан завершив будівництво свого першого значного шедевра — мечеті Шехзаде («Мечеть сина султана» або «Мечеть принца»), яку Сулейман присвятив своєму померлому синові Шехзаде Мехмеду (крім нього в тюрбе при мечеті поховані принц Джихангір, великий візир Рустем-паша і дружина принца Мехмеда). У тому ж 1548 році в Ускюдарі за бажанням дочки султана Міхрімах і за проєктом Сінана була побудована мечеть Бююк джамі (також знана як Міхрімах Султан або Міхрімах джамі).
До середини XVI століття в Стамбулі налічувалося близько 500 тис. жителів, що населяли понад 100 тис. будинків. Приблизно 60 % населення столиці становили мусульмани, переважно турки. Крім них були великі громади арабів (вихідців з Єгипту та Сирії), албанців, інших балканських мусульман, персів і курдів. Найбільшою групою нетурецького населення Стамбула були греки — вихідці з міст Малої Азії (Ізміра, Синопа, Самсуна і Трабзона), Мореї, Фракії і з островів Егейського моря (Тасоса, Самотракі, Лесбосу), а також нащадки тих небагатьох візантійців, хто вцілів після захоплення Константинополя османами. Другу за чисельністю групу нетурецького населення становили вірмени — уродженці малоазійських міст Сівас, Кайсері, Адана, Токат, Бурса, Анкара і Байбурт (зі зростанням громади в 1565 або 1567 році в Стамбулі навіть виникла вірменська друкарня). За ними слідували євреї — нащадки візантійських євреїв, сефардів і ашкеназі, а також серби, волохи, грузини, абхазці, цигани і болгари (близько 4 тис. осіб налічував яничарський корпус столиці, що формувався з балканських юнаків). Квартали (махалля) греків, вірмен та євреїв виникали, як правило, навколо церков, синагог і резиденцій духовних глав своїх громад (грецького патріарха, вірменського патріарха і головного рабина). Греки, вірмени і євреї займали міцні позиції у всіх областях економічного життя міста і країни, вони домінували у внутрішній і зовнішній торгівлі, фінансовому секторі (особливо в лихварстві і обміні грошей) і ремеслах, були найкращими лікарями. У Галаті склалася колонія вихідців із Західної Європи — італійців, французів, голландців і англійців, яких звичайно називали «франками». Вони займалися торгівлею, лікарською практикою, тримали аптеки і кафе. В епоху Сулеймана Пишного меншини Стамбула не боялися насильства або проявів ворожості з боку мусульман.
Греки проживали вздовж усього південного узбережжя Золотого Рогу від Балата до Джибалі (особливо у Фанарі), уздовж Мармурового моря від Студіону до Кумкапи і Саматії, уздовж земляних валів в районі Топкапи, уздовж північного узбережжя Золотого Рогу в Галаті, Топхані, Касимпаші і Хаскьої, в селах уздовж європейського берега Босфору і Чорного моря (Бешикташ, Тарабья, Куручешме, Єнікьой і Бююкдере), а також на азійському березі в Ускюдарі і Ченгхелкеї. Євреї і караїми жили вздовж Золотого Рогу від Еміненю до Балата (особливо у кварталах Бахчекапи, Балікпазарі і Ункапані), біля воріт Едірне, а також в Галаті і Хаскьої (пізніше Хаскьой став основним єврейсько-караїмським районом Стамбула). Вірмени селилися в районах Сулумонастир, Галата і Саматія, араби — в Галаті, перси — в Мехметпаші і Ускюдарі, греки-караманли — в Нарлікапи, Кумкапи і Фанарі, цигани — уздовж міських стін (особливо в Сулукулі біля воріт Едірне).
До епохи правління Сулеймана Пишного майже всі іноземці, які жили у Стамбулі, були комерсантами. 1536 року з Францією були укладені капітуляції, після чого Франциск I направив в Стамбул першого офіційного посла Жана де ла Форе, якого супроводжував вчений Ґійом Постель (він зібрав у Стамбулі античні та арабські рукописи для королівської бібліотеки). Французи отримали привілей «права прапора», котрим до цього користувалися тільки венеційці (відтепер будь-який європейський купець, за винятком венеційця, міг торгувати в межах Османської імперії лише під заступництвом Франції, що дало французам істотну перевагу перед конкурентами з Англії та Голландії). Також французький посол опікав генуезьку громаду Стамбула, колись численну й могутню, яка з часом ослабіла і залишилася навіть без свого голови.
У 1554 році в Стамбулі відкрилася перша кав'ярня (кахвехане), призначена виключно для дегустації недавно завезеної сирійцями кави, після чого цей напій стає дуже популярним, а кав'ярні перетворюються на найвідвідуваніші заклади міста. 1555 року за наказом султана був страчений великий візир Кара Ахмед-паша, дружиною якого була сестра Сулеймана Фатьма Султан (обидва вони поховані в тюрбе при мечеті Кара Ахмед-паші, побудованої Сінаном за рік до страти візира). 1556 року за проєктом Сінана була зведена мечеть Шах Султан, замовницею будівництва якої була сестра султана Шах Султан. У тому ж 1556 році Сінан побудував біля Айя-Софії розкішні лазні Хасекі, призначені для султанського гарему (їх замовницею була впливова Хасекі Хюррем). Хамами відігравали в Стамбулі особливу роль, поряд зі своїм прямим призначенням вони були місцем відпочинку і зустрічей, де чоловіки проводили години в бесідах за чашкою кави і кальяном. У місті були побудовані десятки великих і сотні дрібних лазень, багато з яких являли собою видатні визначні твори архітектури. Тип класичного хамаму склався під впливом візантійських терм, з якими турки познайомилися ще в сельджуцький період. В обслузі хамамів працювали тисячі людей — від опалювачів і прибиральників до високоповажних масажистів і костоправів.

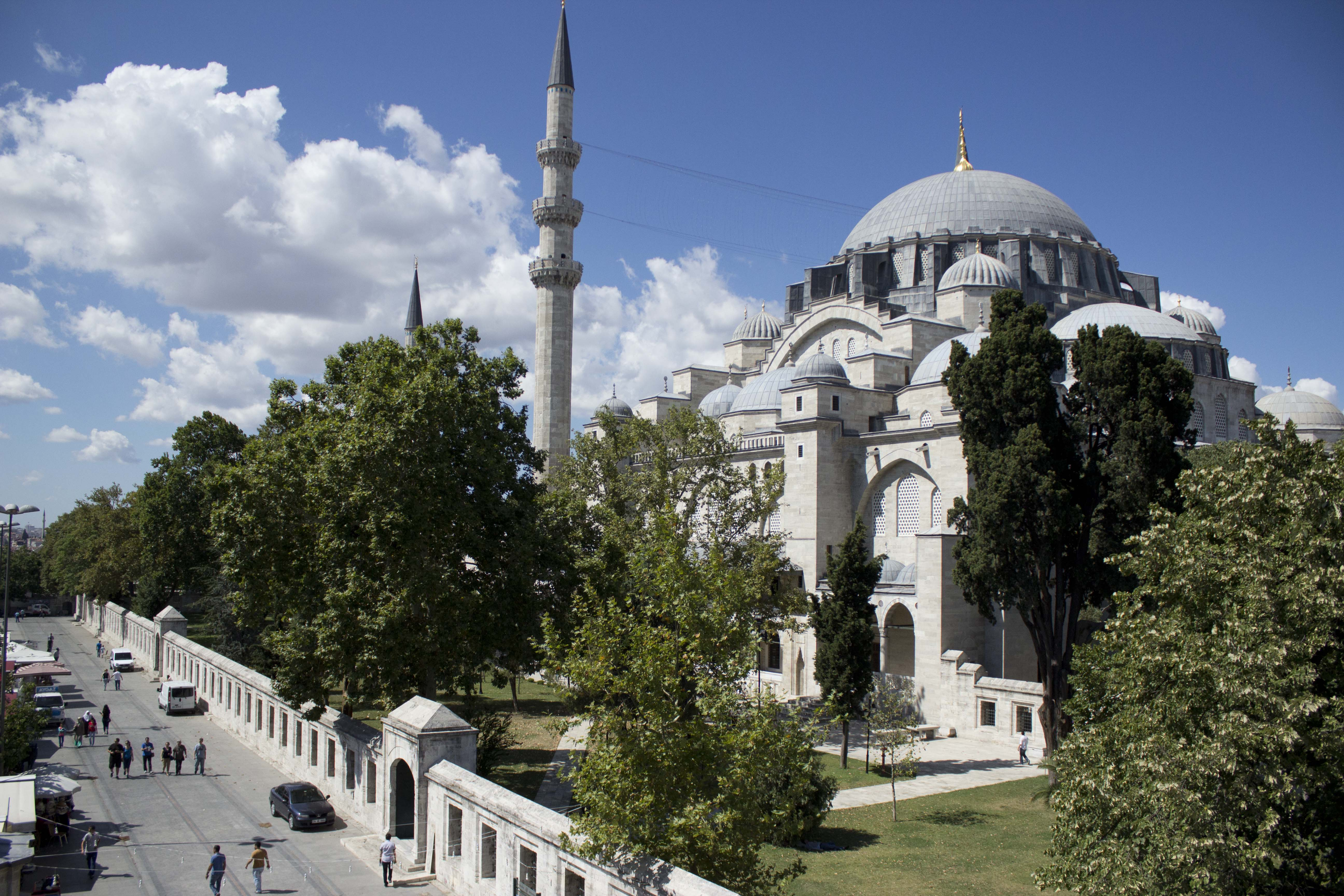
Мечеть Сулейманіє

У 1557 році Сінан закінчив будівництво ще однієї видатної будівлі — мечеті Сулейманіє, яка, за задумом султана, мала стати пам'ятником його чудовому правлінню. Величезна вартість будівництва та тривалі терміни здачі об'єкта сильно дратували Сулеймана, але отриманий результат дозволив султану змінити гнів на милість (до комплексу, крім власне мечеті, входили кілька медресе і початкових шкіл, бібліотека, обсерваторія, лікарня, медична школа, лазні, кухні, готель, стайні та крамниці). Це була перша стамбульська мечеть з чотирма мінаретами. Один з мінаретів, названий пізніше «Дорогоцінним», був оздоблений дарами іранського шаха Тахмаспа, які султан отримав як глузування. Кілька гранітних колон, що підтримують бічні аркади, раніше перебували на площі Августеон і в палаці Юстиніана. У дворі мечеті в двох сусідніх багато оздоблених тюрбе поховані сам Сулейман Пишний і його кохана дружина Хюррем Султан (померла в квітні 1558 року).
У 1558 році, щоб запобігти пожежам, було заборонено будівництво нових будинків у безпосередній близькості від фортечних мурів Стамбула. 1562 року в столиці була задушена колишня наложниця султана Гюльфем Хатун (похована в мечеті Гюльфем Хатун в Ускюдарі, зведеній її коштом). 1563 року Сінан закінчив будівництво на березі Золотого Рогу мечеті Рустема-паші, яка за багатством внутрішнього оздоблення належить до найкращих мечетей Стамбула. Також за проєктами цього архітектора були зведені кілька палаців знаті, ринок Тирьякі і медресе в Ускюдарі, що надалі стало еталоном для будівництва великих споруд цього типу. Воно мало вигляд двоповерхової галереї, яка оточувала прямокутний двір з невеликим фонтаном у центрі. Особливе місце в системі роздрібної торгівлі Стамбула займали бедестани — масивні кам'яні будівлі з залізними воротами й ґратами, склепінчастими стелями і куполами, які підтримували колони (в XVI столітті в місті їх налічувалося вже три). Усередині бедестанів розташовувалися десятки невеликих крамниць і майстерень, які торгували ювелірними виробами, коштовними тканинами, керамікою, пахощами і спеціями (ці торгові приміщення влаштовувалися в стінах і пілястрах на зразок ніш).
Великого значення набув морський арсенал Касимпаша, корабельні якого на піку виробництва спускали на воду від 40 до 50 великих галер в рік (за деякими даними, тут працювало близько 30 тис. рабів — християни Західної Європи, Криму і Московії). До майстерень арсеналу стікався корабельний ліс з Причорномор'я і Малої Азії, бітум, гудрон і смола з Албанії, Ізміра і Лесбосу, залізо і олово з Салонік, придунайських областей та Англії, мідь з рудників Анатолії, жир з Кафи, Варни і Хіоса, конопля з Єгипту і Малої Азії, снасті і канати з Трабзона, парусина з Анатолії, Мегрелії і Єгипту. З середини XVI століття помітно пожвавився порт Галати (причали в Каракьой і Топхані), куди приходили кораблі Генуї, Венеції, Франції, Англії та Голландії. Роль посередників між «франками» і османською владою найчастіше грали євреї (вони ж від імені султанського уряду стягували з іноземних купців мито, податки за перебування та охорону, вони ж допомагали оформляти дозволи на плавання в турецьких водах, на вантажно-розвантажувальні роботи).
Навколо причалів Галати постійно оберталося безліч людей: матросів, вантажників, носіїв, купців, агентів негоціантів і посольств, посередників-перекупників, переписувачів, чиновників і яничарів, які охороняли кораблі і порядок в порту. На південному березі Золотого Рогу, від Бахчекапи до Балата, розташовувалися пристані, куди причалювали переважно турецькі та грецькі кораблі. Вони були зайняті каботажними перевезеннями по Чорному, Мармуровому і Егейському морях, а також східним Середземномор'ям, доставляючи в Стамбул продовольство та сировину для ремісничих майстерень. Пристані Мейдан Іскелесі і Бахчекапи приймали кораблі з продовольством з Ізміта, Причорномор'я, Греції та Єгипту; найбільш жвава пристань Еміненю, а також пристані Хісир Іскелесі, Зінданкапаси і Еліш — кораблі з харчовими продуктами із західної частини Малої Азії (насамперед зі свіжими овочами, фруктами і рибою); пристань Одун Іскелесі — кораблі з дровами і будівельним лісом з Ізміта; пристань Аязмакапаси — кораблі з продовольством зі Східної Фракії; пристань Ункапани — кораблі з зерном і борошном з Фракії, Криму, Румунії та Болгарії; пристань Балата — кораблі з продуктами з різних країн Середземномор'я. Уздовж цієї смуги причалів розташовувалися приватні і державні склади, зерносховища, ринки, крамниці, ремісничі майстерні, готелі, недорогі харчевні для моряків і вантажників.
Жваве морське сполучення пов'язувало Стамбул з портами Текірдаг, Муданья, Бандирма, Ердек, Сіноп, Трабзон, Кафа, Тенедос, Салоніки, Ізмір, Модон, Родос, Антак'я, Латакія, Триполі, Бейрут і Александрія (на цих маршрутах переважали турецькі та грецькі судновласники), а також з Венецією, Рагузою, Корфу, Ліворно, Марселем і Севільєю (тут переважали кораблі «франків»). Велике значення мали сухопутні шляхи, насамперед «султанська дорога» зі Стамбула до Едірне (по ній в обох напрямках їздили султанські процесії, до столиці йшли каравани з зерном і стада худоби, на Захід слідували частини османської армії). Від Едірне важливі дороги розходилися до Болгарії, Валахії, Македонії, Греції, Боснії і Далмації. В азійській частині імперії головну роль грала дорога Стамбул — Ізміт, від якої шляхи розходилися в Персію (через Анкару, Сівас і Ерзурум) і Сирію (через Ескішехір, Конью, Адану і Алеппо), а також в Ізмір (через Бурсу і Манісу). Стамбул був пов'язаний регулярними караванними сполученнями з Ізміром (щотижня), Краковом (раз на місяць), Персією (раз на два місяці), Кілікією, Алеппо, Грузією і Гіляном (раз на три місяці), Басрою (раз на півроку) і Рагузою (раз на рік).
В період правління Сулеймана Пишного в Стамбулі спостерігався підйом культури і наук, тут творили поети Баки, Заті і Хаяті, письменники-хроністи Кемаль-пашазаде, Джемалі (шейх-уль-іслам) і Люутфі, картограф Пірі-реїс, географ і астроном Сейді Алі-реїс, художник-мініатюрист Нігярі. При султанському дворі працювали численні артисти, письменники, поети, історики-хроністи, мініатюристи, каліграфи, архітектори, ювеліри з усіх кінців імперії та світу. Іншими центрами інтелектуального життя були особняки заможних меценатів, обителі дервішів, міські парки та кав'ярні, а також таверни Галати. На кошти султана і придворної знаті зводилися культові та громадські будівлі (мечеті, медресе, бібліотеки, лазні, благодійні кухні і їдальні), а також фонтани і колодязі. За Сулеймана був перебудований і значно розширений султанський палац Сераль, що став ядром адміністративного кварталу Стамбула, була відреставрована і розширена систему водопостачання (цистерни, акведуки та водостоки). 1564 року в Стамбулі через повішення за ребро був страчений раніше взятий у полон волинський магнат Дмитро «Байда» Вишневецький. У вересні 1566 року Сулейман I помер під час військового походу в Угорщину і на султанський престол зійшов його син Селім II.

## Доба Селіма II

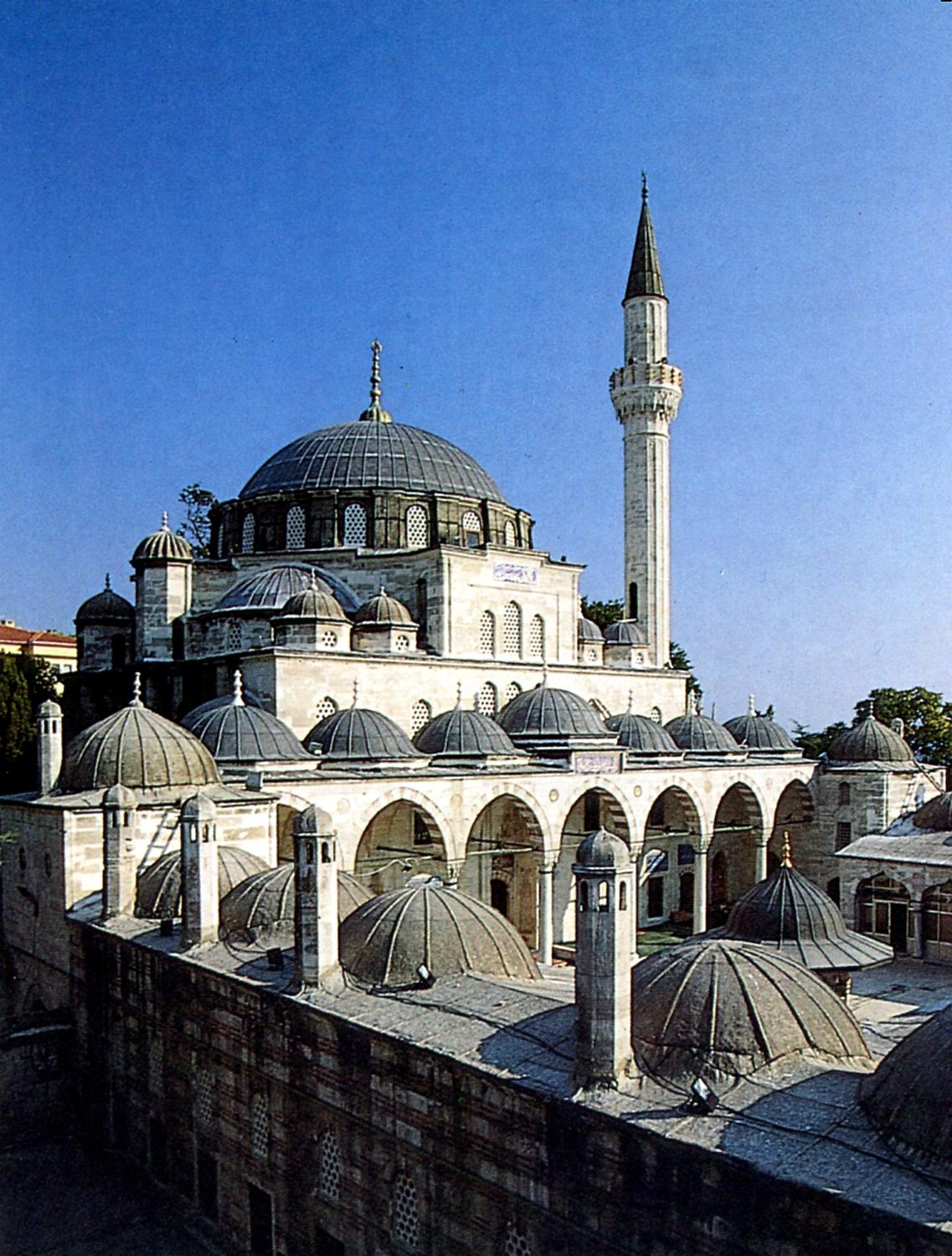
Мечеть Соколлу Мехмед-паші

За правління Селіма II при султанському дворі піднісся португальський єврей Йосип Насі, племінник заможної власниці торговельного та банкірського дому Грації Мендес Насі, яка померла в османській столиці у 1569 році (вона побудувала в Стамбулі синагогу, єшиву, лікарню і притулки для бідних євреїв, протегувала єврейським вченим і допомагала облаштуватися на новому місці переселенцям-марранам). Йосип Насі, що мешкав у розкішному палаці «Бельведер» у передмісті столиці, зробився правителем Наксоса та сусідніх островів Архіпелагу, взяв у відкуп торгівлю вином на території Османської імперії, а також мав широку шпигунську мережу в Європі, яка поставляла до двору султана останні новини і чутки (Насі, особисто знайомий з багатьма політичними діячами Європи, і сам чинив значний вплив на зовнішню політику імперії). Крім того, Насі фінансував створення єшиви і великої бібліотеки в Стамбулі, а його вдова заснувала єврейську друкарню.
Через відсутність пожежних команд вогонь завдавав великої шкоди дерев'яній забудові міста, тому у 1572 році кожного власника будинку зобов'язали мати драбину, рівну висоті будинку, і бочку з водою. Також відтепер заборонялося будувати будинки поруч з мечетями (однак цей указ залишився лише на папері, а торговці дозволяли собі зводити лавки навіть між контрфорсами Айя-Софії). У тому ж 1572 році за проєктом Сінана була зведена мечеть Соколлу Мехмед-паші, будівництво якої оплачував великий візир і зять султана Соколлу Мехмед-паша. 1573 року за наказом Селіма II був проведений іспит серед лікарів Стамбула, а також були введені іспити для студентів-медиків. У тому ж 1573 році у кварталі Касимпаша, біля підніжжя пагорба Окмейдан, за проєктом Сінана була побудована мечеть Піале-паші (замовником будівництва був впливовий капудан-паша і візир Піале-паша). За Селіма II тривав розвиток морського арсеналу Касимпаша, закладеного за Мехмеда Завойовника і розширеного за Сулеймана Пишного. Робоче селище при арсеналі було заселене ремісниками з числа греків і грузинів, які зналися на корабельній і ковальській справі. Як і за його попередника, за правління Селіма II Стамбул не знав ані перебоїв у постачанні харчових продуктів, ані будь-яких вуличних заворушень і хвилювань. Селім II помер у грудні 1574 року в султанському гаремі і був похований в шестикутному тюрбе у дворі мечеті Айя-Софія. Невдовзі там же були поховані його п'ять синів (за іншими даними — 17), які були задушені при сходженні Мурада III на престол за його наказом, а також дружини і п'ять дочок.

## Доба Мурада III

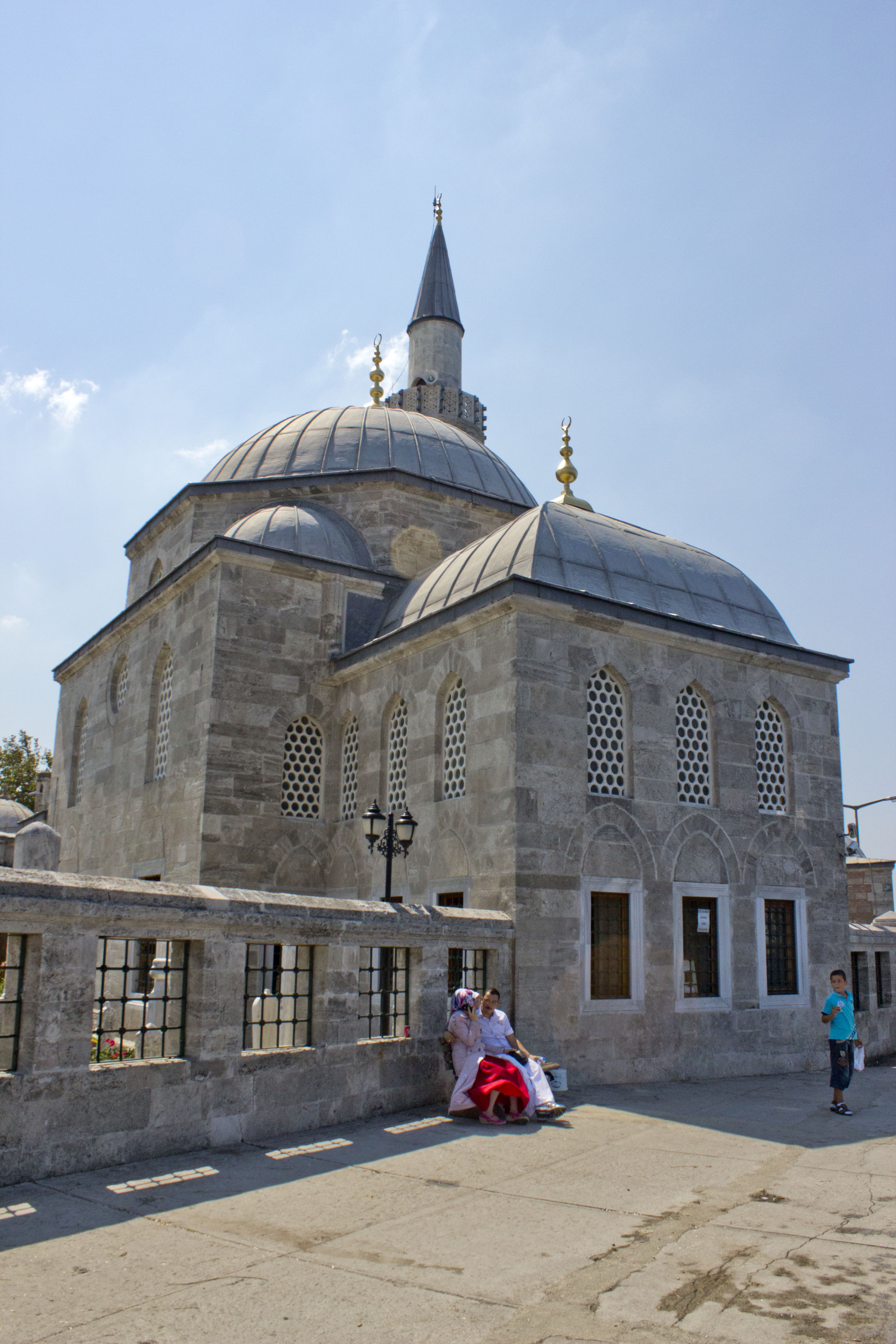
Мечеть Шемсі-паші

У 1578 році за велінням султана в Стамбулі була відкрита обсерваторія, в якій працював видатний астроном і математик Такіюддін аш-Шамі. У жовтні 1579 року в Стамбулі був убитий великий візир і один з найвпливовіших людей імперії Соколлу Мехмед-паша. 1580 року бажаний привілей «права прапора» отримали англійці, які незабаром заснували торговельну «Левантійську компанію» і швидко потіснили в Стамбулі французьких комерсантів (до 1640 року в османській столиці вже налічувалося 25 англійських торгових будинків). 1581 року на набережній в Ускюдарі за проєктом Сінана була побудована мечеть Шемсі-паші. У червні 1582 року на площі іподрому відбулося грандіозне святкування, присвячене обрізанню султанського сина Мехмеда. За правління Мурада III великий вплив мали великий візир Сіявуш-паша (1582—1584, 1586—1589 і 1592—1593), який побудував собі біля мечеті Сулейманіє палац на 300 кімнат, а також видатний богослов і історик Саад-ед-дін. В грудні 1583 року померла валіде-султан Нурбану Султан, яка користувалася величезним авторитетом при дворі, але змагалася з наложницею сина Сафійє Султан (придворні угруповання цих жінок постійно плели інтриги і змови один проти одного, усуваючи і призначаючи вищих сановників імперії). У 1585 року султан зробив вдалий похід проти персів на Кавказ, а по поверненні велів закрити всі православні храми столиці. Резиденція константинопольського патріарха перетворилася на мечеть Фетхіє-джамі, а сам патріарх тулився на подвір'ї Александрійського патріархату в церкві Богородиці (Феотокос), потім — у церкві Святого Димитрія.
За правління Мурада III тривало розширення палацу Топкапи, а з обох боків від головного входу мечеті Айя-Софія були встановлені дві алебастрові посудини, привезені султаном з Пергама (кожна ємністю 1200 літрів). Одного разу, під тиском улемів, султан звелів закрити всі кав'ярні та оголосив вживання кави гріховним, однак фактично його указ так і не втілився у життя. У лютому 1588 року помер архітектор Сінан, після чого османська архітектура певною мірою втратила колишню монументальність, але далі процвітала, багато в чому завдяки учням Сінана (його поховали в тюрбе власного планування біля огорожі мечеті Сулейманіє). На період правління Мурада припав розквіт хабарництва і кумівства, а війни з Іраном послабили армію і виснажили фінанси імперії. Після придушення яничарського повстання у квітні 1589 року вдруге великим візиром був призначений Коджа Сінан-паша, але внаслідок іншого яничарського заколоту в серпні 1591 року він був знову усунений з цієї посади. У січні 1595 року Мурад III помер і був похований в квадратному тюрбе у дворі мечеті Айя-Софія. Там же були поховані його родичі, в тому числі сини (19 своїх братів і сім наложниць батька стратив при сходженні на престол Мехмед III).

## Доба Мехмеда III
Стративши своїх братів, новий султан боявся змов навіть з боку синів. Він заборонив їм управляти провінціями, як це було раніше, і натомість замкнув в окремому павільйоні султанського палацу під назвою «Кафес» («Клітка»). Великий вплив при дворі Мехмеда III мала валіде-султан Сафійє Султан, яка пережила сина. За її наказом було розпочато будівництво грандіозної Нової мечеті, причому місцем будівництва було обрано єврейський торговий квартал біля старого порту (в ході розчищення місця під мечеть євреїв і караїмів вигнали на нове місце — в квартал Хаскьой біля Галати). 1599 року англійська королева Єлизавета I на знак дружби відправила султану орган, який супроводжував його творець, майстер Томас Деллена (він був вражений багатством палацових покоїв і блиском придворного церемоніалу, про що розповідав повернувшись у Європу). За правління Мехмеда III поширилася мода на тютюн, і дуже скоро чоловіки і жінки почали курити трубку (чубук) і кальян. Найкращий тютюн прибував в Стамбул з Салонік, Малої Азії та Латакії.
На межі XVI—XVII століть стамбульський порт залишався великим центром міжнародної і транзитної торгівлі. У гавань Золотого Рогу щодня заходили десятки кораблів з різних країн (кораблі європейських купців воліли швартуватися біля причалів Галати). У Стамбулі процвітала торгівля привізними товарами, що дозволяло забезпечувати мешканців харчовими продуктами, ремісників — сировиною, а двір і знать — предметами розкоші. Крім того, тут процвітала работоргівля (через невільничий ринок Стамбула щорічно проходили десятки тисяч бранців). Перекиданням людей і вантажів через Босфор і Золотий Ріг було зайнято понад 15 тис. човнярів, які утворювали могутню корпорацію. До її складу входили перемеджі (човнярі, які перевозили тільки людей з їх особистим багажем), каїкджі (власники каботажних суден середніх розмірів) і сандалджі (власники великих галер). Важливою галуззю економіки міста було будівництво. У XVI столітті в Стамбулі було споруджено близько 30 великих мечетей (для прикладу, протягом всього XVII століття було побудовано лише шість мечетей, з яких великих — тільки дві).
Після численних прохань і хабарів турки дозволили відремонтувати церкву Святого Георгія в районі Фанар, яка з 1601 року стала кафедральним собором і резиденцією константинопольського патріарха. Сюди знесли всі вцілілі в Стамбулі християнські реліквії, в тому числі стовп бичування, до якого був прив'язаний Ісус Христос, високошановані мощі та ікони. Поступово навколо резиденції патріарха в Фанарі склався християнський квартал, де селилися впливові грецькі сімейства. За правління Мехмеда III в Стамбулі працювали видатний історик і великий чиновник Мустафа Алі, який написав «Кюнх аль-ахбар» («Суть новин»), та історик Мустафа Селанікі. В грудні 1603 року Мехмед III помер і був похований в восьмикутному тюрбе, розташованому у дворі мечеті Айя-Софія. На престол зійшов його син Ахмед I, який, всупереч традиції, пощадив молодшого брата Мустафу.

## Доба Ахмеда I

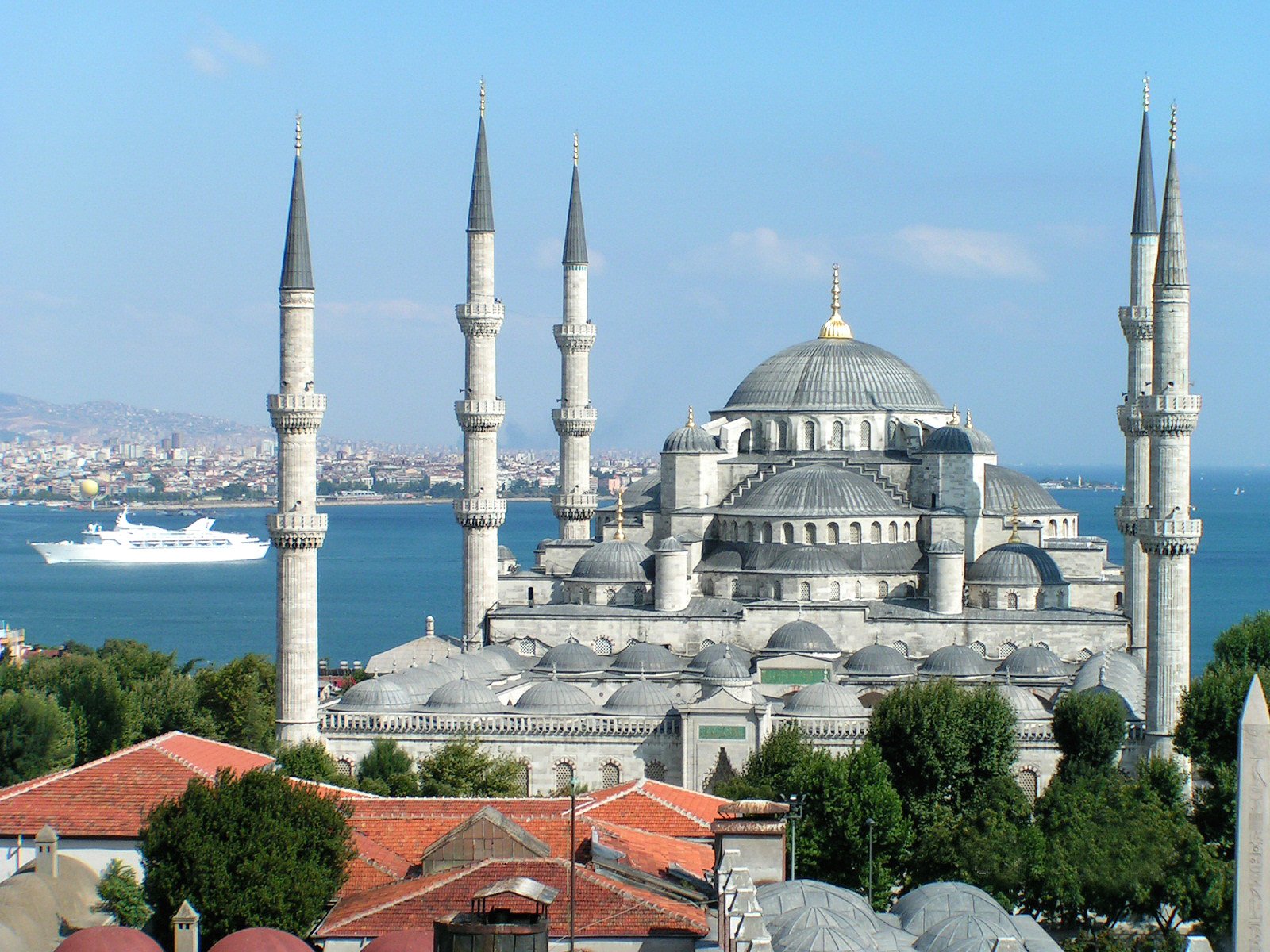
Блакитна мечеть (Султанахмет)

На початку XVII століття в Стамбулі осіло багато вірмен зі східних районів Анатолії. У листопаді 1605 року в столиці померли дві впливові жінки — колишня валіде-султан Сафійє Султан (за однією з версій була задушена кимось з придворних) і чинна валіде-султан Хандан Султан. 1609 року навпроти Айя-Софії почалося будівництво Блакитної мечеті, для чого були розібрані західні трибуни візантійського іподрому із залишками імператорської ложі, а також багато споруд Великого імператорського палацу, що лежав у руїнах. Автором грандіозного проєкту був один з найталановитіших учнів Сінана — архітектор Мехмед-ага. Будівництво закінчилося в 1616 році, після чого Блакитна мечеть стала найбільш значущою мечеттю Стамбула і одним із символів міста. Вона вражала і своїми розмірами (одночасно тут могли молитися 35 тис. віруючих), і незвичними шістьма мінаретами (згідно з легендою, глухуватий архітектор невірно зрозумів наказ Ахмеда, який звелів побудувати «золоті мінарети» або «алтин мінаре», а Мехмед-ага замість цього почув «шість мінаретів», тобто «алти мінаре»). До складу великого комплексу мечеті входили медресе, лікарня, кілька богаділень, кухні і караван-сарай (медресе Блакитної мечеті стало в один ряд з такими впливовими школами, як медресе при мечетях Баязид, Фатіх, Айя-Софія та Сулейманіє).
Центральною магістраллю Стамбула була широка і красива вулиця Диван-Йолу, якою султанський кортеж під час частих процесій перетинав все місто від воріт Едірне до палацу Топкапи (вона досить точно збігалася з лінією головної вулиці Константинополя — Меси). Важливими вузлами, через які проходила Диван-Йолу, були площа Баязида (на місці форуму Феодосія) і площа Чемберліташ (на місці форуму Костянтина). Однак інші вулиці Стамбула були вузькими, кривими, похмурими і здебільшого не вимощеними. Вони були брудними, особливо після дощу, тому знатні городяни пересувалися столицею верхи або в каретах. З каменю будувалися переважно палаци знаті, будинки багатих купців, мечеті і лазні, інші будівлі (основна маса будинків ремісників, дрібних торговців і чиновників, а також більшість дрібних крамниць і майстерень) зводилися з глини і дерева й не мали яких-небудь архітектурних надмірностей. Часті пожежі змушували владу видавати укази, за якими будинки та лавки мали будуватися з каменю та саману, а дерево могло використовуватися мінімально. Але за виконанням цих указів стежили не надто ретельно, і кількість дерев'яних будівель в Стамбулі залишалася досить значною ще довгий час.

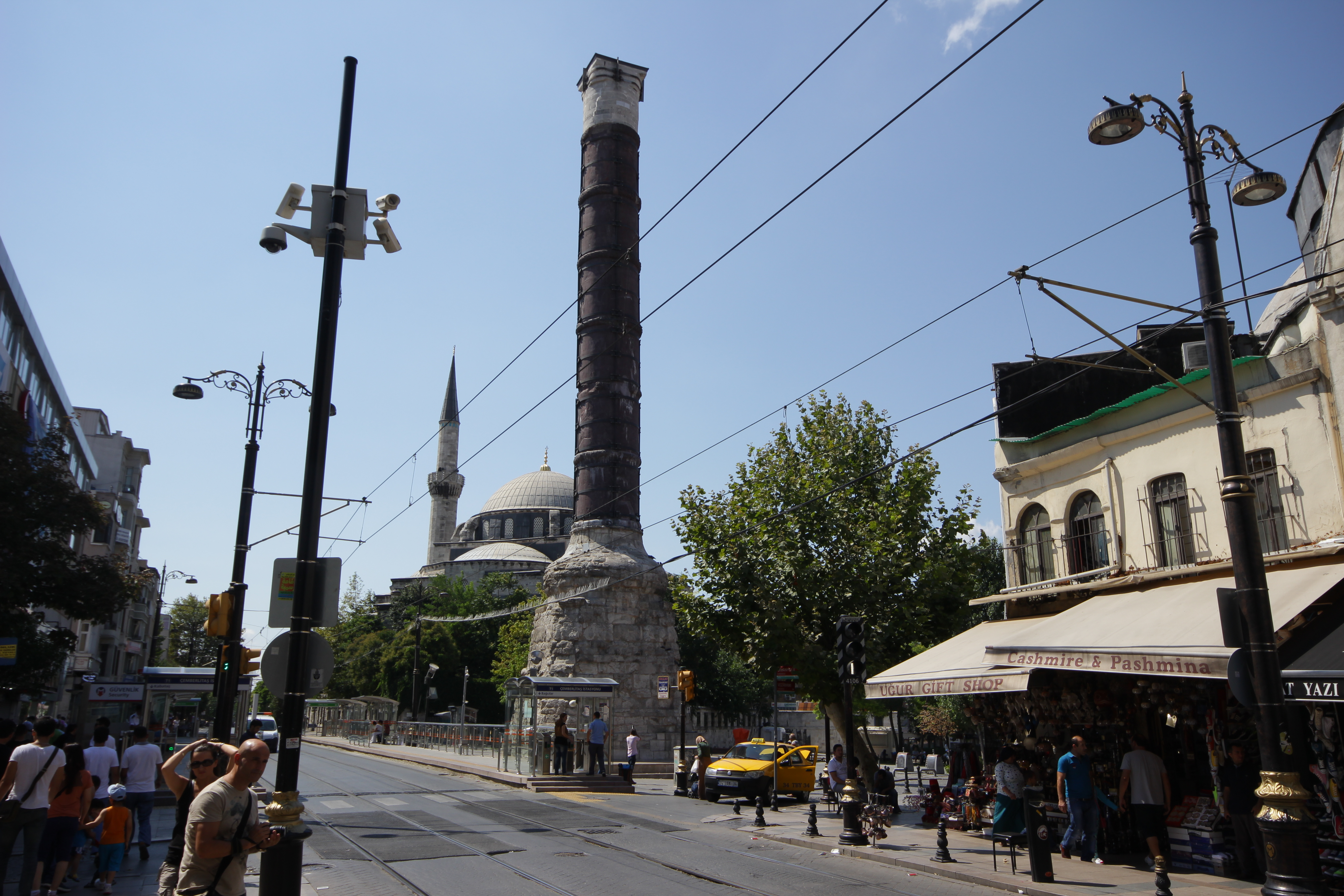
Вулиця Диван-Йолу і колонна Костянтина

Житлові будинки Стамбула поділялися на кілька категорій: ев — маленька будівля, в котрій жили простолюдини і службовці нижчої ланки; конак — особняк заможного городянина з подвір'ям; яли — особняк, розташований на березі Босфору, що нерідко з власним причалом; сераль (або сарай) — розкішний палац важливого сановника, оточений садом, часто з виходом до води. Цоколі всіх конаків і сералів зводилися з каменю, однак мали дерев'яний остов. Багато будинків знаті зовні виглядали доволі непрезентабельно, оскільки сановники побоювалися заздрості або гніву з боку султана та його найближчого оточення, але мали багатий інтер'єр з пишним оздобленням. Перший поверх відводився під кухню, житло слуг і рабів, другий служив господарям і мав закриті балкони.
На початку XVII століття з ініціативи Генріха IV французи починають нарощувати свою присутність в Стамбулі, поступово витісняючи венеційців (раніше вони міцно облаштувалися в Триполі, Алеппо і Дамаску, де й була зосереджена французька торгівля зі Сходом). Період правління Ахмеда I продовжив традиції повсюдної корупції і свавілля чиновників. 1612 року привілей «права прапора» отримали голландці, які особливо сильно закріпилися в Ізмірі (вони також мали суттєві інтереси в Галаті, торгували привізним сукном і золотими арслані, але в столиці воліли вести справи через посередників з числа греків і вірмен, або на замовлення венеційців). 1614 року за розпорядженням дружини султана Кьосем Султан відновилося припинене будівництво Нової мечеті (Єні Джамі). Кьосем мала великий вплив при дворі чоловіка і навіть змогла відтіснити Махфіруз Хадідже Султан — першу дружину Ахмеда і матір його старшого сина. Ахмед I помер від тифу в листопаді 1617 року і був похований в тюрбе при Блакитній мечеті (там же покоїться прах його матері, дружини і дітей).

## Доба Мустафи I і Османа II
Після смерті Ахмеда одне з придворних угруповань звело на престол його слабовільного молодшого брата Мустафу I, який до цього багато років провів у «Клітці». В лютому 1618 року Мустафа був скинутий на користь 14-річного Османа II — свого племінника і старшого сина Ахмеда. Новий султан був досить самостійним правителем, але поразка у Хотинській битві сильно підірвала його престиж. Повернувшись до столиці, Осман задумав низку кардинальних реформ, але в травні 1622 року бунтівні яничари вбили його у фортеці Єдікуле і знову поставили на трон Мустафу I (Осман був похований поруч із батьком біля Блакитної мечеті). За французького посла Філіппа Арле (1620—1631) католицькі місії імперії отримали значну підтримку, а капуцини навіть облаштувалися в Стамбулі. Після повторного повалення у вересні 1623 року Мустафа до кінця свого життя перебував в ув'язненні в палаці Топкапи. Після смерті в січні 1639 року він був похований в тюрбе у дворі мечеті Айя-Софія (його гробниця перебудована з християнської хрестильниці візантійського періоду).

## Доба Мурада IV
У вересні 1623 року в результаті чергового палацового перевороту на троні опинився малолітній Мурад IV, що відразу піднесло впливове угруповання його матері Кьосем Султан і вірних їй євнухів (від імені султана були страчені троє його братів, які могли претендувати на престол). 1626 року влада видала черговий указ, який наказував будувати в Стамбулі і Галаті будинки з каменю і глини (за зразком Халеба і Дамаска), але виконувався він не дуже строго. 1627 року (за іншими даними — 1624 року) грецькі ченці заснували в Стамбулі друкарню, яка друкувала книги грецькою мовою. У травні 1632 року султан придушив піднятий у столиці заколот яничарів і сипахів. Після цього вплив валіде-султан почав зменшуватися, а Мураду вдалося за допомогою жорстоких репресій навести порядок у своїх володіннях, поповнюючи майном страчених ворогів султанську скарбницю. Він навіть провів перепис населення, а також опис усіх будівель, корпорацій та об'єднань столиці (1637). Незадоволений посиленням вірмен у внутрішній і середземноморській торгівлі, Мурад IV наказав виселити зі Стамбула всіх представників цього народу, що народилися в Кайсері і Східній Анатолії (проте, указ не був виконаний і не мав жодних наслідків). У квітні 1635 року в Стамбулі були страчені бунтівний емір Лівану Фахр ад-Дін II і його родичі. Також у 1635 році, після розгрому англійцями турецької ескадри, османська влада наклала на столичних іноземців величезний штраф, а резиденції західних послів зазнали обшуків і грабежів (перекладача французького посольства, який протестував проти свавілля, посадили на кіл). У тому ж 1635 році на території комплексу Топкапи був споруджений невеликий Єреванський палац (Реван-Кьошк), названий так на честь взяття турками Єревана. 1639 року поряд з ним на ознаменування чергової перемоги османських військ — взяття Багдада — був побудований палац Багдад-Кьошк. 1637 року в кварталі Джибао сталася велика пожежа, після якої султан спробував заборонити в Стамбулі куріння тютюну і заразом вживання кави (у деяких мечетях навіть читали проповіді проти тютюнопаління). За правління Мурада в столиці творили великі поети Неф'ї (страчений за велінням султана у 1635 році) і Яхья (обіймав посаду шейх-уль-ісламу), письменник-хроніст Кочібей. У лютому 1640 року Мурад IV помер, а на престол зійшов його молодший брат Ібрагім I, звільнений з «Клітки».

## Доба Ібрагіма I
З початком царювання Ібрагіма до влади повернулася і партія Кьосем Султан, але надалі вона зіпсувала відносини з сином. Султан спустошував казну величезними витратами на купівлю рабинь, пахощів і хутра, ціни на які одразу ж багаторазово зросли, а його мати відала всіма справами Османської імперії через довіреного кизлар-агаси і візирів, що часто змінювалися. 1642 року резиденція вірменського патріарха була перенесена з кварталу Сулумонастир в Кумкапи на узбережжі Мармурового моря, де виріс новий вірменський район. Коли в жовтні 1644 року ескадра лицарів-госпітальєрів захопила багатий османський корабель з високопоставленими чиновниками, оскаженілий султан наказав убити всіх християн Османської імперії. Пізніше він скасував свій наказ, але почав затяжну війну з Венецією. Це завдало великої шкоди численній венеційській колонії Стамбула, яка до цього переважала серед інших європейців за обсягом торгівлі (під началом бальї і «ради дванадцяти» перебували десятки купців, в тому числі з давніх родів, що жили на Сході не одне покоління, а також дипломати, перекладачі, секретарі та священики), а також призвело до охолодження франко-османських відносин. До 1646 року всі західні посольства перебралися до Галати і Перу, після чого власне в Стамбулі «франків» майже не залишилося (у Галаті, а пізніше і Пері здавна знаходилися резиденції венеційського бальї і генуезького подести). Після цього поступово забувся указ Сулеймана Пишного, що забороняв іноземцям носити західний одяг та зобов'язував їх поверх своєї сукні одягати турецький кафтан. Крім того, контакти «франків» з турками скоротилися до мінімуму і обмежувалися зносинами через грецьких, єврейських та вірменських посередників. Посол Англії отримував платню від «Левантійської компанії», а посол Франції жив на відрахування від мит митниці Марселя (посли платили турецькій владі хабари і штрафи за провини, здійснювані їх співвітчизниками). У серпні 1648 року яничари за підтримки мусульманського духовенства і дервішів скинули султана. Через кілька днів він був задушений і похований в тюрбе Мустафи I на подвір'ї мечеті Айя-Софія.

## Доба Мехмеда IV

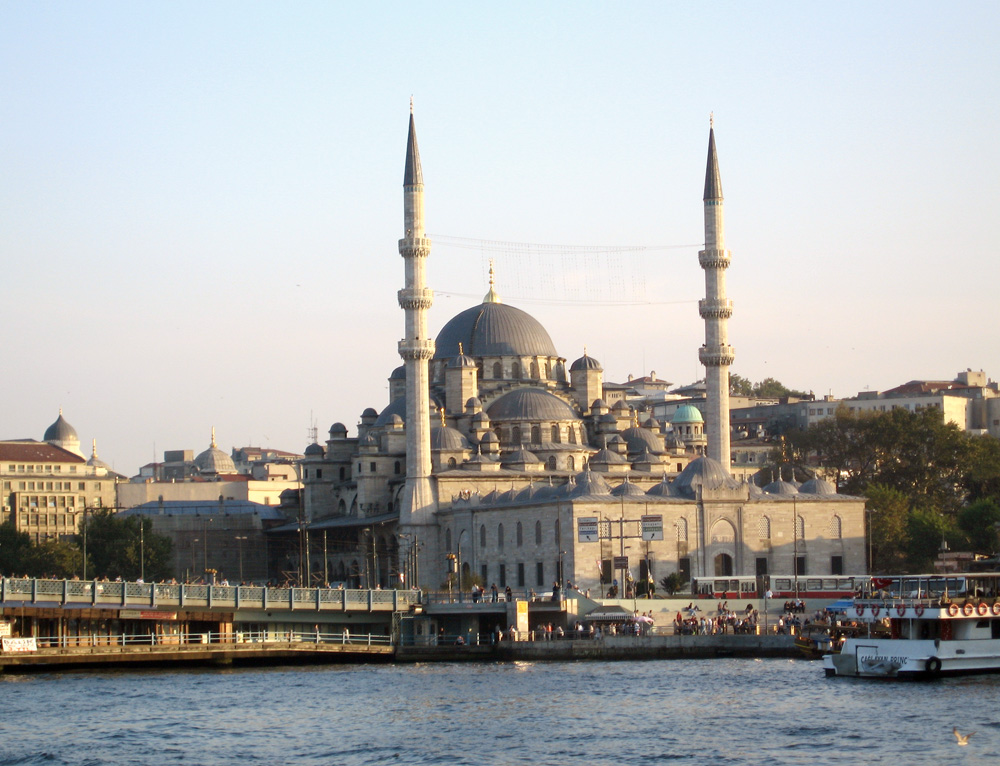
Нова мечеть

У 1648 році на престол був зведений малолітній Мехмед IV, який змінив на османському троні свого батька, поваленого яничарами. Вся влада зосередилася в руках його матері Турхан Султан і бабусі Кьосем Султан, які вкинули двір в анархію і низку інтриг (у вересні 1651 року бабуся султана була задушена євнухами за наказом Турхан Султан). У серпні 1651 року на хвилі народного гніву був зміщений зі своєї посади великий візир Мелек Ахмет-паша (він велів викарбувати велику кількість низькопробних піастрів і акче, зобов'язавши торговців і ремісників приймати їх за курсом венеційських цехінів і османських золотих). Подальше погіршення економічного стану викликало в 1655—1656 роках нові бунти з боку яничарів і стамбульських цехів. З подачі впливової валіде-султан новим великим візиром у вересні 1656 року став Кепрюлю Мехмед-паша — родоначальник династії Кепрюлю, яка поступово замінила так званий «султанат жінок».
Султани завжди прагнули догодити яничарам і завоювати їхню прихильність щедрими подарунками, високою платнею і різними розвагами. З часів Баязида II існував звичай (джулюс бахшиши), за яким султан, що вступав на престол, мав обдаровувати яничар грошима (з часом звичай перетворився на своєрідну данину правителів яничарському корпусу). До середини XVII століття яничари вже відігравали велику роль при дворі, брали участь майже у всіх палацових переворотах, активно зміщували неугодних сановників, а також повсюдно порушували первісну заборону на одруження і підприємницьку діяльність. Вони все частіше заводили сім'ї, поповнюючи корпус своїми дітьми, промишляли дрібними торговими операціями і займалися ремеслом, проникаючи в торгово-ремісничі цехи Стамбула. У списках яничарського корпусу значилося безліч «мертвих душ», платню котрих командири привласнювали собі, а бойова міць султанської гвардії різко ослабла. У Стамбулі базувалося близько третини яничарського корпусу, тобто від 10 до 15 тис. осіб. Казарми яничар стали головним осередком бунтів, періодично потрясали столицю імперії (наприклад, тільки за правління Мехмеда IV яничари влаштовували великі заколоти у 1651 році, в травні 1655 та березні 1656 року), а прихильності яничарського аги шукали всі протиборчі палацові угруповання.

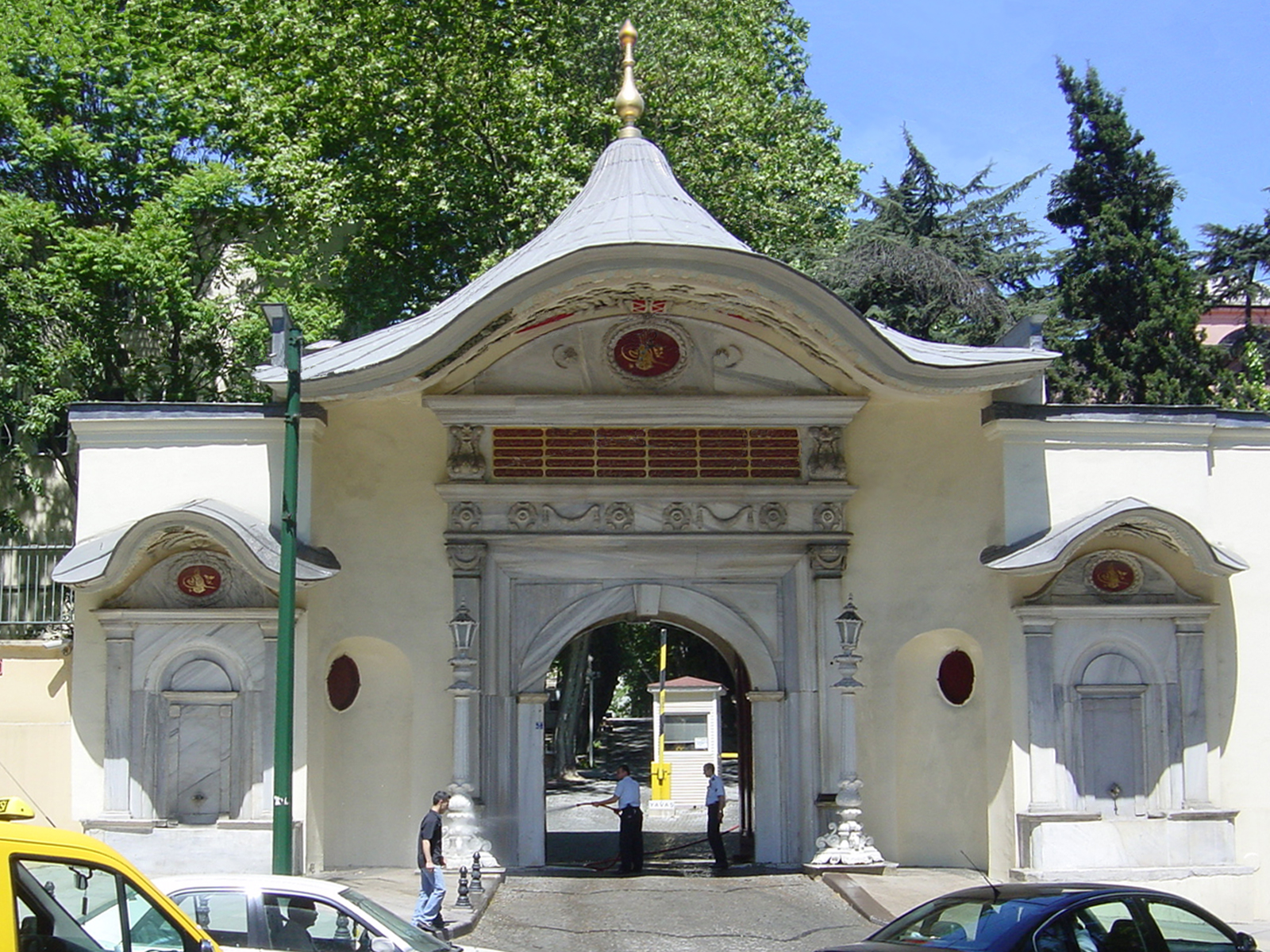
Ворота палацу великого візира

У 1654 році один з палаців, побудованих поряд з комплексом Топкапи (особняк колишнього садр-азема Халіл-паші), став постійною резиденцією великого візира. Він знаходився навпроти павільйону Алай-Кешк, з балкона якого султан приймав паради своєї армії. Ворота в цей палац називалися Пашакапаси (Ворота паші), потім — Баб-і Алі (Високі ворота), і весь уряд Османської імперії з останньої чверті XVII століття став знаний як Висока порта (або Блискуча порта). Однак, диван з обов'язковою участю візира надалі засідав в султанському палаці. Крім державної скарбниці в Топкапи зберігалася й особиста скарбниця султана, яка, на відміну від першої, зазвичай не відчувала нестачі в надходженнях. Особисті кошти султана тільки у виняткових випадках витрачалися на потреби держави, при чому оформлялися міністром фінансів (дефтердаром) як боргові зобов'язання. Султанська скарбниця поповнювалася за рахунок данини з васальних придунайських князівств і Єгипту, доходів від вакуфних земель і підприємств, підношень і подарунків. Султан привласнював собі на правах «законного спадкоємця» майно померлих військових і цивільних чинів, а також широко практикував введену з середини XVII століття систему страт опальних сановників з конфіскацією їх статків. Ще одним способом поповнення скарбниці був звичай видавати султанських дочок в дитячому віці за багатих сановників, які були зобов'язані платити великі суми на утримання «дружини».
Все економічно активне населення Стамбула (купці, посередники, лихварі, ремісники, дрібні торговці і робітники) було об'єднане в цехи (еснаф або таїфе). Фактично, до того чи іншого цеху записували все доросле чоловіче населення міста, за винятком військових і палацових службовців. У чотирьох столичних округах (Стамбул, Еюп, Галата і Ускюдар) налічувалося 1,1 тис. цехів, об'єднаних в 57 асоціацій (фютюввет або футувва). Згідно з відомостями знаменитого історика і географа Евлії Челебі, в середині XVII століття в Стамбулі налічувалося понад 23 тис. ремісничих майстерень, в яких працювало близько 80 тис. осіб, і понад 15 тис. великих торговців (з урахуванням їх службовців), яким належало майже 3,2 тис. магазинів, крамниць і складів. У місті діяло 65 корпорацій дрібних торговців, які об'єднували вуличних крамарів і лоточників, які контролювали понад 14 тис. торгових точок. Всього у сфері дрібної торгівлі було зайнято майже 50 тис. жителів Стамбула. Згідно з різними джерелами, кількість постійно діючих крамниць торговців і ремісників коливалася в тогочасному Стамбулі від 32 до 48 тисяч (включаючи прилавки і магазини дрібних та великих ремісничих майстерень). Ремісниче виробництво відрізнялося глибоким поділом праці, у зв'язку з чим швейна галузь столиці була представлена 19 цеховими організаціями, шкіряна — 35, збройова — 36, будівельна — 44, булочники та кондитери були об'єднані у 29 корпорацій. Стамбул особливо славився виробами ювелірів, граверів, карбувальників і зброярів.
Незважаючи на значний виробничий потенціал, Стамбул був переважно містом-споживачем, вся продукція якого майже цілком надходила на місцевий ринок. Щорічно до столиці приганяли 4 млн баранів, 3 млн ягнят і 200 тис. голів великої рогатої худоби; щодня Стамбул поглинав 500 тис. кг пшеничного борошна, велику кількість рису, молочних продуктів, овочів і фруктів. Зерно на столичний ринок потрапляло з Фракії, азійського узбережжя Мармурового моря, портів Егейського і Чорного морів (особливо з придунайських князівств), рис — з Єгипту, вівці — з Балкан і з Центральної Анатолії (особливо зі схилів Таврських гір), домашня птиця — з східної Фракії та району Ізміра, риба — з сіл уздовж Босфору і з чорноморського узбережжя, йогурт — з околиць Стамбула, оливки і оливкова олія — з Центральної Анатолії, лимони — з Хіоса і з Кілікії, мед — з Молдови та Валахії, сіль — з Єгипту, Криму і Західної Анатолії, кава — з Єгипту та Ємену. Також були значні поставки сировини, особливо шкіри і шкур з Криму, Болгарії та Молдови. Із Західної Європи (Франції, Англії, Голландії, Іспанії, Венеції) привозили тканини, готовий одяг, цукор, папір, залізні вироби, мідь, олово, свинець, залізо, барвники, скло і скляні вироби, дзеркала, ліки, з Індії (переважно французи і голландці) — перець, корицю, імбир і гвоздику.

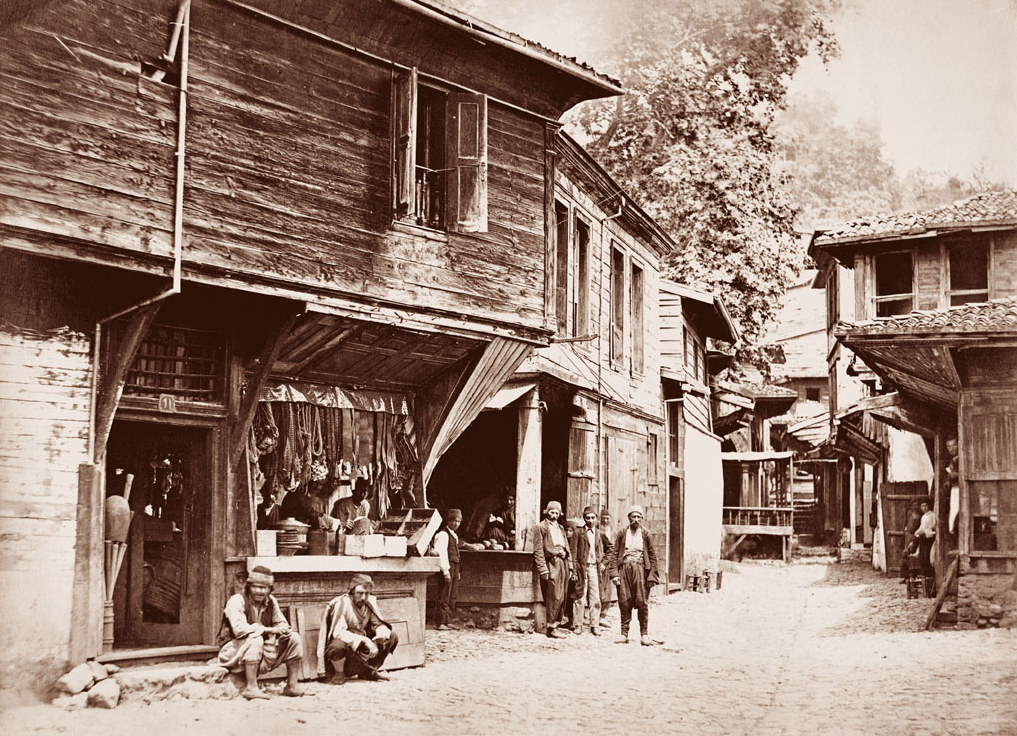
Типова стамбульська крамниця

Діяльність стамбульських цехів ретельно регламентувалася владою і внутрішніми статутами. Наприклад, суворо обмежувалося число осіб, що мали право відкривати в місті майстерню або лавку, а підмайстри (кальфа) і учні (чірак) були цілковито підпорядковані волі майстра (уста). Загальними питаннями діяльності цехів відали ради старійшин, що обиралися майстрами і на чолі яких стояли старости (кетхюда) та їх заступники (йігітбаші). Вони представляли інтереси цеху в урядових установах і вирішували всі внутрішні суперечки між членами цеху. У тих цехах, де «невірні» становили більшість, кетхюда обирався з їх числа. Міська влада ретельно контролювала діяльність цехів через кадіїв і спеціальних чиновників (мухтесібів та їх помічників кологланларів), що стежили за виконанням статуту і розподілом між цехами необхідних їм товарів і виробів (у тому числі імпортної сировини). Вони ж наглядали за умовами виробництва та якістю продукції, що випускається, збирали податки, стежили за виконанням урядових указів і ціновою політикою, боролися зі спекулянтами. Незважаючи на суворий контроль з боку влади, іноді невдоволення стамбульських цехів випліскувалося на вулиці (наприклад, в серпні 1651 і взимку 1668—1669 року).
Щорічно або один раз на кілька років кожен столичний цех влаштовував свято, яке могло тривати цілий тиждень (зазвичай такі свята проводилися на луках Кагітхане або Агачаїрі). На цих своєрідних ярмарках ремісничі і торгові цехи демонстрували і продавали свою продукцію, а також пригощали бідняків. Крім того, цехи брали участь у багатьох офіційних урочистостях, наприклад, у парадах з нагоди сходження на престол нового султана, обрізання принца або військового походу армії. Причому кожен цех споруджував підмостки на колесах, на яких зображалася та чи інша майстерня або крамниця. Між цехами розгоралося суперництво в тому, хто зуміє яскравіше представити перед султаном і придворними свою діяльність (переможець отримував від правителя гроші або цінний подарунок). Це суперництво посилювалося також через те, що більшість стамбульських цехів приєднувалась до того чи іншого суфійського братства (бекташі, мевлеві або меламі), які нерідко між собою перебували у натягнутих відносинах. Всі стамбульські цехи мали своїх святих заступників, в керівництві цехів були присутні шейхи або дуаджі (релігійні вожді), багато великих цехів мали свої мечеті або фінансували довколишні. Церемонії прийому нового члена корпорації або вступу виборних керівників на посаду були близькі до ритуалів ініціації, що практикувалися в дервішських братствах. Під час цехових свят та урочистостей багато уваги і часу приділялося релігійним обрядам, хоча з часом шейх цеху або асоціації перетворився на номінальну посаду (наприклад, супроводжував членів цеху під час хаджу).
Серед стамбульських торговців існувала своєрідна ієрархія, нагорі якої були великі оптовики-купці, що спеціалізувалися на привізних товарах (туджджари або базіргани). Вони займалися закупівлями, перевезенням та складуванням зерна, м'яса, кави, тютюну, вина, тканин, килимів, шкір, шкур і хутра, пахощів, дорогоцінних каменів. Наприклад, великим впливом користувався цех джелеб-кешан, який мав величезні стада худоби, бійні і багато м'ясних крамниць. З оптовиками тісно співпрацювали патентовані посередники-комісіонери (деллаль), які одержували з кожної угоди певний відсоток. Купці з числа османських підданих (в тому числі греки, вірмени і євреї) рідко виходили за межі імперії, воліючи купувати товари з далекого зарубіжжя у персів, арабів, італійців та інших «франків». До нижчої категорії належали дрібні крамарі і бродячі вуличні торговці (сейяри), єдиним майном яких нерідко були кіоск (колтук), лоток для торгівлі на розніс або заплічний кошик з мінімальним асортиментом товарів. За убуванням числа своїх членів далі йшли торговці харчовими продуктами (коржиками, булками, овочами, фруктами, м'ясом і рибою, йогуртом, прохолодними напоями), тканинами і готовим одягом, ліками, зіллям і пахощами, взуттям і грубою керамікою, а також лахмітники (ескіджи).

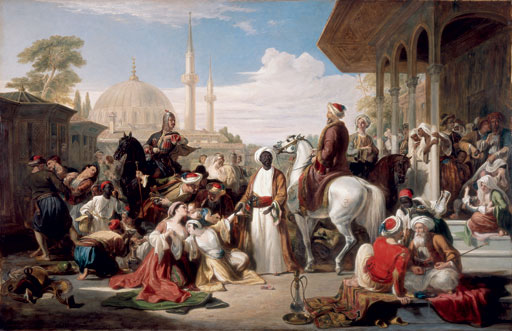
«Невільничий ринок в Константинополі», картина Вільяма Аллана, 1838

Між оптовиками і дрібними крамарями розташовувалося кілька категорій торговців, зокрема численні ремісники, які продавали свої вироби прямо в майстернях, і власники спеціалізованих магазинів в бедестанах. Як правило, лавки ремісників одного цеху розташовувалися уздовж однієї вулиці або займали один кут базару. Крім того, були державні чиновники, які забезпечували султанський палац, армійські казарми і стайні, імперські корабельні і майстерні (з відливання гармат, карбування монет, виробництва пороху, ядер, щогл і вітрил) всім необхідним — харчовими продуктами, фуражем, предметами розкоші, одягом, рабами, дровами і сировиною. У центрі Стамбула, в районі Великого базару, розташовувалися державні склади пшениці, ячменю, вівса, рослинної олії, будівельного лісу, солі і пороху. Особливу категорію торговців являли собою єврейські купці, які виховували і продавали заможними городянам невільниць. Невільничий ринок (есірпазари) розташовувався на окремій площі біля Великого базару, але купувати рабів могли лише мусульмани (з середини XVII століття стали можливими виключення з правила і для «невірних», а до кінця XVII століття християни та євреї могли купувати рабів вже на законних підставах, сплачуючи відповідний податок).
Крім невільничого існували й інші спеціалізовані ринки — з продажу коней, домашньої птиці, живої і солоної риби, книг, спецій, «блошиний ринок», а також щотижневі ринки — ярмарки: Салипазари («ринок по вівторках») між Галатою і Топхане, Чаршамбапазари («ринок по середах») в Фетхійє, Першембепазари («ринок по четвергах») в Каракьой. По п'ятницях працювали жваві ринки в районах Едірнекапи, Ходжа Мустафа-паша, Кучук Мустафа-паша, Еюп, Касимпаша і Ускюдар, по суботах — в районах Аліпаша (біля мечеті Фатіх) і Кулаксіз (в околицях Касимпаша), по неділях — ринок Авретпазари, по понеділках — ринок в районі Маджунджу. Але найбільшим залишався Великий базар (Бююк чарши) або Критий базар (Капали чарши). Його серцем були два старовинних бедестани, навколо яких розташовувалися численні хане (суміш готелю, офісу та складу), караван-сараї, митні склади, крамниці і майстерні, а також п'ять мечетей і сім фонтанів. Базар являв собою мережу з перпендикулярних 67 вулиць, кожна з яких мала назву цеху, що облаштувався на ній (на деяких перехрестях існували невеликі площі, на яких члени родинних цехів здійснювали спільні ранкові молитви). Всього на базарі працювало 4000 крамниць, з них близько тисячі — в хане. У старому бедестані продавалися шовк, атлас, парча, оксамит, ювелірні прикраси, дорогоцінне каміння, килими, хутра і порцеляна, в новому — дорогі тканини, вишиті золотими і срібними нитками, шовк та ангора. Всі 18 воріт Великого базару ввечері зачинялися, після чого торговий комплекс залишався під наглядом нічних сторожів, призначених цехами.
Серед столичних ремісників найчисельнішими були корпорації мельників, кравців, шкіряників, виробників бабушів (туфлі без задників та підборів), теслярів, столярів, свічкарів і сідельників (кожна налічувала понад 3 тис. осіб). Існували й великі державні промислові підприємства, насамперед морський арсенал в кварталі Касимпаша та артилерійський арсенал в Топхане, а також декілька збройних (тюфенкхане) і порохових (барутхане) фабрик, два великих ательє, в яких шили форму для яничарського корпусу, армійські хлібопекарні, майстерні з виробництва сальних свічок, сухарів і бузи (у них працювало понад 7 тис. осіб). На потреби султанського палацу і численних придворних працювали спеціалізовані майстерні з виробництва меблів, кахлів, скляних і бронзових виробів, величезна художня майстерня, а також швейні майстерні, які виготовляли для сановників і слуг доломани, халати і тюрбани. Важливе місце займали монетні двори (біля мечеті Баязида і в палаці), на яких працювало багато «невірних», особливо євреїв. Загалом на 31 державному підприємстві Стамбула працювало понад 10 тис. осіб.
Близько 40 тис. осіб належали до категорій людей, які заробляли інтелектуальною працею або у сфері розваг. Шейх-уль-іслам очолював численну ієрархію «людей віри», які поділялися на дві категорії — служителів культу і викладачів медресе (до останніх належали також улеми). До працівників розумової праці належали письменники і поети, торговці рукописами (саххаф), переписувачі (язиджі), укладачі скарг і прохань (арзухалджі), лікарі, хірурги, окулісти та аптекарі (серед медиків було особливо багато греків і євреїв). Близько 15 тис. осіб нараховували фокусники, ляльководи, артисти театру тіней карагез і вуличного театру орта-оюну, акробати, канатоходці, дресирувальники ведмедів і співочих солов'їв, оповідачі комедійних, історичних та казкових історій (меддах), народні поети (ашик або саз-шаїрлері), блазні та інші вуличні артисти (серед них було чимало арабів, персів, індійців, циган, вірмен і греків). Вищий статус мали 6 тис. музикантів, що поділялися на султанських або придворних (мехтер) і вільних (71 їх корпорація підпорядковувалася одному начальнику — сазендебаші). Окрему категорію представляли працівники хамамів (банщики, масажисти, цирульники та інший допоміжний персонал), яких в Стамбулі середини XVII століття налічувалося понад 150 (у тому числі близько 60 публічних бань в Стамбулі, близько 50 — в передмістях, інші — приватні лазні в султанських палацах і особняках знаті), а також самостійні цирульники (сюннетджі), які, крім стрижки і гоління, практикували операції обрізання.
Серед інших поширених професій Стамбула були водоноси (сака), садівники і човнярі, об'єднані в свої цехи, а також домашня прислуга, в тому числі постійна і яка приходила. У османської столиці було мало жебраків, які просили милостиню на вулиці. Всі знедолені перебували на утриманні імаретів, що відкривалися при кожній великій мечеті. Крім того, допомогу вдовам, сиротам, збанкрутілим ремісникам і торговцям, калікам або переселенцям надавали сусіди і цехові організації, що мали для цих цілей спеціальні каси взаємодопомоги. Частина бідняків була зайнята на громадських роботах з прокладання доріг або риття відсотків, організованих владою.
Важливе значення мали цехи власників шинків і таверн (у Стамбулі налічувалося понад тисяча таких закладів, в яких працювало близько 6 тис. осіб). Тавернами володіли переважно «невірні», їх не було в мусульманських кварталах і біля мечетей. Найбільше питних закладів розташовувалося в Саматії, Кумкапи, Баликпазари, Ункапани, Джибали, Айякапаси, Фанарі, Балаті, Хаскьої, Галаті і селах уздовж Босфору (тобто в районах, населених переважно християнами і євреями). Шинки і таверни групувалися біля причалів, але серед їх клієнтів були не тільки моряки, вантажники і торговці, а й яничари, інші солдати, жебраки і повії. Також працювали публічні будинки, персонал яких набирався здебільшого з числа «невірних» — гречанок, вірменок, єврейок, жінок з Кавказу і з Європи (але були й сирійки, персіянки і навіть туркені). Крім шинків і публічних будинків деякі повії працювали під виглядом продавчинь каймаку або прачок. Районами з найгіршою репутацією в плані розпусних утіх вважалися Галата, Топхане і Еюп (останній приваблював повій великим числом паломників).
Згідно з даними Евлії Челебі, улюбленими місцями відпочинку та розваг жителів Стамбула були площа Атмейдан, Барутхане біля Золотого Рогу, площа Баязида біля однойменної мечеті, площа Вефа неподалік мечеті Фатіх, Ага Чайїрі («Галявина аги») біля воріт Силіврі, Єні Бахче («новий сад») біля воріт Топкапи, Кадірга Лимані на березі Мармурового моря, Ланга (популярне місце морських купань), площі в районах Еміненю, Самата і Давуд-паша, а також еспланади перед мечетями Селіма, Сулеймана, Айя-Софія, Шехзаде і Фатіх. За міськими стінами городяни відпочивали в Кягитхане біля узбережжя Золотого Рогу («Солодкі води Європи», названі так через джерела води), на рівнині Сулеймана, луках Топчулар і Отакчілар, в садах дервішського монастиря в Енікапи і садах Еюпа. На північному узбережжі Золотого Рогу стамбульців приваблювали пагорб Окмейдан, де військові тренувалися у стрільбі з лука по мішенях, околиці мечеті Піале-паші в глибині долини Касимпаша і висоти Пери, звідки відкривався гарний вид на Золотий Ріг, Босфор і Мармурове море. У вихідні та свята городяни наймали човен і вирушали у тихі місця уздовж європейського берега Босфору — села Бешикташ, Істінейє, Єнікьой і Тараба, в Белградський ліс і до джерела Кастанесу. На азійському березі стамбульці відвідували цвинтарі Ускюдара, цілюще джерело біля гори Чамлиджи, «Солодкі води Азії» біля фортеці Анадолухісари і численні особняки (яли), побудовані в зелені садів біля самої води і облаштовані пірсами (каїкхане) для човнів і прогулянкових суден.
Османська влада суворо забороняла стамбульським друкарням друкувати книги турецькою, арабською чи перською мовами, а також не дозволяла ввезення в країну книг арабською мовою, надрукованих у Європі. Мусульманські твори, видані друкарським способом, були оголошені «нечистими» і мали знищуватись. Мехмед IV так суворо стежив за дотриманням цього закону, що розпорядився втопити всі примірники Корану, які до Стамбулу привіз один англієць. Крім того, Мехмед наказав кинути у воду арабський шрифт, присланий в дар султанові з Венеції. Освічений прошарок столичних турків користувався рукописами і активно слідував мусульманському звичаю створювати бібліотеки рукописних книг (в Стамбулі існувало безліч приватних зібрань, в яких зберігалися десятки тисяч манускриптів арабською, перською та турецькою мовами). У період правління Мехмеда IV в Стамбулі працювали історик і письменник-енциклопедист Кятиб Челебі, історик і географ Евлія Челебі, історик Хезарфен, що підтримував стосунки з французьким сходознавцем і перекладачем Антуаном Галланом, історик Ібрагім Печеві, поет Юсуф Набі, а також багато інших вчених і діячів мистецтва.

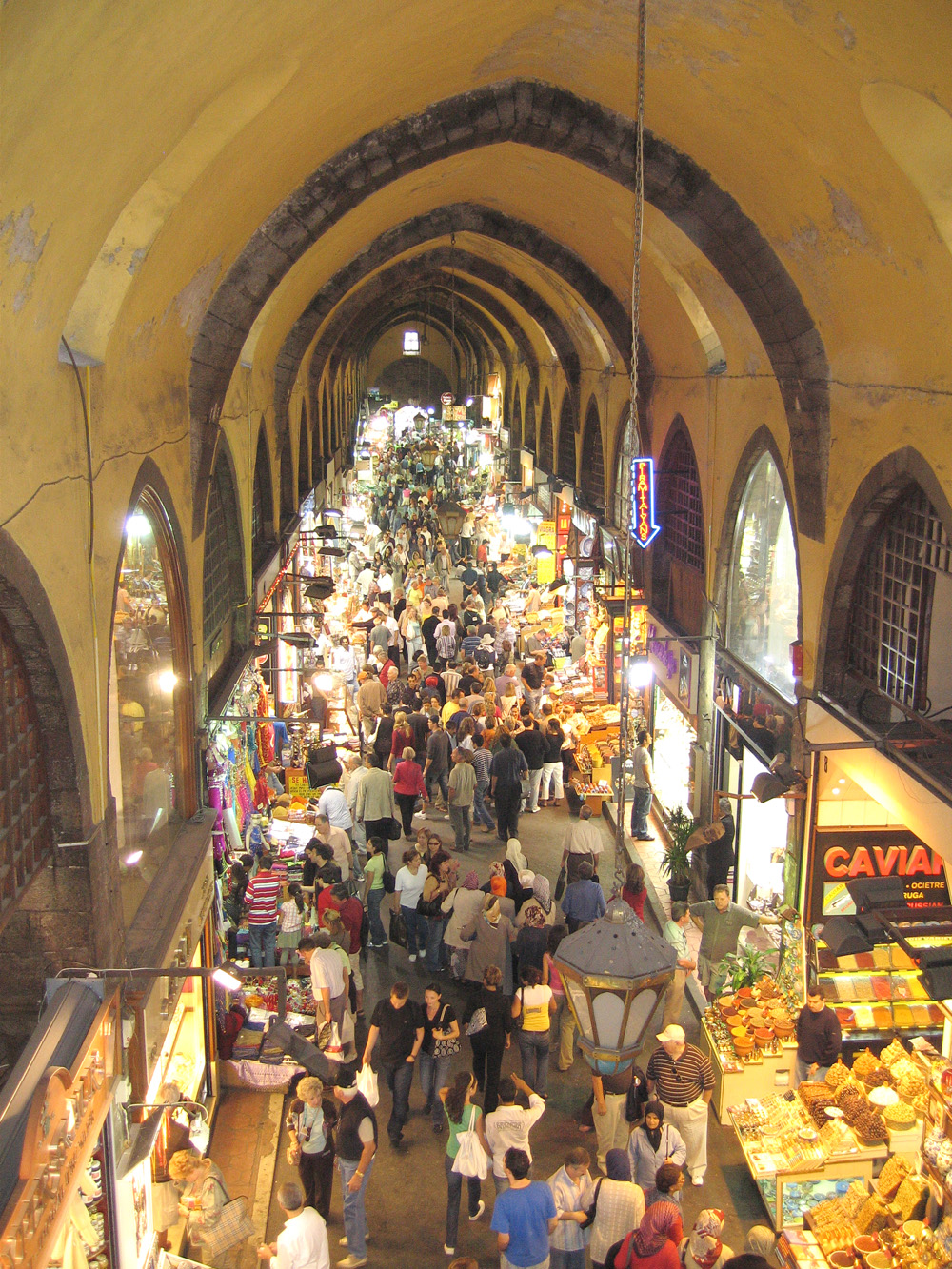
Єгипетський базар

У 1660 році був закінчений великий Єгипетський базар, який спеціалізувався на продажу спецій і прянощів (доходи з цього ринку йшли на добудову, а потім на утримання сусідньої Нової мечеті). У тому ж 1660 році в Стамбулі сталася величезна пожежа, яка знищила безліч будинків, мечетей, церков та інших будівель, в тому числі ряд дерев'яних будівель в палаці Топкапи. Після цього палацові споруди здебільшого зводилися з каменю, як наприклад султанський гарем і низка службових приміщень комплексу Топкапи, побудовані в 60-х роках XVII століття (в 1665 році чергова пожежа знову спустошила низку приміщень султанського палацу, на відновлення якого було потрібно три роки). Загалом часті пожежі були справжнім лихом для переважно дерев'яного Стамбула. Тільки з 1633 по 1698 рік вогонь 21 раз знищував цілі квартали міста, разом з торговими рядами, ремісничими майстернями, складами і коморами, і завдавав таким чином величезних збитків економіці столиці.
У вересні 1661 року після важкої хвороби помер великий візир Кепрюлю Мехмед-паша, а його місце зайняв син Фазил Ахмед-паша. Він почав боротьбу з орденом меламі, що раніше зміцнив свої позиції, наказавши стратити низку шейхів і багато членів братства, яке після цього пішло в підпілля. 1665 року завдяки зусиллям Турхан Султан завершилося будівництво Нової мечеті (до комплексу також входили медресе, мектеб, лікарня, лазні і резиденція валіде-султан). У лютому 1666 року в Стамбул прибув єврейський лжемесія Шабтай Цві, що викликав заворушення в єврейській громаді. За наказом візира його ув'язнили (пізніше перевели в замок Абідоса), але в Стамбул почали стікатися захоплені шанувальники Шабтая. У серпні лжемесія був запрошений до султанського палацу, де прийняв іслам, після чого вирушив воротарем в Адріанополь. 1670 року султан своїм указом заборонив у Стамбулі продаж вина і велів закрити всі питні заклади, однак ця заборона строго не виконувався. Також Мехмед IV скасував заборону на куріння тютюну, введену його попередником Мурадом IV, і ввів державну монополію на торгівлю тютюном, чим немало збагатив османську казну. У червні 1674 року на території площі Атмейдан відбулось грандіозне святкування, присвячене обрізанню султанських синів Мустафи і Ахмеда. У листопаді 1676 помер великий візир Фазил Ахмед-паша, якого поховали в тюрбе батька. Новим великим візиром Мехмед IV призначив Кара Мустафа-пашу — вихованця сімейства Кепрюлю. 1681 року після інциденту, спровокованого адміралом Авраамом Дюкеном на Хіосі (коли французька ескадра обстріляла місто і турецький гарнізон), франко-османські відносини різко погіршали, а вся французька колонія Стамбула опинилася під загрозою репресій, але посол Гійєраг зумів дорогими подарунками умилостивити потрібних сановників. Навесні 1683 року в столиці за два місяці відбулося шість великих пожеж, які знищили понад 3 тис. житлових будинків і крамниць.
У другій половині XVII століття в Стамбулі осіла велика хвиля ашкеназів, які рятувалися від погромів у Польщі та Україні. Своєю чергою низка пожеж змусила «романіотів» залишити єврейський квартал Баликпазари. Все частіше заможні представники стамбульських меншин (християни та євреї) вдавалися до допомоги та протекції з боку впливових османських чиновників (за хабарі) та іноземних послів. У липні 1683 року померла колишня валіде-султан Турхан Султан, похована в тюрбе біля Нової мечеті. У грудні 1683 року, після вкрай невдалої битви під Віднем, ага яничарів за наказом султана задушив великого візира Кара Мустафа-пашу, який втік до Белграда. 1684 року почалася чергова війна з Венецією, що змусило стамбульських венеційців істотно згорнути морську торгівлю і вести справи через посередників — французів, англійців і османських євреїв. У вересні 1685 року французи заснували торговельну «Середземноморську компанію», яка базувалася в Марселі та Стамбулі (найбільший впливом у ній мали брати Фабр). Восени 1687 року в результаті чергового яничарського бунту, організованого придворним угрупованням Кепрюлю (зокрема, військовим губернатором Стамбула Фазіл Мустафа-пашею), Мехмед IV був скинутий, а заколотники навіть частково розграбували султанський палац. Безчинства солдатів призвели до того, що населення столиці було змушене взятися за зброю щоб захистити свої будинки від мародерів. На престол зійшов молодший брат скинутого правителя Сулейман II, а сам Мехмед в січні 1693 року помер в ув'язненні (похований у великому тюрбе поруч з Новою мечеттю).

## Доба Сулеймана II

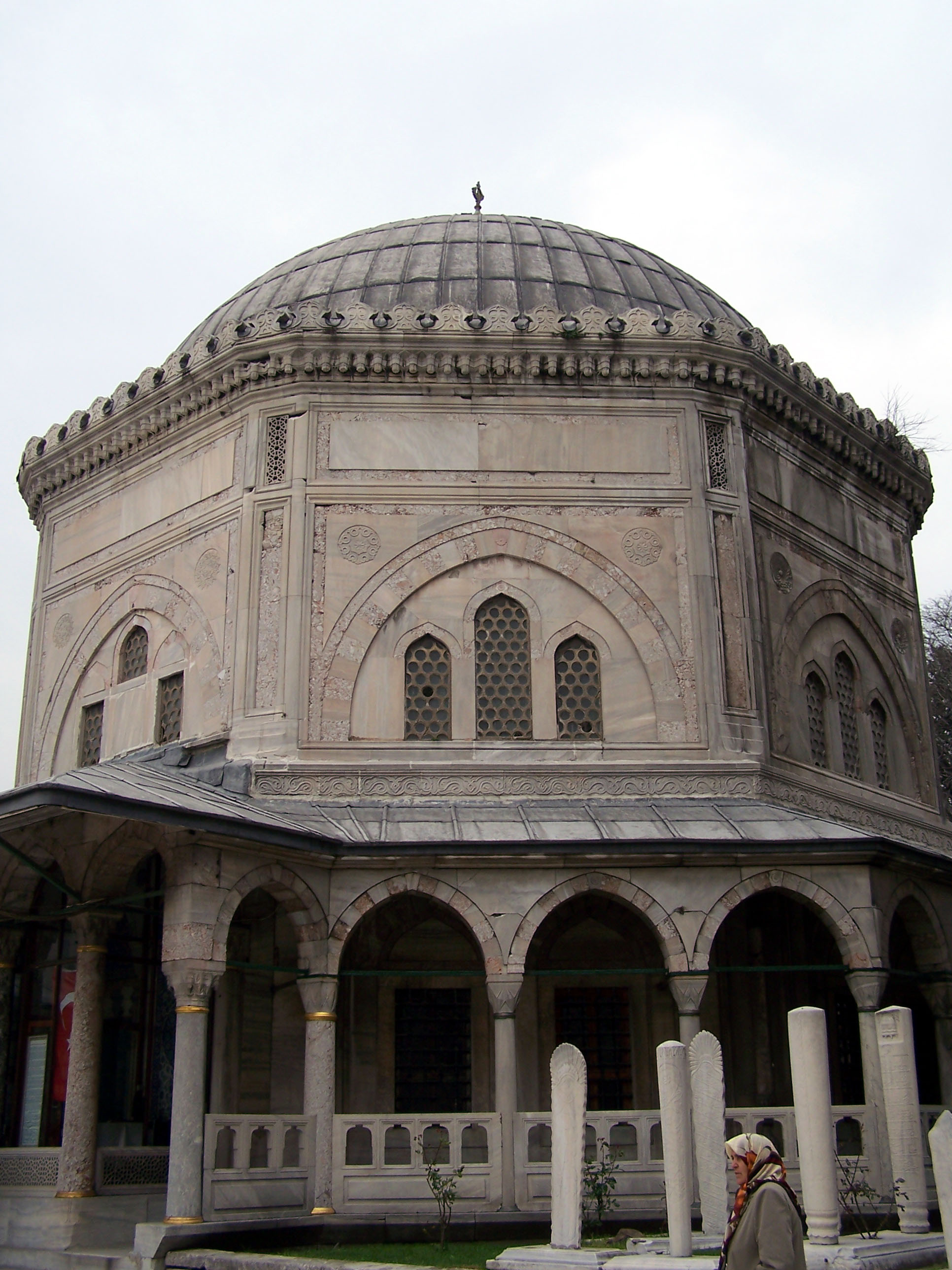
Тюрбе Сулеймана Пишного

До вступу на престол Сулейман II близько сорока років провів у «клітці» і не вирізнявся міцним здоров'ям. Всіма справами імперії завідував великий візир Фазіл Мустафа-паша Кепрюлю, призначений на свою посаду в листопаді 1689 року. За правління Сулеймана II велася активна боротьба з корупцією і розкішшю серед столичних сановників, була укріплена армія, зменшені важкі податки, полегшено становище християн. Але після затяжних воєн з Венецією і поразки під Віднем економіка Османської імперії перебувала у важкому стані, що дозволило західноєвропейським комерсантам ще більше зміцнити свої позиції. Сулейман II помер у червні 1691 року і був похований в тюрбе Сулеймана Пишного.

## Доба Ахмеда II
Після смерті Сулеймана II османський престол за підтримки Фазіл Мустафа-паші зайняв молодший брат померлого правителя Ахмед II, який також близько сорока років провів у «клітці». Ахмед II помер у лютому 1695 року і був похований в тюрбе Сулеймана Пишного. Новим султаном став його син Мустафа II, який виріс при дворі в Едірне.
До кінця XVII століття в Стамбулі склалося кілька основних торгово-ремісничих зон. У першу чергу виділялося «нижнє місто» Галати, що простягалося вздовж набережної і причалів до арсеналу Касимпаша. Також жвава торгівля велася на південному березі Золотого Рогу в кварталі Еміненю, уздовж причалів старого порту (на місці колишніх венеційського, амальфійського і пізанського кварталів). У серці Стамбула розташовувалися великі бедестани, оточені торговими рядами, численними майстернями і заїжджими дворами, що розкинулися до кварталу Баязид. Від Великого базару розходилися три торгові вулиці, прокладені старими візантійськими магістралями. Одна спускалася через торговий квартал Мехметпаша до причалів і складів на березі Золотого Рогу; інша йшла по кварталах Сераджхане і Шехзадебаші до мечеті Шехзаде; третя тягнулася до кварталу Аксарай. Ринки і торгові ряди ярмаркового типу (нерідко торгівля велася прямо з возів, а серед товарів переважали продукти) для місцевих жителів розташовувалися в Еюпе, Єдикуле і Ускюдарі (всього Стамбул обслуговувало 15 районних ринків).
Густонаселені житлові зони склалися уздовж південного берега Золотого Рогу, уздовж осьових магістралей ворота Едірне — Айя-Софія і мечеть Баязида — квартал Аксарай, в передмісті Еюп, на схилах Галати, в околицях арсеналів Топхане і Касимпаша, а також у приморських передмістях Кумкапи, Саматья і Єдикуле. При цьому в Стамбулі кінця XVII століття зберігалося багато пустирів, фруктових садів, парків та декоративних садів при багатьох палацах і віллах, а також великих угідь навколо численних мечетей і медресе. Особняки знаті концентрувалися в двох престижних районах: вздовж вулиці Диван-Полу, яка пов'язувала площі мечетей Айя-Софія та Баязид, і в трикутнику між мечеттю Сулейманіє, мечеттю Шехзаде і площею Вефа (меншою мірою заможні вілли і особняки розташовувалися на узбережжі Мармурового моря в кварталі Ахиркапи і вздовж берегів Босфору). Райони простого люду з підвищеною щільністю забудови охоплювали території між лінією ворота Едірне — мечеть Баязид і узбережжям Золотого Рогу, між Блакитною мечеттю і зоною Аксарай — Енікапи, між Саматья і Єдикуле. Щільна забудова і старезність житла сприяла масштабним пожежам, від чого особливо страждали християни і євреї, оскільки за старим законом, виданим ще Мехмедом Завойовником, згоріла церква чи синагога вже не могла бути відновлена.
Євреї до кінця XVII століття становили більшість у ряді кварталів Балата, Аязмакапаси, Айвансарая, Джибао і Текфурсарая, їх великі громади проживали в Хаскьої, Касимпаші, Галаті і Мумхане. Крім того, євреї зустрічалися в Бешикташі, Ортакеї, Кузгунджуку і Ускюдарі. Кожне єврейське земляцтво мало свого рабина і свою раду по внутрішньому самоврядуванню (хашгаха), які були підзвітні головному рабину Стамбула. Верхівку громади становили багаті лихварі і купці, які були посередником між османською владою і «франками», а також придворні медики (хекімбаші), аптекарі, оцінювачі, перекладачі, власники текстильних і металообробних майстерень. Вірмени проживали у своїх кварталах в Саматьї, Сулумонастирі, Енікапи, Кумкапи, Балаті, Топкапи, Хаскьої, Касимпаші, Галаті, Бешикташі, Ортакої, Куручешмі і Ускюдарі. Серед них було багато дрібних торговців і ремісників (вони виготовляли та продавали бастурму, булки, коржі і ракію), а також перевізників (вірмени надавали перевагу віслюкам), слуг і вантажників. Албанці славилися як мостильщики доріг і землекопи, які рили колодязі; багато з них працювали дрібними торговцями на розніс і слугами в палаці. Араби (єгиптяни, сирійці і вихідці з Багдада) спеціалізувалися на будівельних професіях (їх було особливо багато серед каменотесів), а також займалися гончарною справою (виробляли і продавали фаянсову плитку і посуд). Цигани, які проживали в Балаті, промишляли ковальством і славилися як віщуни і бродячі артисти (співаки, танцюристи і дресирувальники ведмедів), серби і валахи торгували сирами, копченим м'ясом, овочами і фруктами, перси спеціалізувалися на торгівлі привізними товарами зі Сходу, серед галатських «франків» було багато лікарів, хірургів і аптекарів.
Рядові християни і євреї, особливо ті, що жили в старому Стамбулі, хоча й зберігали свою мову і віру, на побутовому рівні дедалі більше зближувалися з мусульманським оточенням. На відміну від них, «франки» Галати і Пери були зовсім чужими соціальному середовищу турків, контактуючи лише з греками і по комерції — з євреями і деякими османськими чиновниками (варто зазначити, що громада «франків» була досить нечисленною: у XVI столітті їх налічувалося кілька десятків, в XVII столітті — близько трьох сотень). «Франки» були відрізані від кар'єри чиновника (за винятком одиниць, які прийняли іслам) і роботи в традиційних корпораціях, нерідко вони не мали дозволу привезти свою сім'ю (в таких випадках «франки» одружувалися на грекинях або вірменках, але їхні діти все одно залишалися підданими Османської імперії). Центрами суспільного життя для «франків» були католицькі церкви, в яких служили італійські та французькі священики (в Галаті і Пері це були церкви Святої Марії, Святого Петра, Святого Бенедикта, Святого Георгія і Святого Франциска).
На межі XVII—XVIII століть Стамбул був великим центром валютних операцій, де в обігу були найрізноманітніші монети: золоті османські султані (вони ж алтуни, філурі і шахи), єгипетські ашрафі (вони ж ешрефі алтун, шефері і шерифи), венеційські цехіни і дукати, німецькі дукати, срібні османські акче, куруши (вони ж піастри) і пара, австрійські талери, голландські талери (вони ж еседі-куруш і арслани), севільські піастри (вони ж мексиканські піастри, сюмюни і тиміни), французькі су, мідні османські мангіри і аспри. Голландці, англійці і французи, що купували товари в Стамбулі, нерідко розплачувалися «зіпсованими монетами», в яких домішок благородних металів був менший, ніж у західноєвропейських аналогах. У місті були численні міняльні контори, що належали генуезцям, венеційцям, французам, голландцям, англійцям, а також місцевим євреям.

## Доба Мустафи II

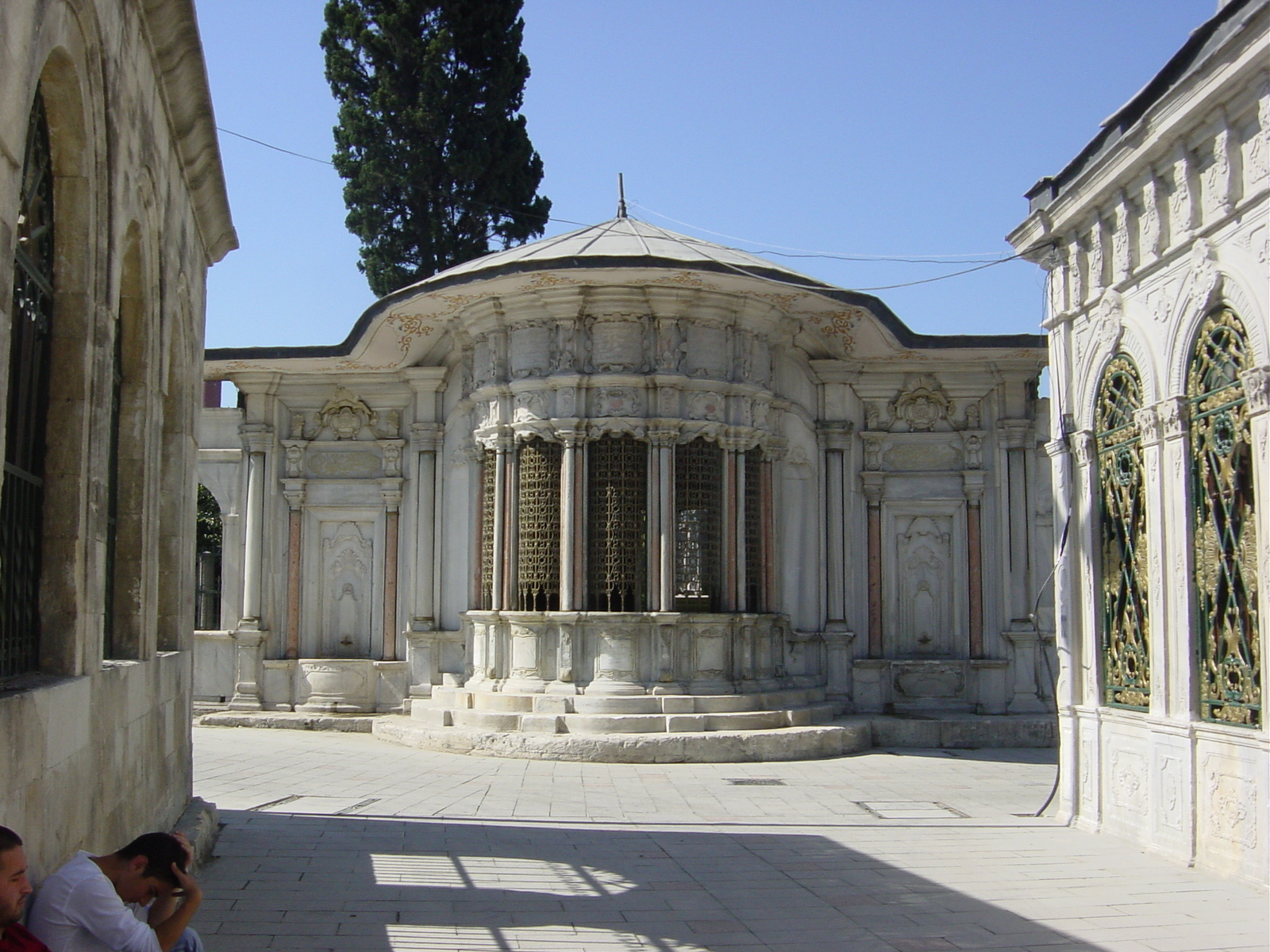
Цвинтар району Еюп

До кінця XVII століття населення Стамбула становило 700—800 тис. осіб, він був одним з найбільших міст світу свого часу. В османській столиці налічувалося 485 соборних (джамі) мечетей, майже 4,5 тис. парафіяльних мечетей (месджид) і молитовних будинків, 515 медресе, понад 500 текке і завіє для дервішів, а також близько 40 синагог (на початку XVII століття їх було 38), близько 30 православних церков (включаючи розташовані в селах на березі Босфору), близько 10 католицьких церков (в Галаті протягом XVII століття кількість діючих церков коливалася від п'яти до дев'яти, в Стамбулі було три храми, але всі вони закрилися або були перетворені на мечеті) і 9 вірменських храмів (чотири в старому Стамбулі і п'ять — у передмістях). Місто, що вийшло за межі старих Феодосієвих мурів розросталося уздовж узбережжя Мармурового моря і Золотого Рогу, навколо Галати і Пери, на азійському березі Босфору. Район Еюп (Еюб), котрий раніше вважався передмістям, тепер налічував майже 10 тис. будинків і палаців, що потопали в зелені садів і виноградників (тут заборонялося селитися «невірним»). Завдяки потоку паломників, що приходили до тюрбе Абу Айюба аль-Ансарі, навколо мечеті виріс величезний ринок і комплекс медресе, суфійських текке і менших мечетей (також мусульман приваблювали «цілюще джерело» у дворі і високошановані реліквії, що зберігалися в мечеті, в тому числі камінь зі слідами ступні пророка Мухаммеда, меч Османа, яким під час коронації підперізувався новий султан, і стародавні рукописи Корану). В саду мечеті ховали видних міністрів, генералів, євнухів, шейхів, дипломатів і дружин султанів (інші найбільші стамбульські кладовища розташовувалися уздовж міської стіни і в Ускюдарі). Ще одне укріплене передмістя, яке виросло біля фортеці Єдікуле на березі Мармурового моря, не стало настільки престижним як Еюп, оскільки було відоме численними бойнями, сотнями майстерень з вироблення шкір, виробництва столярного клею і жильних струн, що відрізнялися неприємними запахами.
Основне населення Галати становили греки, вірмени, євреї, західноєвропейці (або «франки», головним чином генуезці, венеційці, французи, англійці, голландці) і левантійські араби-християни, котрі жили хоч і відособлено, але під суворим контролем османської адміністрації. Цей район був центром морської торгівлі Стамбула, біля його причалів стояли торгові судна з усіх кінців світу. Навколо порту на вузьких вуличках концентрувалися склади, судноремонтні майстерні, цехи з виготовлення снастей і вітрил, торгові ряди, заїжджі двори, готелі, публічні будинки і таверни. До Галати примикали військові корабельні в районі Касимпаша (на узбережжі Золотого Рогу) і артилерійський арсенал в районі Топхане (на березі Босфору), навколо яких виросли багатонаціональні робітничі селища. Північніше Галати на пагорбах, раніше зайнятих виноградниками і садами, в XVI—XVII століттях склався багатий район Пера (турки називали його Бейоглу, що означає «Син принца» — один з трапезундських принців династії Великих Комнінів, прийнявши іслам, влаштувався в цьому районі). Тут серед просторої забудови розміщувалися посольства європейських країн, будинки багатих купців з числа «франків» і греків, офіси торгово-фінансових компаній, магазини західного типу, безліч католицьких церков (у тому числі церква Святої Марії Драперіс) і грецьке кладовище. Навколо невеликого села Бешикташ, відокремленого від Топхане пустирями, султани й придворна знать будували багаті заміські вілли і гареми, розбивали навколо них гарні сади з фонтанами і павільйонами. Тут також була розташована пристань, з якої невеликі човни та пороми перевозили вантажі та пасажирів на азійський берег Босфору.

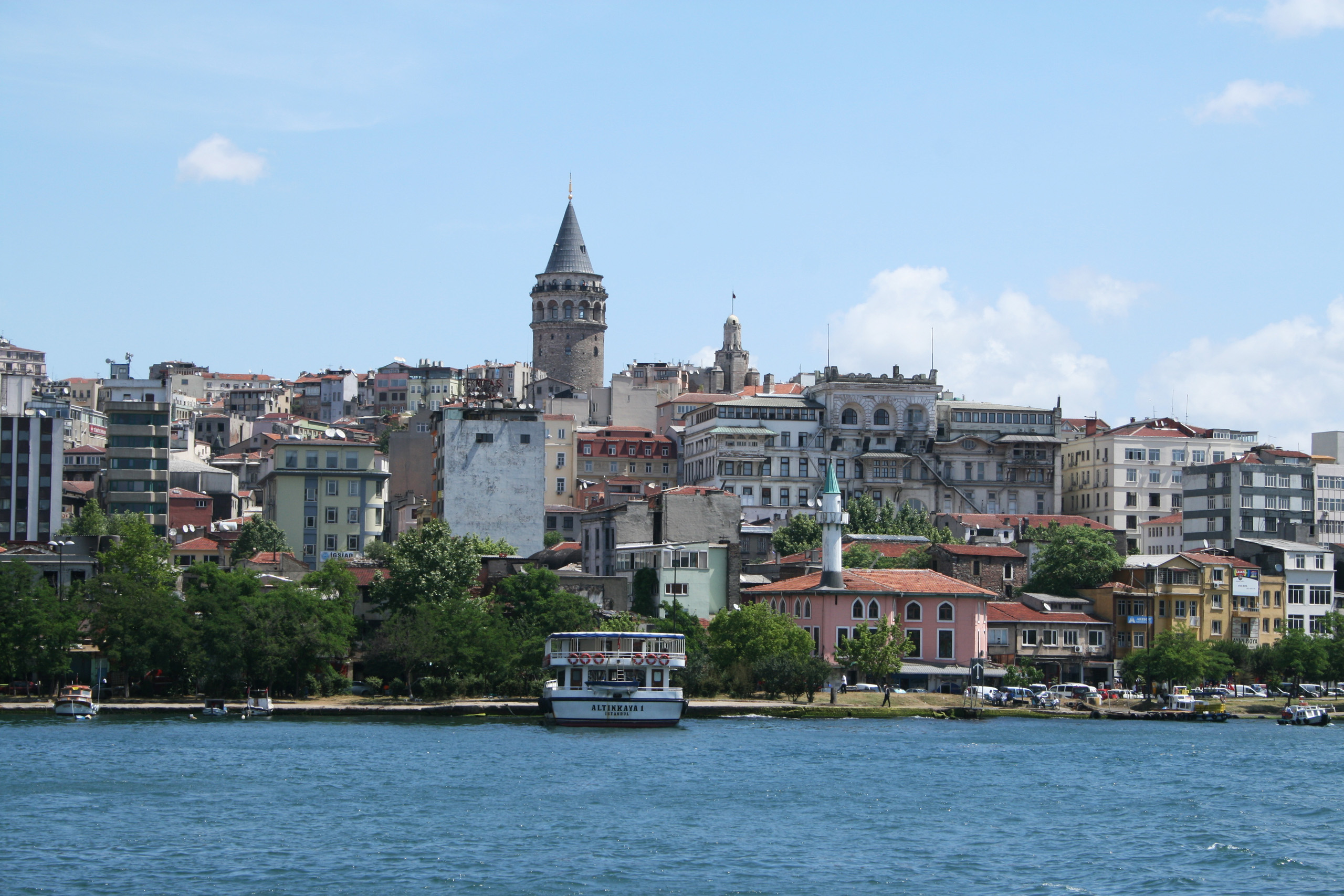
Вид на Галату з боку Босфора

Свою специфічну атмосферу мав і Ускюдар, куди прибували торгові каравани із Закавказзя, Персії і внутрішніх районів Малої Азії. Тому район і був забудований численними заїжджими дворами — караван-сараями і ханами, а основну масу населення становили, крім турків, вірмени і перси. Тут також було безліч ринків, на яких жваво торгували привізними товарами, і перевалочних складів, а також знаходилася літня резиденція султана, палаци придворних та вищих сановників імперії. Правопорядок в різних районах столиці забезпечували сили великих воєначальників: яничарський ага керував поліцейською службою в Стамбулі, джебеджібаші (начальник зброярів) — на території султанського палацу, іподрому і Айя-Софії, бостанджібаші — в султанських покоях і палацах на Босфорі, топчубаші (командувач артилерією) — в Топхане і Пері, капудан-паша — в Галаті і Касимпаша.
Мухзір-ага командував особливим загоном яничарської військової поліції і відповідав за безпеку великого візира, а також вирішував з ним всі спірні питання, що стосувалися розквартированого в столиці яничарського корпусу (у тому числі затримував і карав яничар, що провинилися). Спеціальні поліцейські чини (асесбаші і субаші) відповідали за безпеку і порядок у темний і світлий час доби відповідно. Вночі вулиці Стамбула були занурені в морок, і пересуватися по них дозволялося тільки з ліхтарем. Порушників цього правила затримували і відправляли на примусові роботи, переважно по заготівлі дров для міських лазень. У кожному кварталі нічна охорона складалася зі сторожа (бекджі), який підпорядковувався асесбаші, і патрульних з числа членів місцевих цехів. Субаші стежив за дотриманням регламентів ремісниками і торговцями, затримував і піддавав покаранням бродяг, п'яних, шахраїв і злодіїв. Численний штат мала кримінальна поліція, яка спиралася на таємних агентів та інформаторів (беджекбаші спеціалізувався на розшуку і затриманні злодіїв, салмабаш-чукадар стежив за порядком на ринках, в кафе, тавернах і лазнях, а також доповідав про настрої натовпу). У Стамбулі тієї епохи вбивства були відносно рідкісним явищем, в тому числі з причини того, що якщо вбивця залишався не спійманим, жителі кварталу, в якому стався злочин, зобов'язані були сплатити великий грошовий штраф. Крім штрафів звичайними покараннями тієї пори були побиття палицями по дупі, животу і ступеням, виставлення до ганебного стовпа, прибивання вух цвяхами до дверей або стіни, тюремне ув'язнення.
Армійський гарнізон Стамбула поділявся на кілька корпусів (оджак) — яничари (піхота), сипахи (кавалерія), топчу (артилерія), топарабаджі (транспорт) і джебеджі (озброєння), якими, відповідно, командували ага яничарів, ага сипахів, топчубаші, топарабаджібаші і джебеджібаші. Яничари утворювали чотири розряди (джемаат, белюк, сеймен і аджеміоглан), кожен з яких поділявся на орта, а ті — на ода (група солдатів, розміщених в одній кімнаті казарми). Під час воєн всі столичні яничари (у Стамбулі дислокувалася третину яничарського корпусу імперії, іноді їх чисельність сягала 25 тис. чоловік, але зазвичай — від 10 до 15 тис.), крім аджеміоглан, йшли на фронт. Вартові приміщення яничар знаходилися в кожному районі та передмісті, також вони патрулювали всі адміністративні будівлі та іноземні посольства. Більшість яничар належали до ордена бекташі. Кавалеристи поділялися на чотири категорії — власне сипахи, а також сілахдари, улуфеджі і гаріпи (зазвичай в Стамбулі базувалося 1,5 тис. кавалеристів). Зброярі розміщувалися в казармі навпроти Айя-Софії, їх чисельність коливалася від 800 осіб за Селіма II до 5,7 тис. за Мурада IV (за Сулеймана II впала до 2,6 тис.). Топчу («гармаші») базувалися в кварталі Топхане, де здавна відливалися гармати. Топарабаджі («обозників») зазвичай налічувалося 600—700 чоловік і вони розміщувалися в казармах в Топхане і Ахиркапи (із заходу примикали до палацу султана). Поступово дедалі більше яничарів і інших солдатів жили поза казармами, обростаючи дрібними крамницями і майстернями.
З кінця XVII століття низка найбагатших родин фанаріотів не тільки впливала на політику константинопольського патріархату, але й зайняла панівне положення в деяких османських володіннях (особливо Молдавії та Валахії). Вони єдині з немусульман були допущені на державну службу і починали переважно на посадах драгоманів — офіційних перекладачів і дипломатів. З часом греки-фанаріоти стали впливовими посередниками між султанським двором і державами Європи, висунулися до числа великих чиновників уряду і османського флоту, негоціантів і судновласників (наприклад, сімейства Маврокордато, Кантакузенів, Іпсіланті, Мурузі, Каллімакі, Катаказі, Ралліс, Суцу, Рангавіс, Властос, Каратеодорі). Османські сановники і придворні брали хабарі не тільки за призначення фанаріотов на високі пости, але навіть за затвердження в сані патріархів (що не заважало іншим османським чиновникам зміщувати деяких патріархів навіть через кілька днів після призначення).
З початку XVIII століття стали підноситися представники вірменської великої буржуазії, потіснивши на цьому терені греків та євреїв. У середовищі вірменської громади Стамбула з'явилося чимало впливових банкірів, лихварів, гуртових торговців, відкупників і посередників між турками і «франками». Також на ділову та культурну авансцену столиці вийшли так звані «левантійці» або «пероти» («уродженці Пери») — осілі в Стамбулі «франки» і їх діти від шлюбів з місцевими підданими. Крім того, до них примикали сефарди з Ліворно, що перебували під протекцією французького посла. В серпні 1703 року в Стамбулі спалахнуло повстання проти султана, підтримане яничарським корпусом. Війська рушили на Едірне, де проживав Мустафа II, і змусили його зректися престолу на користь молодшого брата — Ахмеда III. В грудні 1703 року Мустафа II помер (за однією з версій, його отруїли) і був похований в тюрбе при Новій мечеті.

## Доба Ахмеда III

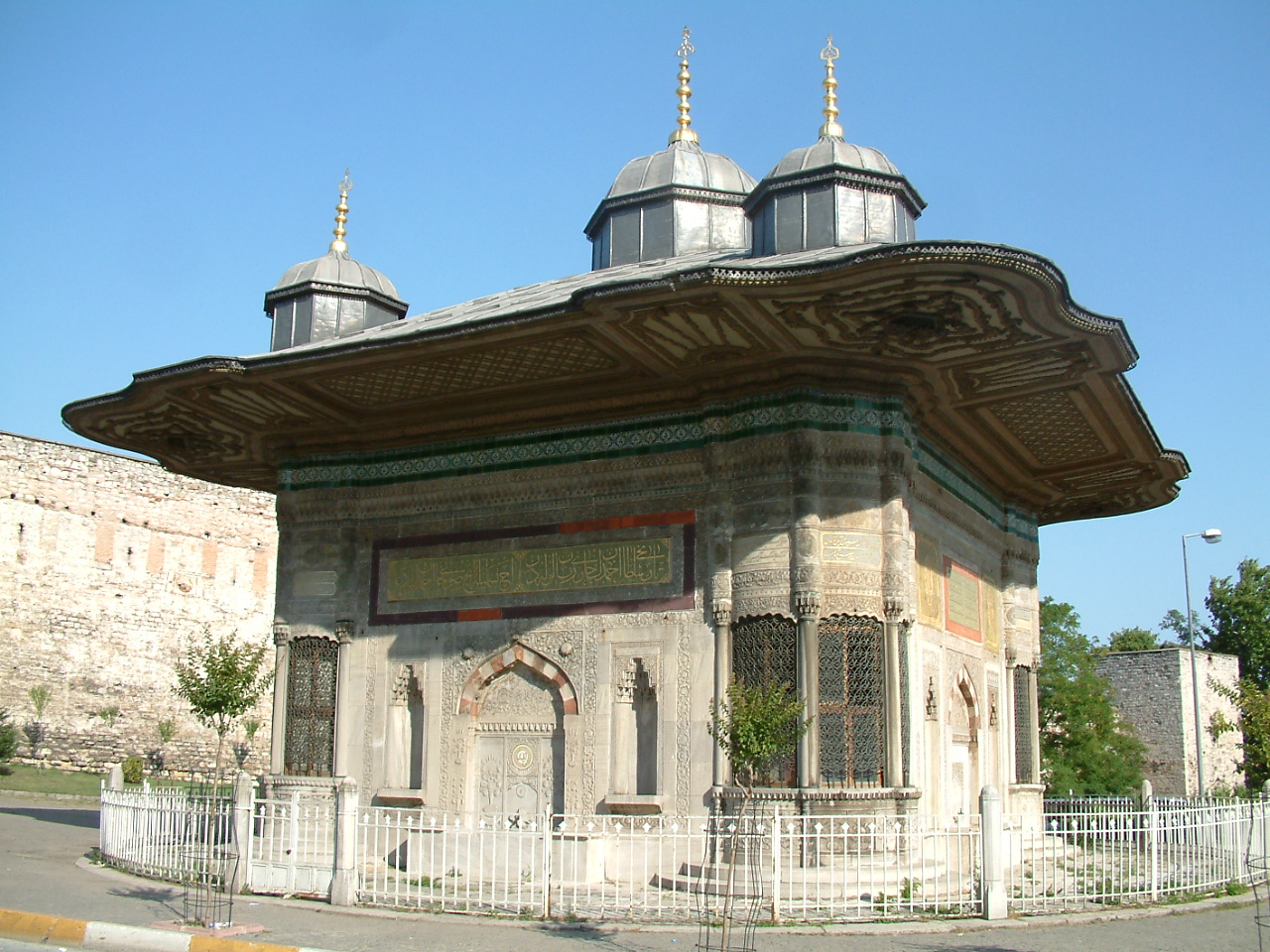
Фонтан Ахмеда III

У XVIII столітті занепад Османської імперії став особливо помітним на тлі економічного і культурного прогресу Західної Європи. Знайомство з передовим досвідом спонукало далекоглядних османських діячів до проведення реформ на європейський лад. У Стамбул стали приїжджати запрошені Високою Портою європейські інженери і архітектори, лікарі та військові фахівці, місто почали відвідувати видні європейські учені, музиканти, художники та літератори. Сильний вплив на турецьке суспільство мали обміни посольствами між Османською імперією і країнами Західної Європи. У міру знайомства з досягненнями європейської науки і культури, з ростом інтересу до математики, астрономії, медицини, географії, хімії все більш загострювалася потреба у власній друкованій книзі. Однак і опір нововведенням в суспільстві не слабшав. Наприклад, в 1704 році Ахмед III своїм указом заборонив вживання нових імпортних ліків і велів закрити в столиці всі аптеки, що належали «франкам».
Незважаючи ні на що, в Стамбул прибувало дедалі більше іноземців, особливо з Франції. Приміром, тільки з 1685 по 1719 в османській столиці осіло 175 французьких купців (в 1636 році в місті було лише два будинки, що належали французьким купцям, в 1667 — чотири, в 1670 — 24). 1709 року почалося спорудження самого палацу Топкапи (Сарай-і ендерун), що завершилося лише у 1817 році. Також за наказом Ахмеда III були побудовані палацова бібліотека (1719), де зберігалася цінна колекція книг і рукописів, і красивий фонтан (1728) перед головними воротами палацового комплексу. За правління Ахмеда III придворний монетний двір перейшов від ручного карбування срібних монет акче до механічного. Весь комплекс прикрашали численні сади, серед яких особливо славився «сад тюльпанів». Утримання султанського двору вимагало колосальних видатків, адже в комплексі жило і харчувалося понад 12 тис. осіб (згідно з іншими даними — 14,5 тис.) — султанські дружини і наложниці, придворні, євнухи, слуги і варта. До штату придворних і слуг входили начальники білих і чорних євнухів, головні кат, астролог і лікар, секретарі та писарі, палітурники рукописів, стольники, ключники, постільничі, сокольничі, стременні, єгері, конюхи, музиканти, кухарі, кондитери, м'ясники, килимарі, меблярі, садівники, охоронці парадної шуби і чалми султана, і навіть варта султанського солов'я і папуги.

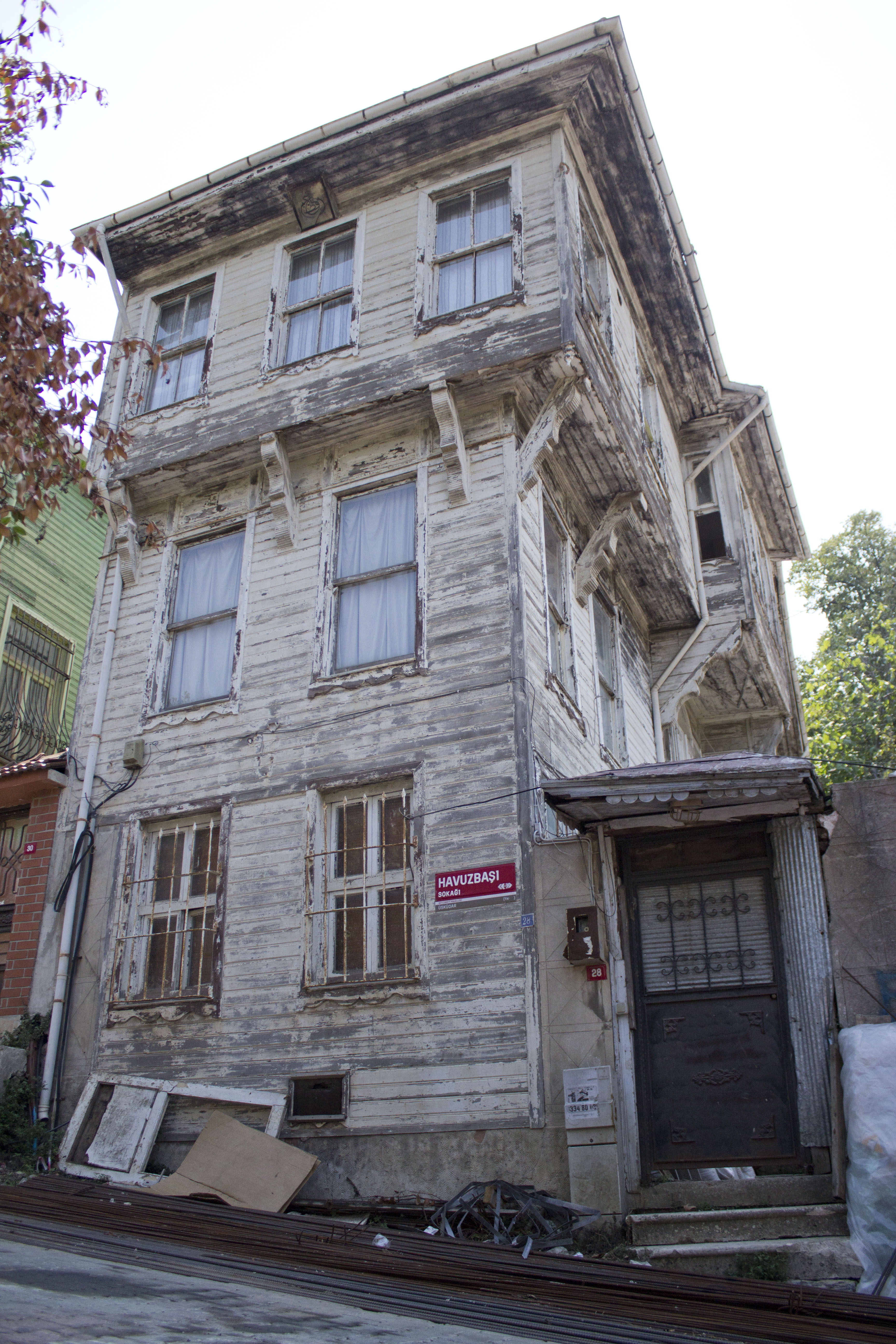
Старий дерев'яний будинок в Ускюдарі

Переважна більшість будівель Стамбула являли собою одноповерхові дерев'яні будинки. На початку XVIII століття влада столиці видала спеціальне розпорядження, яке визначало висоту будівель. Відтепер висота житлових будинків мусульман не повинна була перевищувати 9 метрів, немусульман — 7 метрів, а крамниць — 3 метри. Звичайний турецький будинок складався з двох половин — чоловічої (селямлик) і жіночої (харем). У двоповерхових будинках, які зазвичай належали заможним городянам, перший поверх відводився під службові приміщення та кімнати прислуги, а верхній служив вітальнею і житлом господарів. Він мав багато вікон і балкони, які нависали над вулицею і підтримувалися дерев'яними консолями (вікна в харем закривалися жалюзі — кафес). Круті дахи будинків, складені з червоної черепиці, виступали над стінами, утворюючи широкий навіс. Забудова житлових кварталів відбувалася хаотично, внаслідок чого вулиці все більш звужувалися, двори відгороджувалися глухими стінами, балкони затінювали і без того темні вулички. На схилах пагорбів споруджувалися сходи, нерідко дуже круті і незручні.
Кам'яні особняки (конаки) вельмож, великих торговців і чиновників високого рангу не відрізнялися витонченістю і багатством зовнішнього оздоблення, але славилися розкішшю внутрішнього оздоблення. У заможних будинках були довгі низькі дивани (софа), маленькі різьблені столики для трапези, килими на підлогах, ніші в стінах для зберігання посуду і речей, шафи для постільних речей та великі каміни. У подвір'ях конаків розташовувалися сади, водойми (хавуз), лазні, літні кухні, цистерни для води, прибудови для слуг і стайні. Будинки бідняків зазвичай мали дві невеликі кімнати, в одній з яких знаходився мангал для приготування їжі та обігріву приміщення, але часто то були халупи з лежаками і грубим посудом.
У 1726 році Ібрахім Мутеферріка і Саїд-ефенді звернулися до великого візира Ібрагім-паші з проханням дозволити їм відкрити друкарню для друкування книг турецькою мовою (на основі арабського алфавіту). 5 липня 1727 року Ахмед III видав указ, що дозволяв створити друкарню, але забороняв публікацію книг релігійного змісту. Ця поступка мусульманського духовенства, котре рішуче заперечувало проти «осквернення» Корану та інших релігійних книг, мимоволі зробила послугу справі культурного розвитку столиці. Перша турецька друкарня була відкрита в стамбульському будинку Мутеферріка, де 31 січня 1729 року у світ вийшла перша друкована книга — перекладений турецькою мовою арабський тлумачний словник Джаухарі. У травні того ж року Мутеферріка видав географічний твір Кятиба Челебі, потім — кілька книг з історії та «Турецьку граматику», складену монахом-єзуїтом Холдерманом (після смерті Мутеферріка в 1745 році турецька книговидавнича справа надовго занепала). Також за правління Ахмеда III в Стамбулі працювали видатний історик Нааїма, автор унікальних «Хронік», який перший обійняв посаду ваканювіса (придворного історіографа), придворний поет Ахмед Недім, який відійшов від перського впливу в османській поезії, і мініатюрист Абдулджеліл Левні.
Безперервна низка воєн з Росією, Венецією та Австрією привела до того, що значне збільшення яничарського корпусу відбувалось тепер за рахунок вільного вербування всіх охочих. Рекрути відрізнялися низькою дисципліною і моральністю, вони зовсім не хотіли воювати, їх метою була приналежність до привілейованого військового стану, який будь-якими засобами здатний вибити у влади все нові пільги та підношення. Столичні яничари навіть поставили під свій контроль деякі стамбульські цехи — вантажників, торговців буреками, овочами та фруктами. Багато яничар не безпосередньо займалися комерцією, а за певний відсоток з доходів протегували своїм родичам, землякам, друзям і знайомим, допомагали їм отримувати дозволи на торгівлю чи зберігали їх товари та заощадження. Зближенню яничар і торгово-ремісничих цехів Стамбула сприяла та обставина, що у воєнний час корпорації відряджали до армії певну частину своїх членів, які служили в ній як допоміжні війська.

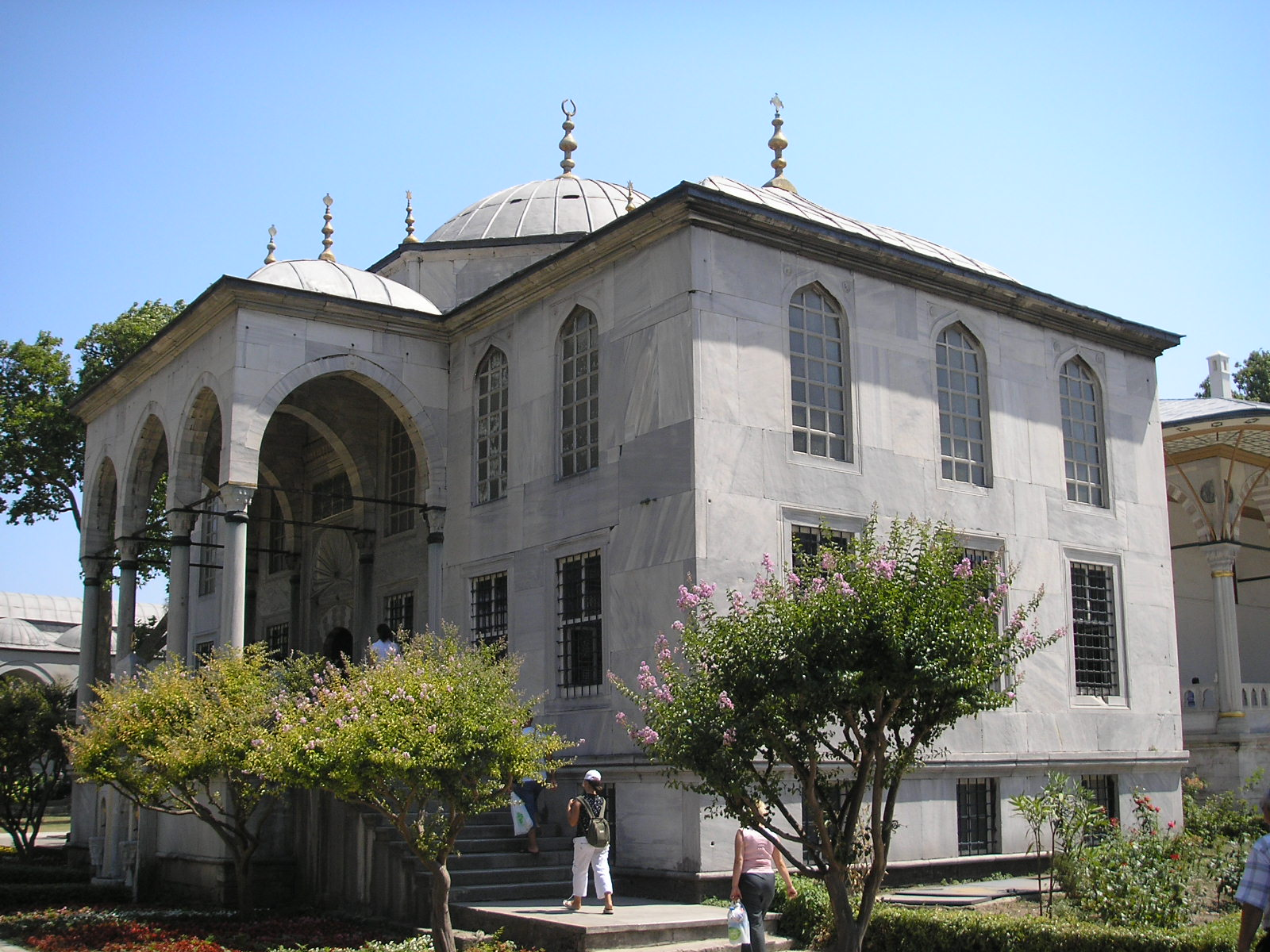
Бібліотека Ахмеда III

Яничари, які масово зайнялися ремеслом і торгівлею або сприяли комерції, стали відображати невдоволення міських низів Стамбула. Чергова війна з Іраном обернулася для населення важким податковим тягарем і військовими поборами, що супроводжувалися свавіллям і корупцією чиновників. До столиці стікалися натовпи розорених селян, оскільки жителі Стамбула традиційно були звільнені від сплати низки податків. Особливе обурення народних мас викликали колосальні витрати на будівництво нових палаців, пишні святкування і розваги знаті «епохи тюльпанів» (так правління Ахмеда III отримало таку назву тому, що ці дорогі квіти, бульби яких привозилися з Голландії, прикрашали сади стамбульських вельмож). Напруження додавали спроби великого візира Ібрагім-паші боротися з яничарською вольницею, що стала на той час опорою клерикальної реакції. Наприкінці вересня 1730 року до столиці дійшли звістки про поразку турецької армії в Ірані, що стало іскрою, яка запалила полум'я повстання.
28 вересня на вулицях Стамбула з'явилася група рядових яничар на чолі з Патрона Халілем, який закликав городян піднятися проти султана та його міністрів. У перший день під прапори повсталих стало 3 тис. городян, переважно з числа столичних ремісників і дрібних торговців, що найбільше страждали від утисків влади. На четвертий день число бунтівників сягнуло 80 тис. осіб. Вони захопили порохові склади, морський арсенал і ливарний двір, блокували султанський палац, припинивши поставки води і продовольства, громили будинки знаті і відкривали ворота в'язниць. Для заспокоєння повстанців Ахмед III наказав стратити ненависних народові сановників, в тому числі великого візира, але все одно був позбавлений влади яничарами. Він помер в ув'язненні в червні 1736 року і був похований в тюрбе при Новій мечеті (там же поховані 18 його синів).

## Доба Махмуда I

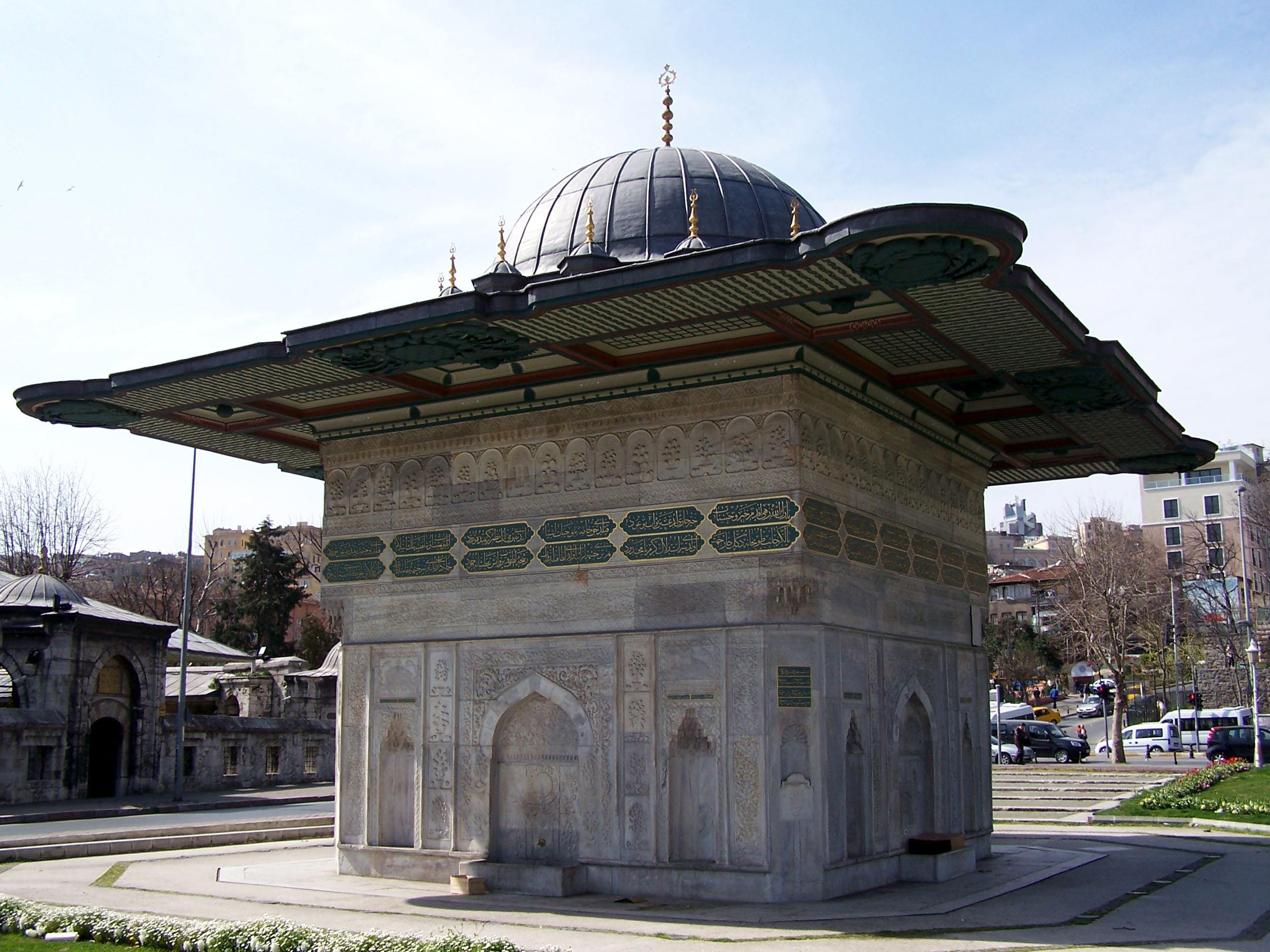
Фонтан Топхане (1732)

7 жовтня 1730 року в Стамбулі відбулася церемонія сходження на престол султана Махмуда I, сина Мустафи II. Він виконав вимоги повсталих — скасував надбавки до старих і всі нові податки. Коли обстановка в столиці розрядилася, наближені султана змогли підкупом і погрозами розколоти ряди опозиції. 26 листопада 1730 року Патрона Халіл та інші керівники повстання були запрошені до палацу на переговори і вбиті (їх тіла викинули в море з палацових стін). Великий вплив за правління Махмуда I мав великий візир Хекімоглу Алі-паша (1732—1735 і 1742—1743), який побудував в Стамбулі велику мечеть свого імені.
У 1737 році в Ускюдарі при артилерійських казармах був відкритий перший в історії країни навчальний заклад, де вивчалися точні науки, в тому числі прикладна математика. Цю школу заснував француз Ахмед-паша, який прагнув поставити відсталу турецьку армію на рівень сучасного військового мистецтва і підготувати офіцерів, які мали б серйозні математичні та інженерні знання. Однак, всі спроби кардинально реформувати армію стикалися із запеклим опором яничарського корпусу. 1740 року султан відкрив у правому нефі мечеті Айя-Софія бібліотеку. Махмуд I помер в грудні 1754 року і був похований в тюрбе при Новій мечеті.

## Доба Османа III

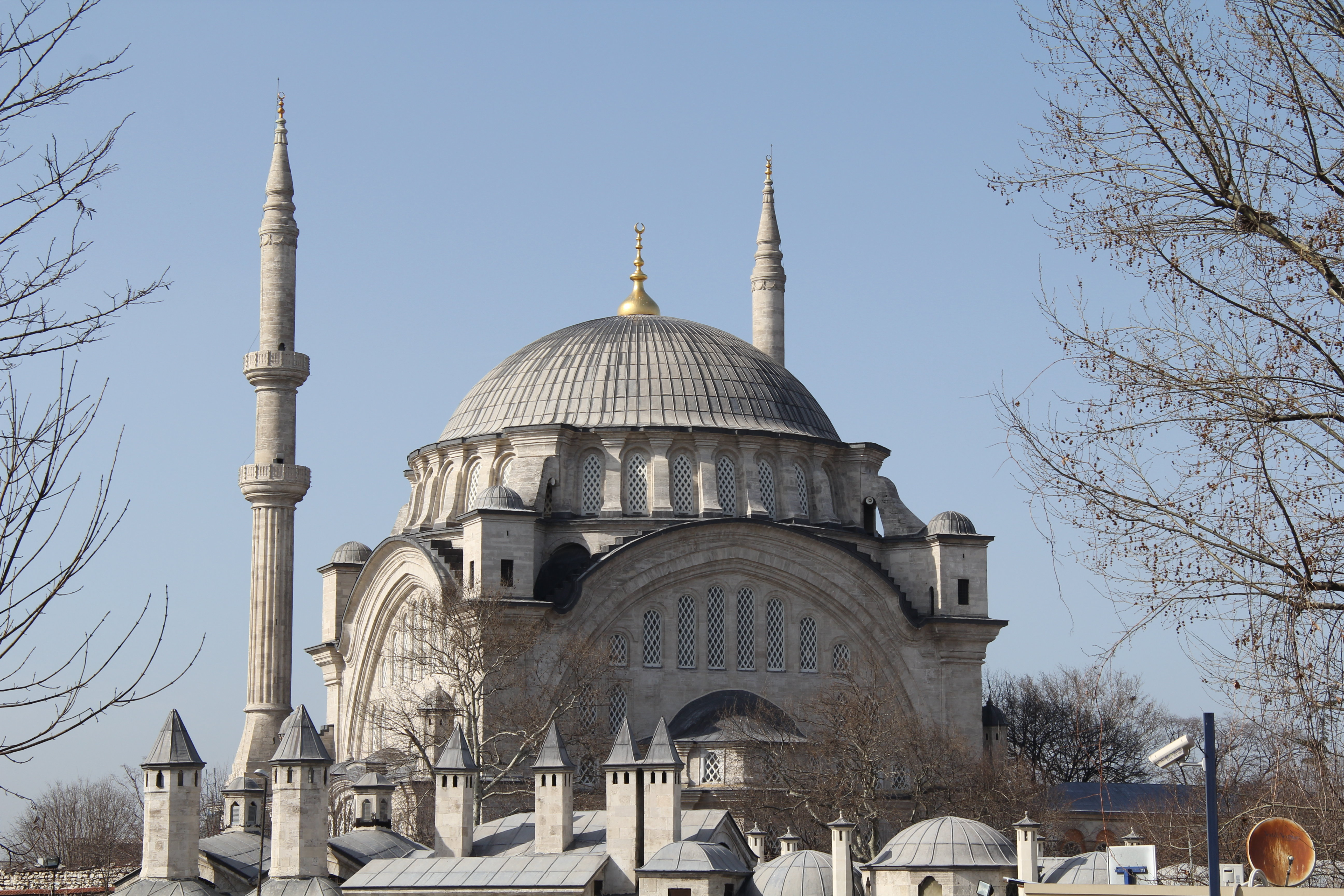
Мечеть Нуруосманіє

Після смерті Махмуда I на султанський престол зійшов його молодший брат Осман III, який до цього близько півстоліття провів у «клітці». Він не любив музику і жінок, вів аскетичний спосіб життя. У період недовгого правління Османа III змінилося кілька великих візирів (майно чиновників, які впадали у немилість, конфісковувалося на користь султанської скарбниці), в столиці притиснялися «невірні» (християни та юдеї). У цю ж епоху в Стамбулі працювали відомий лікар і астроном Аббас Васим Ефенді, який відкрив лікарню і аптеку, історик Сейїд Мухаммед Різа, продовжувалося розширення султанського палацу. 1755 року в районі Анадолукаваги, біля старої фортеці Йорос, були побудовані мечеть, текке і стіна навколо гробниці святого Юши, що стали місцем паломництва суфіїв. У тому ж 1755 році біля Великого базару було завершене будівництво мармурової мечеті Нуруосманіє («Світло османів»), розпочате ще за Махмуда I. До комплексу мечеті належали медресе, бібліотека, кухні і тюрбе Шехсувар Султан — матері султана, яка померла в 1756 році. Сам Осман III помер у жовтні 1757 року і був похований в тюрбе при Новій мечеті.

## Доба Мустафи III
На престол зійшов Мустафа III, син Ахмеда III. 1761 року в Стамбулі за сприяння радника турецької армії барона де Тота було відкрито кілька спеціальних шкіл для навігаторів, артилеристів і фортифікаторів. 1763 року була побудована мечеть Лалелі («Тюльпанова») — остання з великих султанських мечетей. 1766 року стався потужний землетрус, в результаті якого постраждало безліч будинків і мечетей (у тому числі мечеті Фатіх і Сулейманіє). 1773 року, після поразки османського флоту в Чесменській битві, в кварталі Сютлюдже було організовано морське інженерне училище (зараз на його базі діє Стамбульський технічний університет — найстаріша вища школа Туреччини). Проте всі спроби провести реформи в армії і державному апараті гасилися консервативними колами, кістяк яких складали яничари і мусульманське духовенство. Мустафа III помер у січні 1774 року (похований у тюрбе при мечеті Лалелі), після чого престол зайняв його молодший брат Абдул-Гамід I.

## Доба Абдул-Гаміда I
У початковий період правління Абдул-Гаміда I держава переживала масштабну кризу. Чиновники, війська і навіть яничари нерідко залишалися без платні, у війнах Османська імперія зазнавала однієї поразки за іншою. Султан був змушений піти на певні реформи яничарського корпусу, флоту і артилерії, він активно залучав іноземних фахівців (особливо французів) і відкривав сучасні школи. 1778 року на набережній Ускюдара була побудована мечеть Бейлербейї. Завдяки своїй релігійності і щедрості Абдул-Гамід користувався народною популярністю, він навіть особисто брав участь у гасінні великої пожежі, що бушувала в Стамбулі 1782 року. В квітні 1785 року за підозрою у підготовці перевороту був зміщений і незабаром страчений великий візир і видний реформатор-франкофіл Халіл Гамід-паша. Абдул-Гамід помер в султанському палаці в квітні 1789 року, на османському престолі його змінив Селім III, син Мустафи III.

## Доба Селіма III

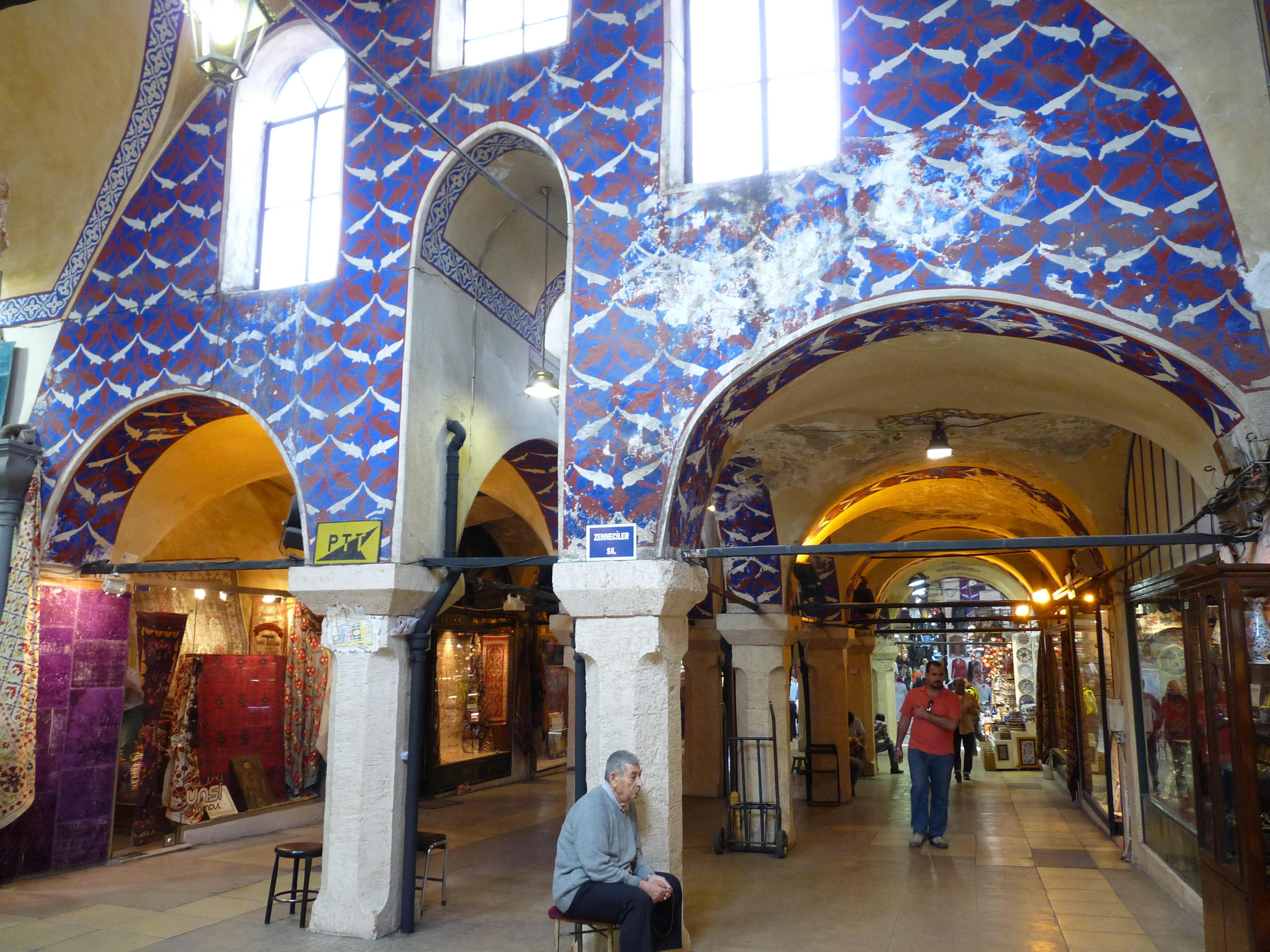
Капали Чарші

У 1794 році на території нинішнього району Шишлі була побудована мечеть Тешвікійє (у другій половині XIX століття її перебудували у стилі необароко). 1795 року в Стамбулі було відкрито училище для підготовки армійських інженерів і артилеристів. На межі XVIII—XIX століття Капали Чарші розрісся до цілого торгового міста, в якому налічувалося кілька тисяч крамниць і ремісничих майстерень, безліч кафе і ресторанчиків, міняльних і кредитних контор, ціла біржа рабів, свої мечеті, караван-сараї і навіть кладовище. Вдень довгі коридори, більш схожі на невеликі вулиці, освітлювалися через отвори у покрівлі. Склепіння і стіни були прикрашені розписами і мозаїками. Окремі торгові ряди мали купці, які пропонували коштовності, пахощі, тканини, взуття, холодну зброю та старовинні манускрипти.
Після початку Єгипетського походу Наполеона в 1798 році розпався франко-турецький альянс і майже всі викладачі-французи залишили Стамбул. Уклавши мир з Францією, султан почав реформу адміністративного апарату. Також він сприяв освіті, друкарській справі та культурі (особливо музикантам і композиторам, серед яких виділявся Деде Ефенді). У жовтні 1805 року в столиці померла валіде-султан Міхрішах Султан (похована в тюрбе при комплексі, побудованому на її кошти). За допомогою французького генерала Себастьяні турки зміцнили оборонну систему столиці та приступили до створення армії нового зразка. 1807 року за велінням султана в Ускюдарі, поруч з мечеттю Селіма, зведеної в 1803 році, були побудовані великі казарми, названі Селімійє. Незабаром після цього яничари, незадоволені реформами і зростанням податків, підняли повстання, змістили Селіма III і звели на престол Мустафу IV, сина Абдул-Гаміда I.

## Доба Мустафи IV
В ході яничарського бунту (травень 1807 року) на трон зійшов Мустафа IV, який ув'язнив свого попередника у палаці. Новий візир Челебі Мустафа-паша скасував усі військові реформи Селіма і розгорнув репресії проти їхніх прихильників. У липні 1808 року вірні Селіму війська під керівництвом Алемдара Мустафа-паші зайняли Стамбул, штурмом взяли палац і спробували звільнити бранця, але за наказом султана він був задушений. Алемдар Мустафа-паша заарештував Мустафу IV і звів на трон його молодшого брата Махмуда II, ставши при ньому великим візиром. У листопаді 1808 року в столиці спалахнув новий заколот яничарського корпусу, в ході якого Махмуд II наказав убити колишнього султана Мустафу IV, котрого повстанці прагнули повернути на трон, а яничари спалили в своєму палаці великого візира Алемдара Мустафа-пашу. Придушивши заколот, Махмуд II жорстоко розправився з бунтівниками і їх прихильниками.

## Доба Махмуда II

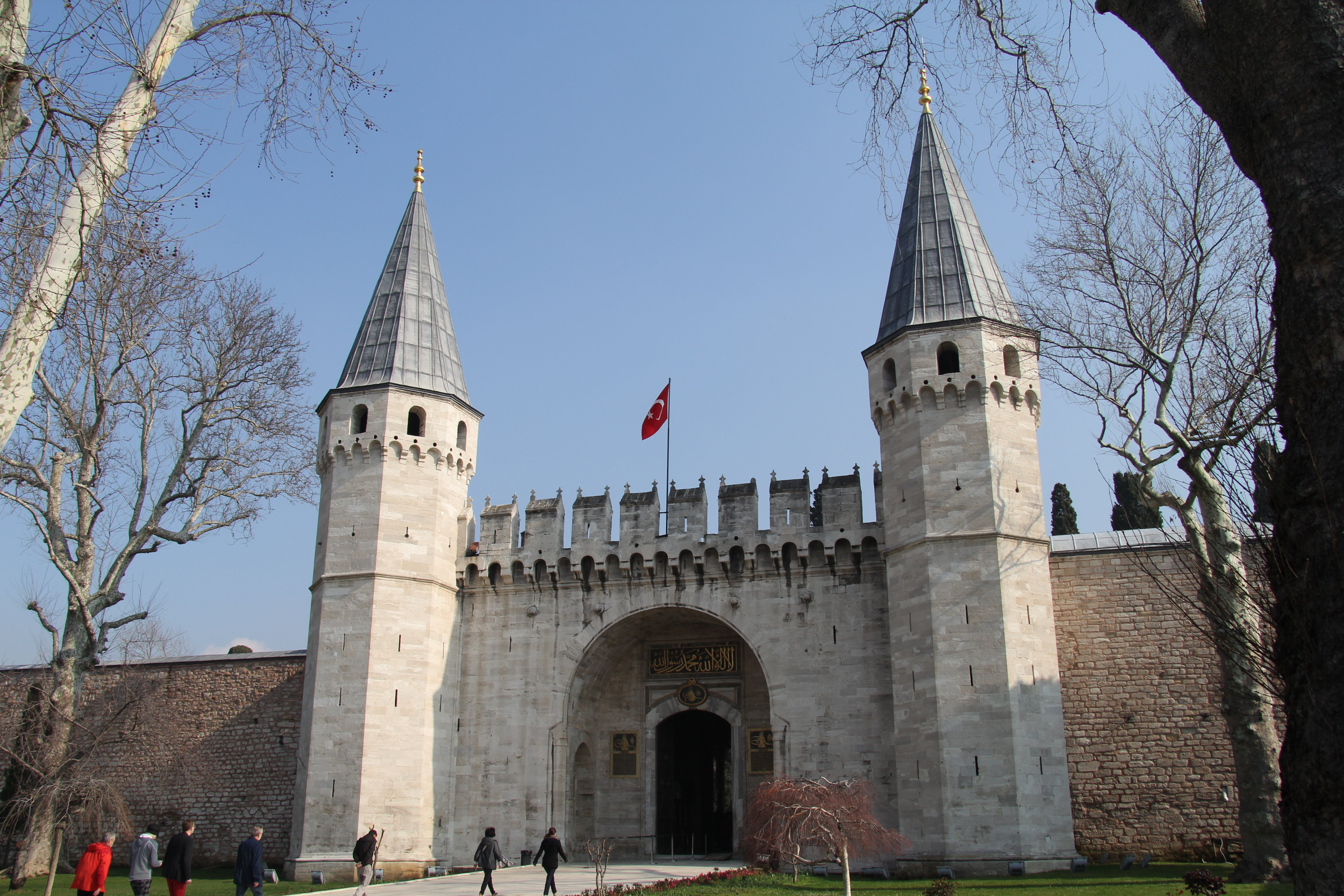
Ворота привітання

В епоху правління Махмуда II палацовий комплекс Топкапи набув свого теперішнього вигляду. Він був оточений високою кам'яною стіною, всередині якої безліч будівель і палаців з'єднувалися між собою мабейнами (відкритими терасами, дах яких спирався на стовпи). Праворуч від Айя-Софії знаходилися головні ворота палацу — Баб-і хумаюн (Найвищі ворота), над якими щоранку виставлялися голови страчених. Від них, повз колишню церкву Святої Ірини, перетворену османами на склад зброї, йшла алея, що впиралася в Середні ворота (Ортакапи) або Ворота привітання (Баб ес-селям). У першому дворі розміщувалися управління фінансів, архівів і вакуфів, пробірна палата, імперське сховище, палацовий медпункт, стайня для гостей, які прибули до палацу верхи, а також охорона і кати, які страчували неугодних сановників. Другий двір, знаний як «дипломатичний», оточувала низька галерея з мармуровими колонами. Тут знаходилися будівля дивана з квадратною вежею, звідки султан в урочистих випадках звертався до народу, різні служби (султанська канцелярія, державна скарбниця), кімнати для гостей і кухні палацу, а також сквер з фонтанами.
З другого двору через ворота Баб-і саадет (Ворота щастя), які перебували під охороною євнухів, можна було потрапити до третього двору, до султанської резиденцію. Тут розташовувався багато прикрашений зал прийомів (Арз одаси), велика бібліотека, розкішний гарем, султанська скарбниця і особисті покої султана, а також школа підготовки управлінських кадрів Ендерун і житлові приміщення обслуги. Четвертий двір був місцем відпочинку султанів і являв собою невеликий сад з фонтанами і павільйонами. З галереї, що оточувала восьмикутний Багдад-Кьошк, або з сусідньою великої тераси султани милувалися видом на Босфор і Золотий Ріг. Тут же розташовувалися палати головного придворного лікаря і головного наставника султана, а в кінці саду височіла старовинна Колона готів. Весь палацовий комплекс простягався від Бахчекапи на Золотому Розі до Ахиркапи на Мармуровому морі. Біля Ахиркапи розташовувався величезний вольєр з великою кількістю різних птахів, а поряд — султанський звіринець з левами, тиграми, пантерами та іншими звірами. Поруч Топкапи, на краю колишнього іподрому, знаходилися казарми яничарського корпусу, які зазвичай вміщали від 10 до 12 тис. гвардійців (вони не тільки охороняли палац, а й використовувалися для наведення порядку в столиці). У період правління Махмуда II яничари перетворилися на основний бастіон феодально-клерикальної реакції, головне джерело заколотів і смут, непримиренного противника будь-яких нововведень і реформ, особливо в османській армії.
Під час антитурецького повстання 1821 року константинопольський патріарх Григорій V під тиском Османської влади засудив грецьких революціонерів і навіть відлучив їх від Церкви. Незважаючи на таку лояльність, 10 квітня він був позбавлений влади і повішений на воротах патріаршої резиденції, а його наступник Євген II був змушений три дні проходити повз його труп.
15 червня 1826 року незадоволені військовими та економічними реформами султана яничари підняли повстання проти Махмуда II. Після заходу сонця вони заповнили центральну площу Атмейдан і почали громити будинки чиновників-реформаторів. Бунтівники зажадали від султана скасувати указ про створення регулярного піхотного корпусу. У відповідь Махмуд II послав проти яничар вірні війська і заблокував їх на площі. Бунтівники відхилили пропозицію висловити покірність султану і скласти зброю. Тоді частини, послані Махмудом, розстріляли з гармат казарми яничарського корпусу і швидко придушили повстання. У вогні пожежі загинули тисячі яничарів; тих на площі, хто залишився в живих, добили солдати артилерійських частин, за рештою влаштували полювання по всьому місту, вбиваючи їх прямо в будинках і на вулицях. Понад 300 яничар були страчені за вироком спеціально створеного суду. 17 червня султан оголосив про ліквідацію яничарського корпусу (декрет Махмуда II був зачитаний в Блакитній мечеті), що внесло великі зміни в життя Стамбула.

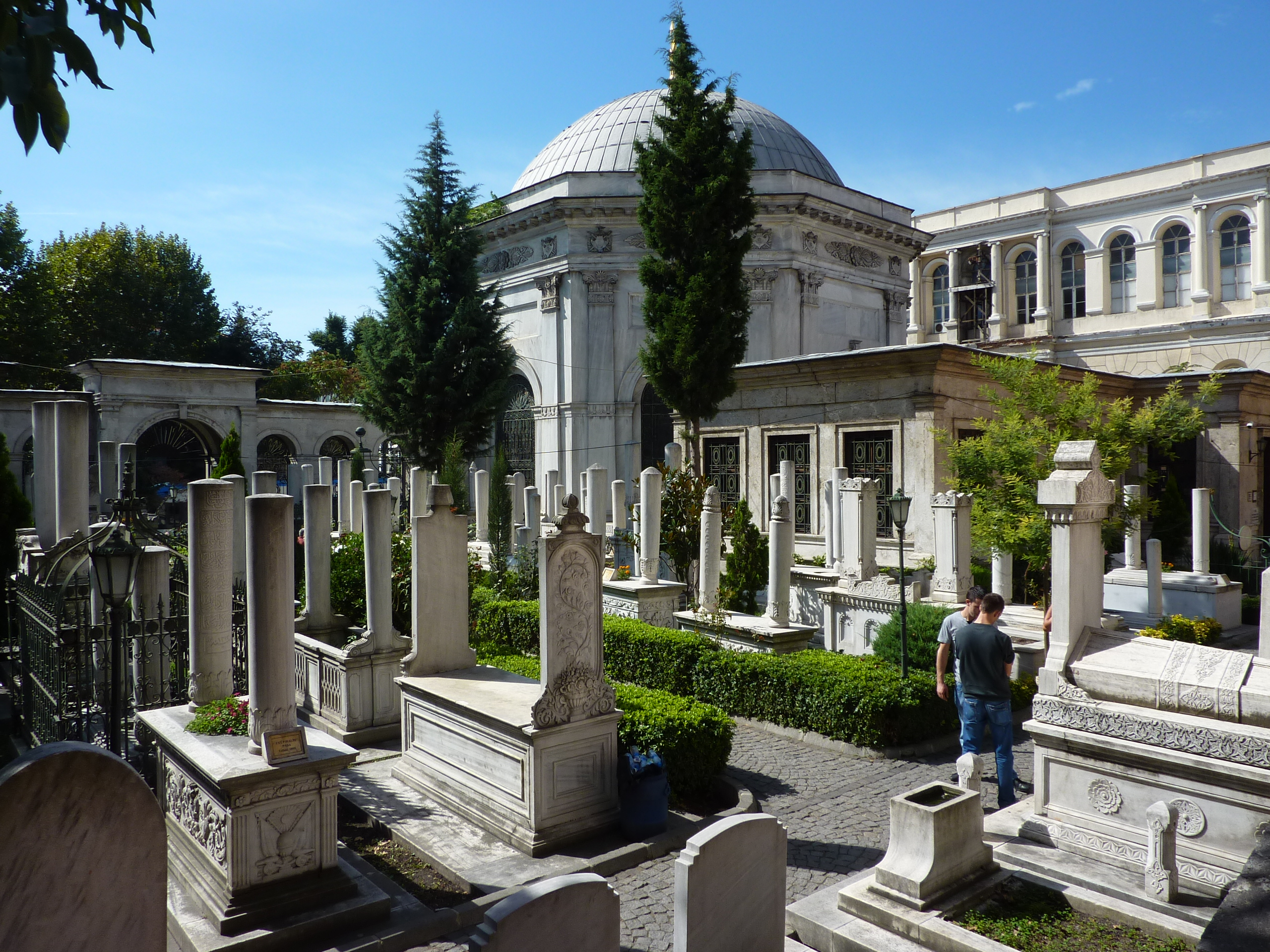
Мавзолей Махмуда II

Скасування яничарського корпусу супроводжувалося жорстоким переслідуванням близького до них суфійського ордену бекташів. 1826 року в Стамбулі було відкрито військово-медичне училище, яке відіграло велику роль в культурному розвитку міста і країни. Під час російсько-турецької війни (1828—1829) на острові Хейбеліада містилися російські полонені. 1829 року в столиці спалахнула епідемія холери і влада віддала під карантинний ізолятор легендарну Дівочу башту, розташовану на маленькому острівці біля узбережжя Ускюдара. 1 листопада 1831 року вийшла перша офіційна газета турецькою мовою «Таква-і векаї» («Календар подій»). Влітку 1833 року біля Стамбула встала табором десятитисячна російська армія, а в Босфор увійшла російська ескадра під командуванням адмірала Михайла Лазарєва. Це було зроблено на прохання султана у відповідь на наступ єгипетських військ Ібрагім-паші, які розбили турецьку армію. В результаті війська хедива були зупинені, а Росія та Османська імперія підписали Ункяр-Іскелесійський договір. На згадку про ці події 25 червня 1833 року російські й турецькі солдати встановили на вершині пагорба на мисі Сельвібурну гранітну брилу висотою близько 5 метрів. Також в 1833 році в районі Саматія на місці старовинного візантійського монастиря була побудована грецька православна церква Святого Міна. 1835 року на місці іншого давнього візантійського монастиря була побудована церква Живоносного Джерела. У 1836—1837 роках в Стамбулі в рамках реформи адміністративного апарату були створені міністерства закордонних справ, внутрішніх справ і військове міністерство (активну участь у реформуванні та навчанні турецької армії брав прусський капітан Мольтке). 1839 року Махмуд II переніс султанську резиденцію на берег Босфору, після чого Топкапи став занепадати.
До кінця правління Махмуда II османська влада просувала світську освіту і книгодрукування, протегувала письменникам і журналістам, боролася з корупцією та реформувала судову систему, стимулювала економіку і знижувала податки (в 1838 році був укладений важливий англо-турецький торговий договір), проводила перепис населення і засновувала поштову службу, вводила документи для внутрішніх і закордонних переміщень. Все це викликало протидію з боку мусульманського духовенства і частини чиновників, особливо регіональних правителів. В липні 1839 року Махмуд II помер в Стамбулі від туберкульозу, після чого на престол зійшов його старший син Абдул-Меджид I (він побудував для батька на головній вулиці Диван-Йолу, біля колони Костянтина великий восьмикутний тюрбе, що став останньою усипальницею османських султанів).

## Доба Абдул-Меджида I

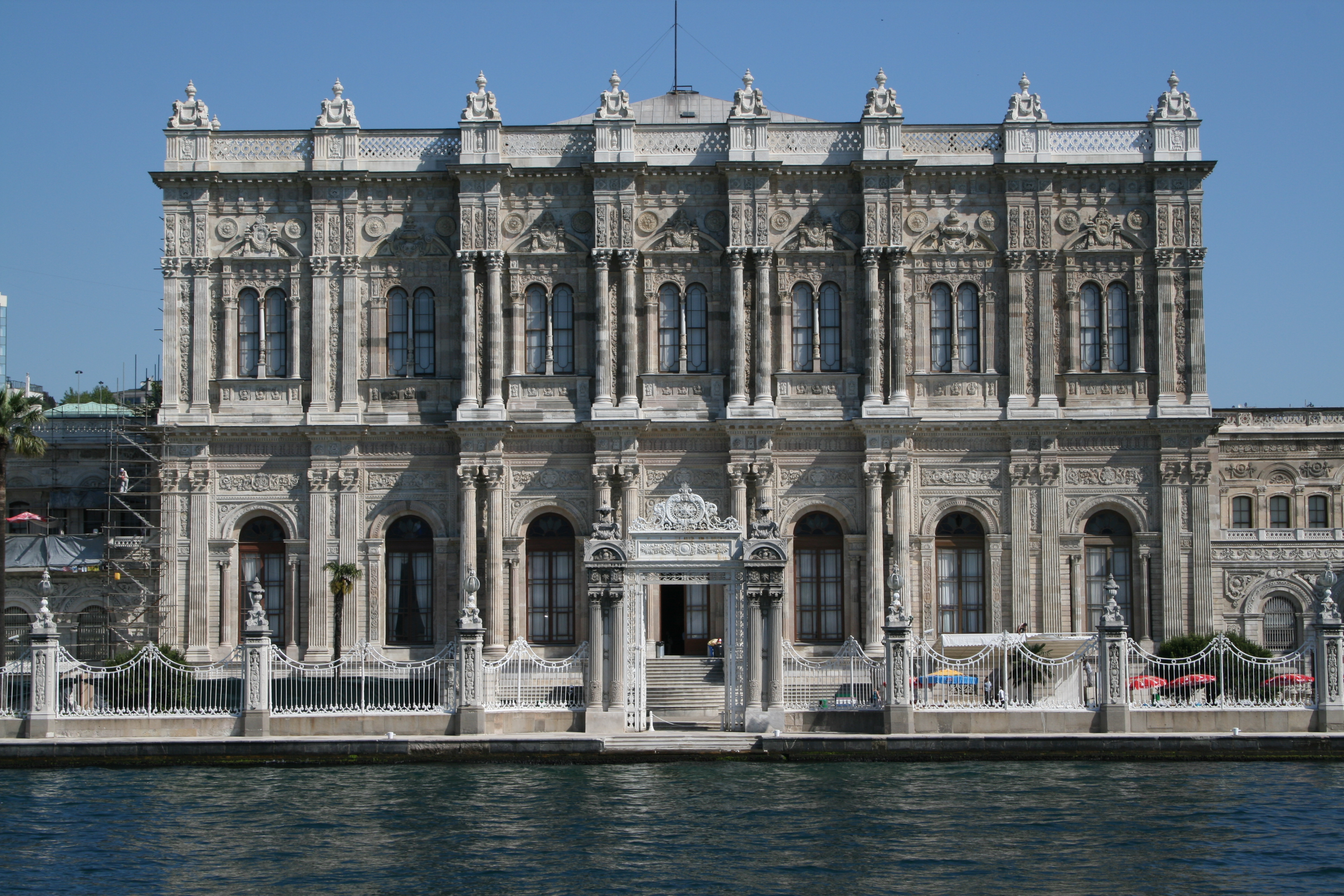
Долмабахче

У добу Танзимата поступово почали набувати європейських рис багато урядових відомств та установ, почав змінюватися вигляд столичної бюрократії, з'явилися укази, що регламентували зовнішність державних службовців (аж до довжини вусів). Європейський вплив став позначатися на одязі і манерах чиновників, купців та інтелігенції. Східні шати почали поступатися місцем європейському костюму, на зміну традиційній чалмі прийшла феска, в моду увійшли чоловічі туфлі та жіночі панчохи, зменшилися розміри борід, молоде покоління вищих станів заговорило французькою мовою, на вулицях з'явилися європейські екіпажі на лежачих ресорах.
За Абдул-Меджида немусульманам знову було дозволено служити в османській армії, тривала реформа законодавства імперії. У середині XIX століття Стамбул став центром формування молодої турецької інтелігенції, яка незабаром почала впливати на всі найважливіші сфери політичного і культурного життя столиці імперії. Цьому особливо сприяв розвиток світської школи. На додаток до нових військових училищ та навчальних закладів для підготовки чиновників цивільних відомств до середини сторіччя стали з'являтися і перші загальноосвітні світські початкові школи. 1848 року в Стамбулі було відкрито перше в країні чоловіче педагогічне училище. У тому ж році в кварталі Пангалті (Шишлі) відкрилася Османська військова школа, яка пізніше стала основою для утворення Турецької військової академії.
1 жовтня 1844 року на острові Хейбеліада (Халкі) з ініціативи патріарха Германа IV та з дозволу турецької влади відбулося відкриття відреставрованого православного монастиря Святої Трійці і богословської школи при ньому, котра незабаром стала головною кузнею кадрів Константинопольської церкви. 1845 року за наказом султана був побудований дерев'яний понтонний міст, який зв'язав протилежні береги Золотого Рогу. 1850 року стартувало пароплавне сполучення через Босфор (спочатку між Еміненю і Ускюдаром). 1854 року завершилося будівництво нового султанського палацу Долмабахче, котрий обійшовся виснаженій казні у 70 млн франків (ця сума перевищувало третину щорічних надходжень до державного бюджету). Він був зведений на європейському березі Босфору, на місці невеликої затоки, засипаної землею (звідси й назва — «Насипний сад»). У палаці налічувалося понад 300 кімнат, кожна з яких була оформлена європейськими художниками несхоже на іншу. Величезний тронний зал прикрашала кришталева люстра вагою близько 4 тонн, подарована султану російським царем. За бажанням матері султана Абдул-Меджида біля фортеці Анадолухісари був побудований ще один невеликий палац для відпочинку придворних. Також в 1854 році в стилі османського бароко була побудована мечеть Ортакьой. Вона розташована на березі Босфору і прикрашена різьбленням по каменю.
У 1855 році в пам'ять про свою померлу матір Безмялем Султан Абдул-Меджид побудував поруч з палацом Долмабахче мечеть Безміалем Валіде Султан. У тому ж 1855 році влада створила Комісію з благоустрою Стамбула, яка розробила детальний план перетворень у сфері міського господарства (у тому числі нові нормативи з освітлення вулиць, будівництва будинків, доріг та іншої інфраструктури). 1856 року велика пожежа бушувала в районі Аксарай. У цьому ж році в Галаті був заснований англо-франко-турецький «Оттоманський банк» (в 1863—1924 роках під назвою «Імперського Оттоманського банку» він виконував функції центрального банку країни, а його головний офіс, побудований за проєктом французького архітектора Олександра Валлорі, наприкінці XIX століття вважався найбільшою будівлею міста). 1858 року в краю моста через Золотий Ріг відкрилася торгова площа Каракьой, що стала діловим центром цієї частини Галати. У тому ж 1858 році султанська скарбниця спустіла і Абдул-Меджид був змушений через Галатських купців просити позику на 9 млн франків для святкування одруження своїх двох дочок. Величезні суми йшли на утримання двору та вищих сановників імперії, а корупція набула страхітливих розмірів. У вересні 1859 року влада розкрила змову проти султана, в якій брали участь учні медресе, дрібні чиновники і офіцери, службовці арсеналу, солдати і представники мусульманського духовенства (всіх заарештованих кинули до казематів Кулелійських казарм в стамбульському районі Ченгелькьой, а потім відправили на каторгу). На початку 60-х років XX століття в Стамбулі відбувалися масові заворушення, викликані зростанням цін на товари першої необхідності.
Після закінчення Кримської війни в Стамбулі і передмістях столиці осіла хвиля кримських татар, які тікали від утисків російської влади. В червні 1861 року Абдул-Меджид помер від туберкульозу, залишивши після себе шість синів, чотири з яких також в майбутньому стануть верховними правителями Османської імперії (султана поховали поряд з могилою Селіма III). Наступником Абдул-Меджида став його молодший брат Абдул-Азіз.

## Доба Абдул-Азіза

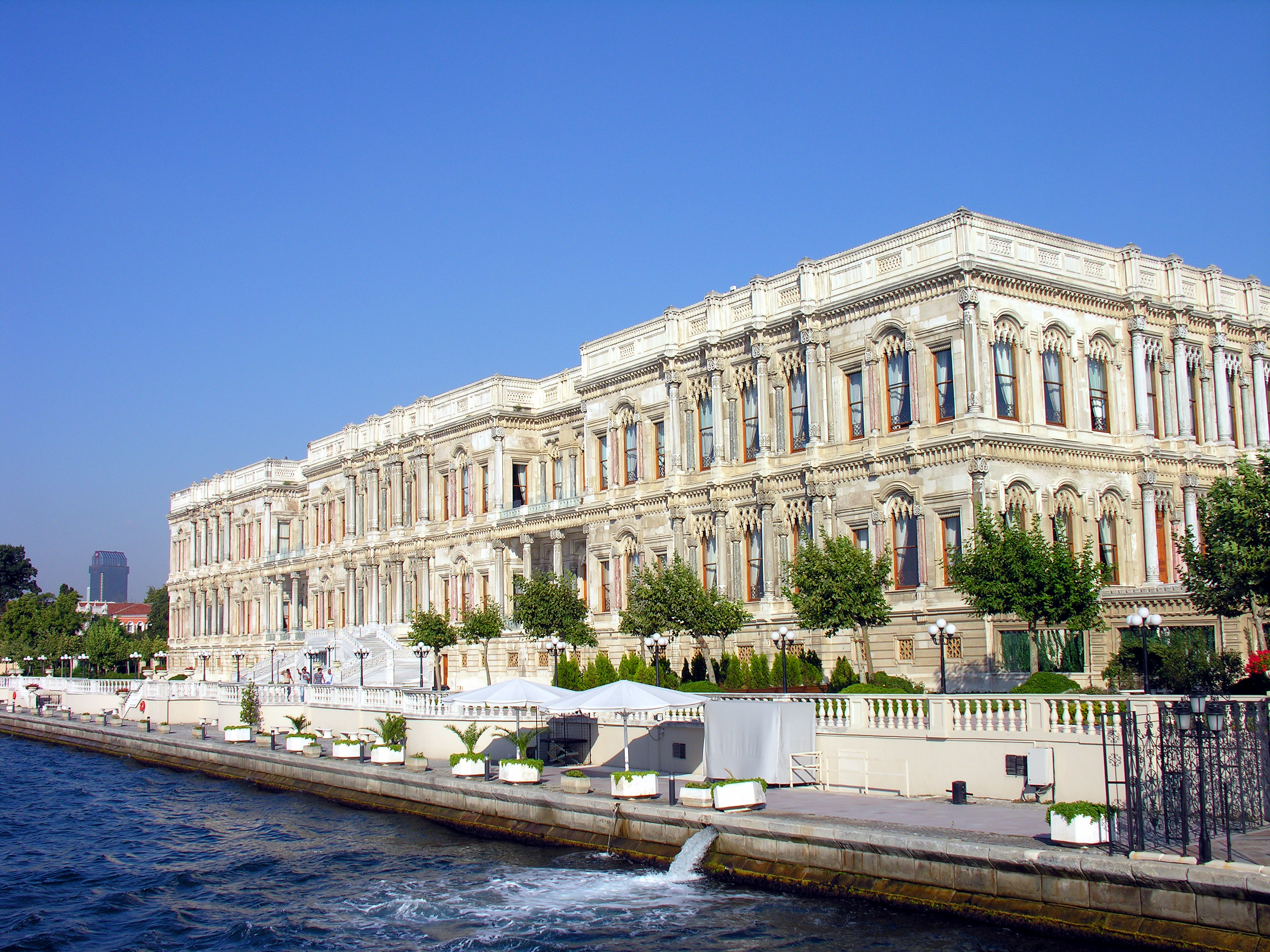
Чираган

У 1861 році в Стамбулі прихильники європеїзації імперії заснували Османське наукове товариство, яке ставило перед собою широкі завдання просвітницького характеру і сприяло організації першого турецького університету (на початку 60-х років XIX століття було переважно завершено будівництво будівлі Османського університету, створена університетська бібліотека на різних мовах, в Європі були замовлені книги, обладнання та наочні посібники). Крім того, Османське наукове товариство створило в Стамбулі публічну бібліотеку з великим читальним залом, організувало курси з вивчення англійської та французької мов, в липні 1862 року почало видавати щомісячний «Журнал наук» — перший турецький науково-популярний журнал. Саме члени Османського наукового товариства стали першими викладачами університету, перша публічна лекція в будівлі якого відбулася 31 грудня 1863 року. Також в 1863 році в Стамбулі був заснований американський Роберт-коледж (нині на його базі діє Босфорський університет).
У 1865 році на азійському березі Босфору, біля підніжжя пагорба Булгурлу, був побудований літній султанський палац Бейлербейї, а в 1867 році Абдул-Азіз переїхав в новий палац Чираган, побудований на європейському березі Босфору (сучасний район Бешикташ). У тому ж 1867 році на місці колись знаменитої візантійської Влахернської церкви Богородиці, заснованої ще в V столітті, була побудована невелика грецька каплиця. 1 вересня 1868 року відкрився привілейований Галатасарайський ліцей, що випускав вчителів шкіл, чиновників, офіцерів армії і флоту, багато з яких згодом зіграли видну роль у розвитку турецької освіти, науки і культури (ліцею протегували султан, уряд і влада Франції). 20 лютого 1870 року відбулося офіційне відкриття Османського університету, однак через брак викладачів і підручників він був зведений до положення середнього навчального закладу, а наприкінці 1871 року в результаті нападок мусульманського духовенства його взагалі закрили. 1874 року університет відкрився на базі Галатасарайського ліцею, але в 1880 році через труднощі з кадрами знову закрився. До 1875 року в Стамбулі налічувалося 264 турецькі світські початкові школи, в тому числі 25 жіночих, в яких навчалося 13 тис. дітей (у ті роки мусульманське населення столиці становило близько 600 тис. осіб; таким чином, на 40-50 жителів припадала лише одна дитина, яка навчався у світській школі). У період правління Абдул-Азіза в Стамбулі з'явилися й перші світські середні школи.
У 60-х роках XIX століття в Стамбулі осіла велика хвиля вихідців з Північного Кавказу, виселених царською владою Росії до Османської імперії після закінчення Кавказької війни. В Туреччині всіх кавказців назвали черкесами, хоча серед них було чимало кабардинців, адигейців, абхазів, абазинців, убихів і осетин. З числа кавказьких мухаджирів та їх численних нащадків вийшло багато видатних державних діячів Туреччини — дипломатів, військових і суддів, а також політиків, науковців, журналістів, письменників і підприємців. Султан Абдул-Азіз не надто обтяжував себе державними справами, переклавши всі турботи на плечі великих візирів Фуад-пашу (1861—1863 і 1863—1866) і Аалі-пашу (1867—1871).
У 1864 році щоб уникнути забруднення води в стародавніх візантійських резервуарах влада виселила мешканців приміського села Белград. У сусідньому Белградському лісі розташовані чотири резервуари, два з яких побудовані ще в період правління імператора Андроніка I Комніна. У них збирається джерельна вода, яка самопливом йде у великий резервуар, звідки по двох водопроводах (один з яких називається Великим водопроводом Юстиніана) надходить у місто. За правління Абдул-Азіза великі пожежі продовжували завдавати шкоди місту: в 1865 році вогонь вирував у районі Ходжапаша, в 1870 році — в Пері. 1867 року розпочалася реконструкція та часткова реорганізація площі Баязида (поруч з вежею Баязида з'явилися монументальні ворота Військового міністерства). У серпні 1867 року султан Абдул-Азіз повернувся до Стамбула з великого турне по Західній і Центральній Європі. 1871 року в кварталі Аксарай була побудована мечеть Пертевніял Валіде Султан (Єні Валіде Джамі або мечеть Аксарай), відома змішанням різних стилів. В саду мечеті, в красивому тюрбе була похована Пертевніял Султан — мати султана Абдул-Азіза і замовниця будівництва мечеті, яка померла 1883 року.
28 червня 1862 року в Стамбулі вийшов перший номер газети «Татствір-і ефкяр» («Зображення ідей»), створеної письменником Ібрахімом Шинасі. Це видання зіграло велику роль в пропаганді передових західних поглядів, в ідейному формуванні перших турецьких конституціоналістів. В червні 1865 року в стамбульському передмісті Єникьой відбулася перша зустріч засновників таємного «Товариства нових османів», діяльність якого підготувала ґрунт для майбутньої конституції. 1867 року керівники товариства були змушені тікати зі Стамбула до Європи, де видавали опозиційні газети, в тому числі дуже популярну «Хюрріет» («Свобода»). У тому ж 1867 році своє невдоволення владою відкрито висловили столичні чиновники, деякі з яких по півроку не отримували платні.
У 1876 році в Стамбулі видавалося 13 газет турецькою мовою (у тому числі 7 щоденних), 9 — грецькою мовою, 9 — вірменською, 7 — французькою, 3 — болгарською, по дві — англійською та єврейською, по одній — німецькою та арабською мовами. Крім того, в цей період Стамбул був великим центром книговидавничої справи, тут працювали десятки державних і приватних друкарень, які друкували релігійні книги, шкільні підручники, твори арабської, перської та турецької літератури, а також турецькі переклади європейських авторів.

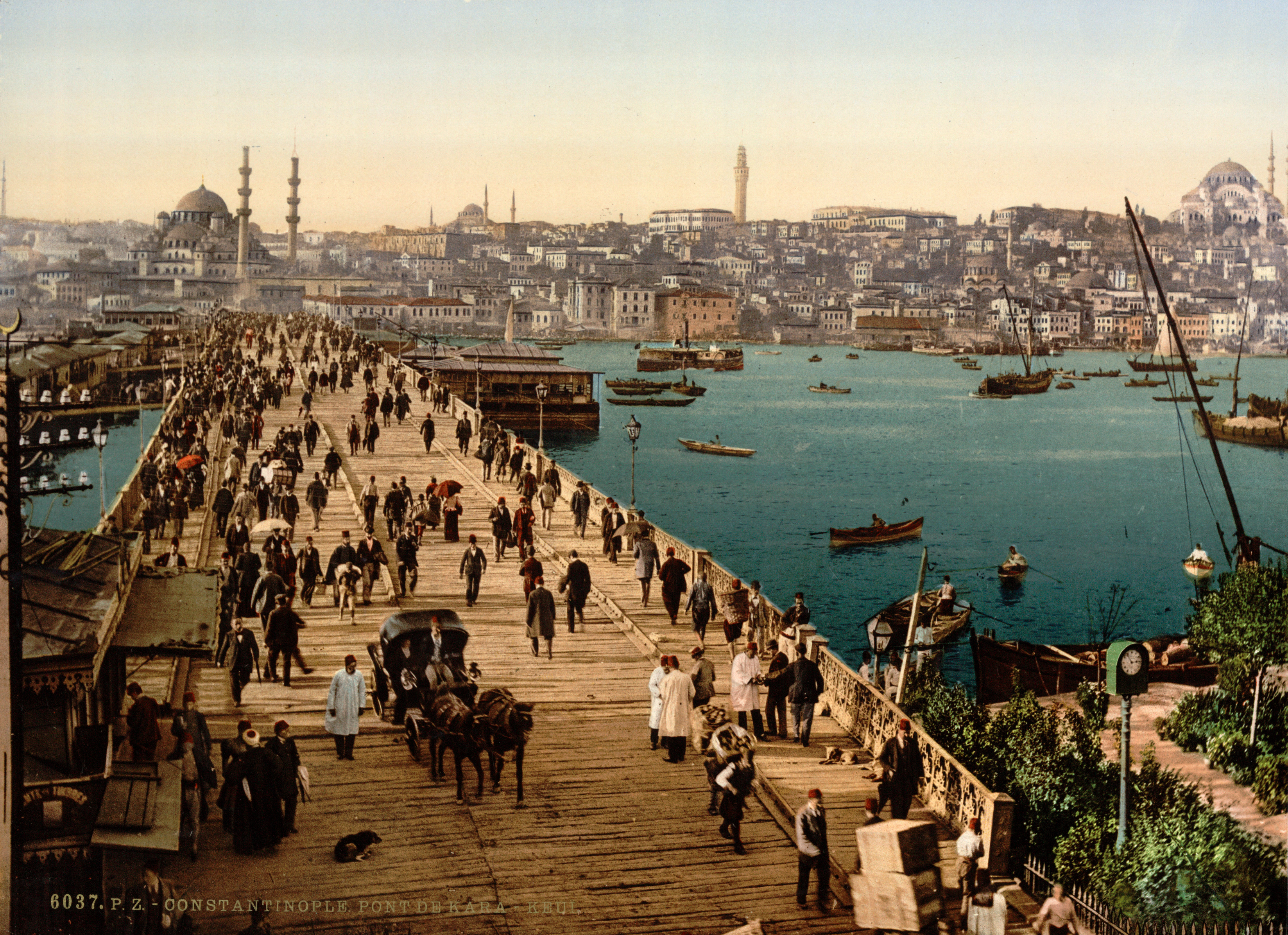
Галатський міст

З початку 70-х років XIX століття почався бурхливий розвиток транспортної інфраструктури Стамбула. У січні 1871 року в районі фортеці Єдікуле відкрилася перша в Стамбулі станція, яка пов'язала залізницею центр міста з районом Кючюкчекмедже. Також в 1871 році в Стамбулі відкрилися чотири лінії конки і почалося будівництво залізничної лінії Кадикьой — Ізміт, в 1872 році на азійському березі Босфору відкрився вокзал Хайдарпаша, а в серпні 1873 року між вокзалом і Ізмітом почалося регулярне залізничне сполучення (у районі Хайдарпаша товари, що прибували зі сходу залізницею, перевантажували на судна, які прямували в європейську частину міста). У тому ж 1873 році біля Золотого Рогу була побудована нова кінцева станція на лінії Стамбул-Едірне. 5 грудня 1874 року почав роботу Тюнель — короткий підземний фунікулер, який з'єднав Галату з Перою. Влітку 1875 року через Золотий Ріг був перекинутий Галатський міст завдовжки 480 метрів і завширшки 14 метрів, який зв'язав дві частини столиці (настил тримався на 24 залізних понтонах, чотири з яких розсовувалися для проходу невеликих суден). Але якщо старий мусульманський Стамбул залишався екзотичним східним містом, то в Галаті і Пері відбулися разючі зміни. Ці райони були забудовані посольствами та офісами європейських компаній, дорогими готелями, магазинами, кафе, клубами і ресторанами, тут продавалися наймодніший одяг та взуття, годинники і ювелірні прикраси, парфуми і галантерея, посуд та меблі, мисливські речі та іграшки, оптичні інструменти та фотоапарати, бронзові статуетки, ліки і всілякі аксесуари (тут же з'явилися перші універмаги і торгові пасажі європейського зразка). Іноземні судна перестали заходити у гавань Золотого Рогу, свої товари вони розвантажували прямо на набережній Галати.
Після трьох грандіозних пожеж, що спалахували в Стамбулі (в 1856 році в Аксараї, в 1865 році в Ходжапаші і в 1870 році в Пері), вигляд столиці значно змінився — влада за участі європейських фахівців проклала широкі магістралі, котрі з'єднували жваві площі й перешкоджали поширенню вогню, ввела нові стандарти для вигляду кварталів та будівництва житлових, адміністративних і релігійних будівель. В середині 70-х років XIX століття обстановка в Стамбулі була розжарена до межі. Економічна і політична криза призвела до різкого погіршення добробуту більшої частини населення. Восени 1875 року Порта оголосила про своє часткове фінансове банкрутство, що спричинило збільшення податків і скорочення платні чиновників. Незабаром антиурядові настрої охопили всі верстви населення столиці. У цій обстановці активізувалися прихильники «нових османів», які згуртувалися навколо свого лідера Мідхат-паші. Широкого поширення конституційні ідеї знайшли навіть у середовищі мусульманського духовенства і софт — учнів медресе (в ті роки в Стамбулі налічувалося близько 40 тис. софт, більшість з яких були вихідцями з бідних сімей).

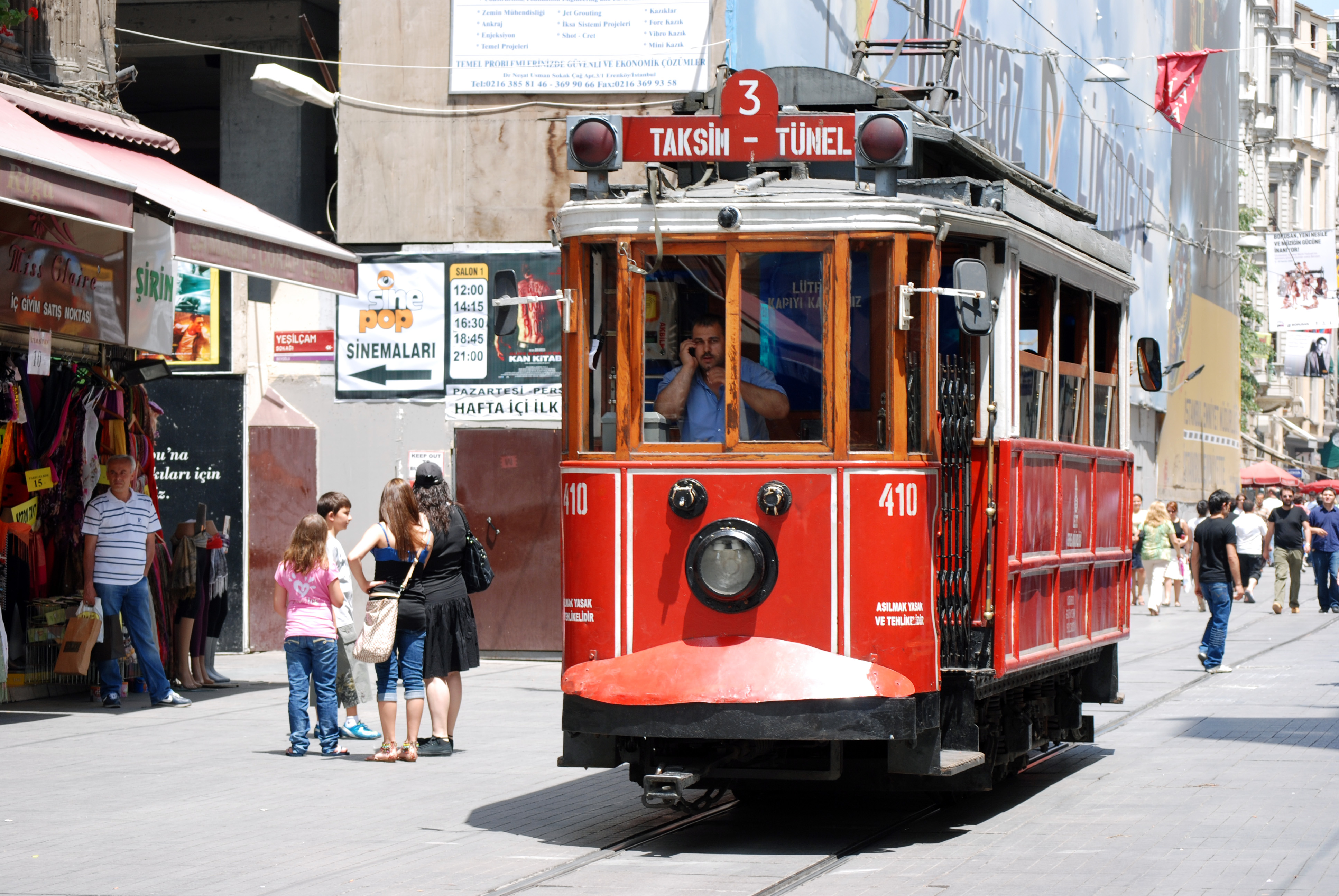
Стамбульський трамвай

В квітні 1876 року в Стамбулі пройшли масові демонстрації робітників монетного двору, армійського і військово-морського арсеналів, які вимагали негайної виплати платні. З початку травня 1876 року натовпи софт щодня збиралися у дворах мечетей і проводили антиурядові мітинги. Крім того, багато хто з них озброювався рушницями і пістолетами. 9 травня учні медресе при мечеті Фатіх організували мітинг, зібравши на площі Баязид понад 5 тис. софт з різних медресе. Через військового міністра софти передали султанові вимога звільнити великого візира і шейх-уль-ісламу. Наступного дня до демонстрантів, присутніх на площі Фатіх, приєдналися учні медресе при мечетях Фатіх, Баязид і Сулейманіє, а також численні городяни. Великий натовп рушив до будівлі Порти, відкинувши пропозицію султана сісти за стіл переговорів.
11 травня 1876 року султан був змушений змінити великого візира, шейх-уль-ісламу і ряд міністрів, а Мідхат-паша увійшов до складу нового кабінету як міністр без портфеля. Але софти продовжили демонстрації, вимагаючи проведення реформ. У ніч з 29 на 30 травня курсанти військового училища і частини військ стамбульського гарнізону за наказом групи міністрів оточили палац Долмабахче з суші. З моря палац блокував броненосець «Масудійє», котрий підтримав змовників. Султан Абдул-Азіз був позбавлений влади, а на престол зведений відомий своїми ліберальними поглядами Мурад V, син покійного султана Абдул-Меджида I. Абдул-Азіз був ув'язнений в палаці Чираган, де через кілька днів убитий (похований в тюрбе Махмуда II).

## Доба Мурада V
Протягом кількох місяців після перевороту Стамбул був ареною запеклої політичної боротьби між прихильниками і противниками конституції. Нерідко сторони конфлікту в ході цієї боротьби вдавалися до вбивств суперників. Незважаючи на настільки неспокійну обстановку, в Пері на гроші банкіра грецького походження Хрістакіса Зографоса була побудована шикарна галерея «Cité de Péra», що славилася своїми кафе, ресторанами і винними лавками (в 1844 році на цьому місці відкрився театр Наума, але він сильно постраждав під час пожежі в Пері в 1870 році і незабаром був знесений). 31 серпня 1876 року замість Мурада V, у якого виявився важкий розлад нервової системи, на престол зійшов його молодший брат Абдул-Гамід II. Поваленого султана ув'язнили в палаці Чіраган, де він помер у серпні 1904 року (поховали Мурада V біля могили матері Шевкефза Султан у Новій мечеті).

## Доба Абдул-Гаміда II

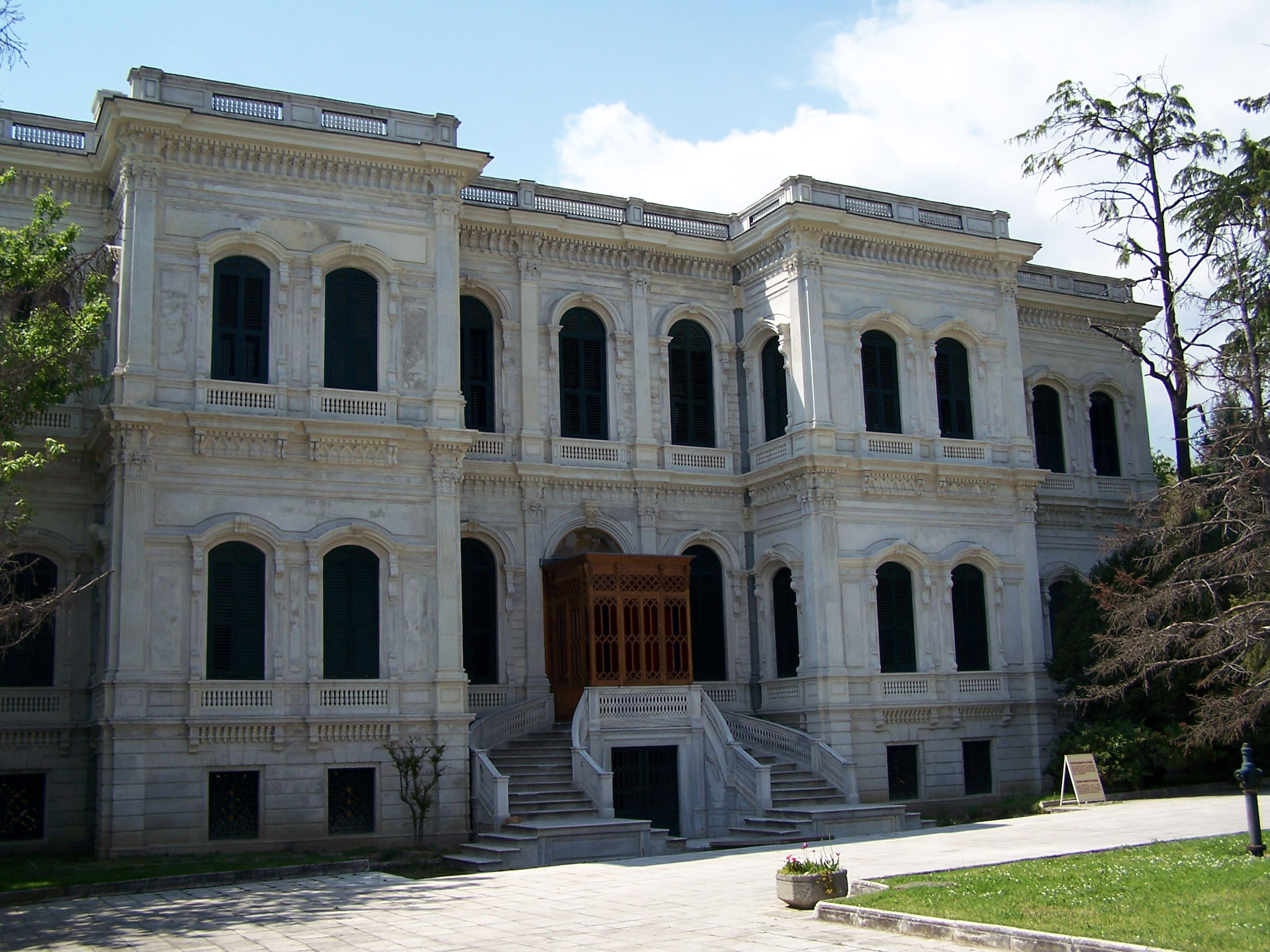
Йилдиз

19 грудня 1876 року Абдул-Гамід II все ж призначив лідера конституціоналістів Мідхат-пашу великим візиром. 23 грудня на площі біля будівлі Порти пройшла церемонія проголошення першої турецької конституції. Перший секретар султана Саїд-бей вручив візиру султанський указ про проголошення конституції і її текст, а головний секретар уряду Махмуд Джелаледдін зачитав ці документи. Після виступу Мідхат-паші, який подякував султану, прозвучала молитва за здоров'я монарха, а потім пролунав салют з 101 гармати, котрий сповістив про перетворення Османської імперії на конституційну монархію. Цього ж дня в стамбульському палаці Терсане розпочала свою роботу Константинопольська конференція. Вже в лютому 1877 року Абдул-Гамід II змістив Мідхата з посади великого візира, вислав його за межі імперії і почав боротьбу з конституціоналістами. У 1877—1878 роках в Стамбулі відбулися дві сесії першого турецького парламенту, розпущеного султаном в лютому 1878 року на невизначений термін. З цього періоду почалася тридцятирічна «епоха зюлюма» (гніту). У столиці встановилася атмосфера постійного страху перед доносами і репресіями політичного розшуку. 3 березня 1878 року в передмісті Сан-Стефано був підписаний мирний договір між Османською імперією і Росією, який завершив останню російсько-турецьку війну (підсумком якої стала втрата турками майже всіх своїх володінь в Європі). 20 травня 1878 року заколотники захопили палац Чираган з метою відновити на престолі поваленого Мурада V, але незабаром були розсіяні військами.
Стамбул залишався найбільшим економічним центром Османської імперії. Велику роль в торгово-ремісничому житті міста відігравали старі цехи. Правда, тепер вони перестали регламентувати виробництво, але продовжували зберігати контроль за роботою численних ремісників. Цехові об'єднання перетворилися на серйозну перешкоду на шляху розвитку сучасного промислового виробництва і технічного переозброєння підприємств. Незважаючи на це, в Стамбулі працювало кілька парових млинів (перший з них був побудований ще 1840 року), ливарні і металообробні підприємства, лісопилки, бавовняні, шовкоткацькі та суконні фабрики, шкіряні, дубильні і миловарні заводи, судноремонтні верфі, а також державні підприємства військової промисловості, що виробляли гармати, рушниці, боєприпаси та обмундирування (в одному тільки артилерійському арсеналі Топхане працювало 3,5 тис. осіб). На тлі економічної кризи величезні кошти йшли на утримання армії, реформованої за допомогою іноземних фахівців (особливо Гольц-паші). Незабаром турецькі офіцери, які пройшли нові військові школи, перетворилися на одних з найосвіченіших людей імперії.
На межі XIX—XX століть через стамбульський митний округ проходило більше третини всього імпорту імперії і значна частина експорту. Щорічно в порт Стамбула заходило близько 15 тис. суден, а його вантажообіг у багато разів перевищував вантажообіг таких великих портів, як Ізмір або Трабзон. У місті працювало безліч іноземних банків і торговельних фірм, а також іноземних концесійних підприємств (у тому числі хліботоргових і тютюнових). 1881 року в Стамбулі відкрилася Адміністрація оттоманського публічного боргу, яка взяла під свій контроль збір багатьох державних податків і мит для забезпечення виплат по численних іноземних позиках султанського уряду (фактично незалежна від волі султана організація майже повністю підпорядкувала фінанси одряхлілої Османської імперії європейським державам). Незважаючи на гострий дефіцит османського бюджету, султан Абдул-Гамід II переселився з палацу Долмабахче в нову резиденцію Йилдиз («Зоряний палац»), яку спроєктував італійський архітектор на схилі пагорба поруч з палацом Чираган (комплекс охоплював величезний парк, султанський палац, вілли гарему, приміщення прислуги, кухонь, варти і стаєнь).
Восени 1880 року в Пері була побудована велика грецька православна церква Святої Трійці в стилі необароко. Влітку 1881 року в Стамбулі відбувся судовий процес, на якому заарештований раніше Мідхат-паша був визнаний винним в організації вбивства султана Абдул-Азіза (колишнього великого візира засудили до смертної кари, яку на прохання британців замінили на довічне ув'язнення, однак в 1884 році Мідхат-паша був убитий охоронцями в аравійської в'язниці). 1887 року в Саматії на руїнах стародавнього візантійського монастиря і зруйнованого пожежею пізнішого вірменського патріаршого комплексу була побудована вірменська церква Святого Георгія. 1888 року німецький капітал під керівництвом Deutsche Bank виграв концесію на добудову залізниці Ізміт — Анкара, яка планувалася як частина Багдадської залізниці. У травні 1890 року на місці старої станції у Золотого Рогу був відкритий вокзал Сіркеджі, призначений для пасажирів «Східного експреса» (він був побудований за проєктом німецького архітектора в орієнталістському стилі і мав низку нововведень — опалення і газове освітлення). 1892 року спеціально для пасажирів «Східного експреса» в Пері був побудований шикарний готель «Pera Palace», в 1893 році неподалік від нього — «Hotel Bristol». У грудні 1892 року між Стамбулом (вокзал Хайдарпаша) і Анкарою почалося регулярне залізничне сполучення. 1899 року був розширений вокзал Хайдарпаша і прилеглі до нього портові споруди, що дозволило збільшити перевалку анатолійського зерна через Босфор.
У 1885 році в столиці проживало близько 850 тис. чоловік. 44 % населення Стамбула становили мусульмани (переважно турки), 17,5 % — православні греки, 17 % — вірмени, 5 % — євреї, 1,2 % — католики, 0,5 % — болгари і 0,1 % — протестанти (14,7 % жителів столиці були іноземцями). У Пері, Галаті і Топхане 47 % населення становили іноземці, 32 % — «невірні» піддані імперії і лише 21 % — мусульмани (вони концентрувалися в Топхане і Фіндіклі). У сусідніх районах Касимпаша і Сютлюдже переважали мусульмани, в районі Хаскьой проживала велика єврейська громада. У Бешикташі і селах уздовж Босфору до Румеліхісари мусульмани становили 43 %, а іноземці — 10 % (також тут знаходилися великі громади греків, вірмен і євреїв). У кварталах старого Стамбула мусульмани становили 55 % від усього населення (тут іноземці та «невірні» зосереджувалися уздовж південного узбережжя Золотого Рогу і в кварталах уздовж Мармурового моря). Поза цих зон мусульманське населення концентрувалося в традиційних турецьких районах — Еюп (біля Золотого Рогу), Єдикуле, Бакиркьой і Ешількьой (біля Мармурового моря). В Ускюдарі і Кадикьої переважали мусульмани, але проживали і значні громади греків, вірмен та євреїв. У другій половині XIX століття і першому десятилітті XX століття особливо швидко зростали райони Таксим (Петі-Шамп), Харбійє, Шишлі, Тешвікійє, Нішанташі, Пангалті, Куртулуш (Татавла), Топхане, Долмабахче, Бешикташ і Кабаташ (вектор зростання йшов на північний схід від Галати і Пери вздовж узбережжя Босфору).

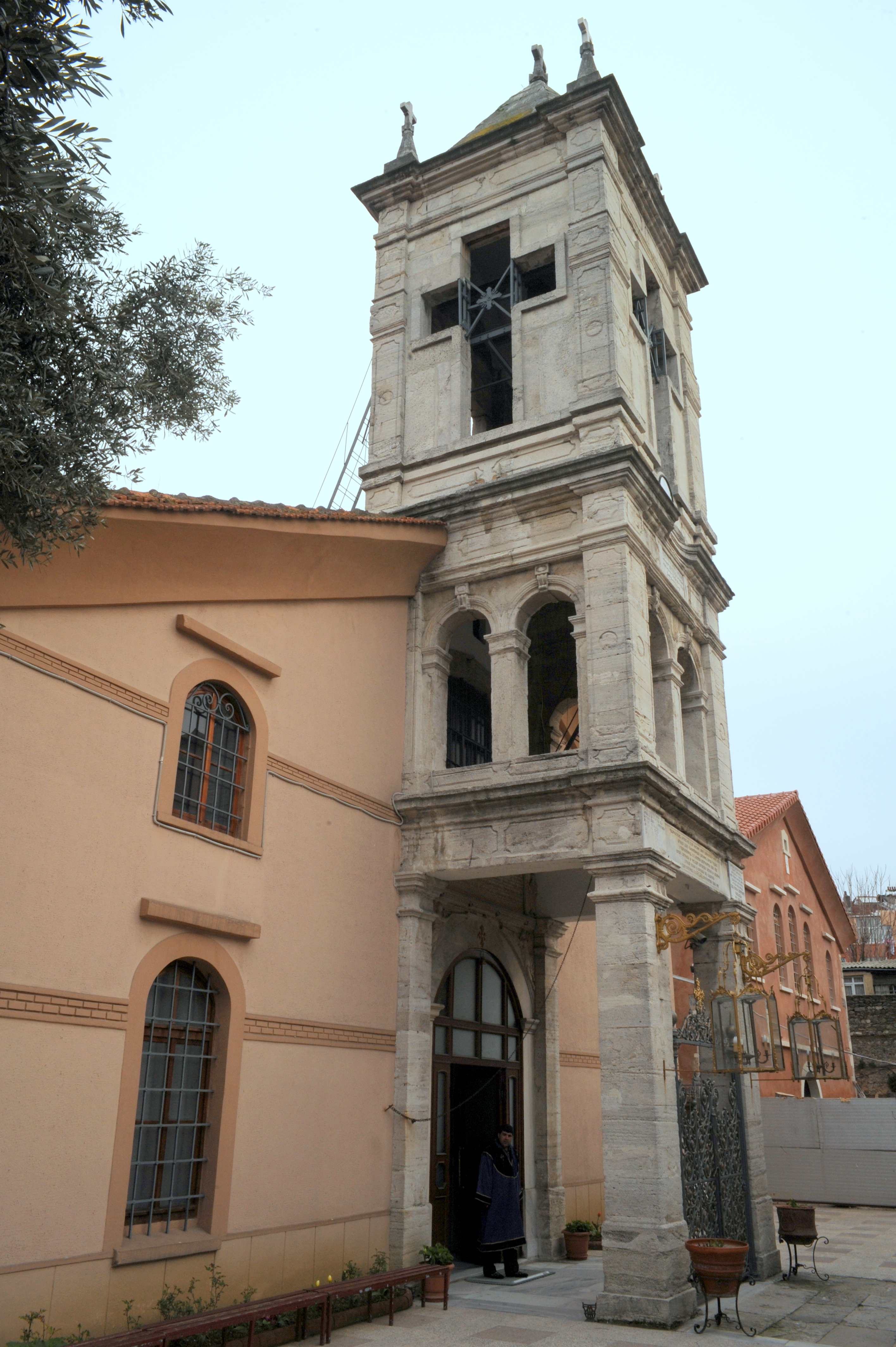
Вірменська церква в Стамбулі

У XIX столітті склалася західновірменська мова, що базується на ідіомах вірменської діаспори Стамбула. Нею говорили численні письменники, журналісти, вчені, священики та інші інтелектуали, що жили в столиці Османської імперії (у тому числі Мкртич I Хрімян, Даніел Варужан і Сіаманто). В Стамбулі вірмени користувалися значними привілеями, вони організували під заступництвом патріарха свої окремі міллети і мали певне комунальне самоврядування. Велика частина чиновників держапарату і банківських службовців походила з греків і вірмен. Вони мали вищий культурний рівень, хороший достаток і освіту, що викликало заздрість з боку неповоротких турецьких селян, які осідали в місті, і менш вдалих торговців.
Восени 1895 року в Стамбулі відбулися масові вбивства вірмен. Вірменські революціонери відповіли захопленням Оттоманського банку в Стамбулі і зверненням за допомогою до європейських держав (26 серпня 1896). Це стало сигналом до початку нової різанини, під час якої в кількох районах Стамбула загинуло близько 6 тис. вірмен. Тіла убитих за вказівкою султана звозили до баркаса і топили в морі. Більшість західних країн, особливо Британія, суворо засудили цей злочин, однак німецький кайзер Вільгельм II здійснив візит в Стамбул і навіть публічно обійняв султана.
У 1889 році в стінах військово-медичного училища виник перший осередок таємної організації «Єднання і прогрес», який очолив боротьбу за відновлення конституції. У 90-х роках XIX століття молодотурецьке підпілля в Стамбулі було розгромлене, але в еміграції лідери опозиції продовжували видавати газети і брошури, які таємно доставлялися до столиці. 1892 року поряд з палацом Топкапи було побудовано головну будівлю Археологічного музею, створеного з ініціативи видного вченого Османа Хамді-бея (на початку XX століття до головного будинку музею були прибудовані два крила і комплекс набув свого теперішнього вигляду). Справжньою прикрасою нового музею став Сидонський саркофаг або саркофаг Олександра Великого, знайдений в 1887 році. У вересні 1898 біля набережної району Фанар, на місці старої дерев'яної церкви за активної участі екзарха Йосифа I була побудована чавунна болгарська церква Святого Стефана. 1900 року в Стамбулі відкрився Султанський університет з трьома факультетами — теологічним, літературним і технічним. 1901 року на околиці колишнього іподрому був відкритий Німецький фонтан, подарований султану Німецькою імперією в пам'ять про другий візит кайзера Вільгельма II, який відвідав Стамбул в 1898 році. 1904 року померла остання османська валіде-султан — названа мати Абдул-Гаміда II Пірісту Кадин Ефенді (похована в тюрбе при комплексі Міхрішах Валіде Султан).
В липні 1905 року вірменські змовники-дашнаки здійснили невдалий замах на султана Абдул-Гаміда II, підірвавши бомбу у палацовій мечеті Йилдиз. У липні 1908 року султан під тиском вірних молодотуркам військових частин відновив конституцію, в серпні в Стамбулі були опубліковані султанські укази про проведення парламентських виборів і про недоторканність помешкань громадян. Майже одразу в столиці застрайкували вантажники, робітники низки заводів і фабрик, залізничники, працівники міського транспорту, які вимагали поліпшення умов праці та підвищення заробітної плати. Після скасування таємної поліції та скасування цензури в Стамбулі один за одним виникали нові клуби, товариства, газети, суспільно-політичні і наукові організації. Молодотурки домоглися значного скорочення палацових витрат, позбавили султана майже всіх ад'ютантів і коней, різко скоротили штат палацових службовців, скасували придворний оркестр і палацову драматичну трупу, що складалася з італійських акторів.
15 листопада 1908 року в Стамбулі знову зібрався парламент, головою якого був обраний один з лідерів молодотурків Ахмед Різа-бей, який повернувся до столиці після двох десятиліть життя в еміграції. Майже одразу в парламенті почалася боротьба між правим крилом, яке відображало інтереси феодально-клерикальних кіл, і молодотурками, серед яких також активізувалися шовіністичні елементи. 10 квітня 1909 року понад 60 тис. осіб взяли участь у похоронній процесії, яка прямувала за труною з тілом відомого журналіста, редактора газети «Хюрріет» Фехмі-бея. Він виступав проти реакційної політики молодотурків і був убитий невідомим офіцером пострілом з револьвера на Галатському мосту.
Вранці 13 квітня підняли заколот частини столичного гарнізону, які виступали проти правління молодотурків. 30 тис. солдатів і офіцерів зібралися на площі перед мечеттю Айя-Софія. Їх підтримали багато городян і мусульманські священики, незадоволені новою владою (через кілька годин число заколотників досягло 100 тис. осіб). За вказівкою султана та його оточення вірні молодотуркам офіцери були арештовані або вбиті, були розгромлені приміщення організації «Єднання і прогрес» і редакції газет, що підтримували молодотурків. Попутно солдати влаштовували масові грабежі і займалися мародерством. Керівники молодотурків втекли в Салоніки, частина з них російським пароплавом відпливла до Одеси. Як тільки заколотники повернулися в казарми, султан видав указ про амністію всіх учасників антиурядового бунту і призначив новий кабінет міністрів, що складалася з його прихильників.

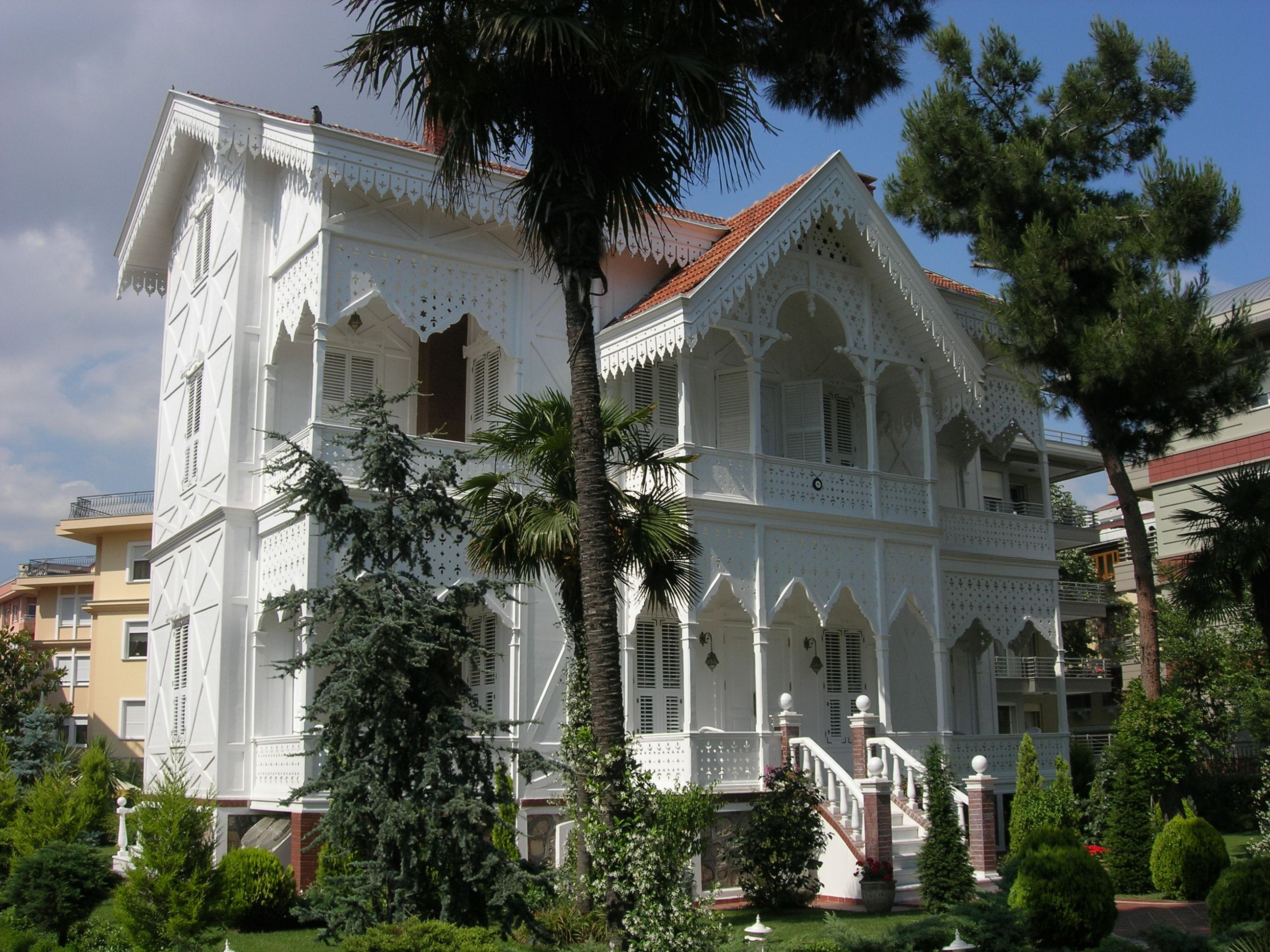
Сан-Стефано

16 квітня 1909 року сформована в Салоніках з вірних молодотуркам частин 3-го армійського корпусу 100-тисячна «армія дії» рушила на Стамбул. 18 квітня передові частини молодотурків зайняли залізничні станції Кючюкчешме і Ешількьой (Сан-Стефано), 22 квітня «армія дії» під командуванням Махмуда Шевкет-паші впритул підійшла до стін міста. У Стамбулі почалася паніка, противники молодотурків спішно втекли з міста на військових кораблях. 23 квітня в столиці при величезному скупченні народу пройшов черговий селямлик (урочиста п'ятнична церемонія прямування султана в мечеть), а в цей час «армія дії» почала штурм Стамбула. 24 квітня відбулася рішуча битва, до вечора молодотурки оволоділи найбільшими казармами міста, вогнем артилерії придушили останні осередки опору і оточили палац Йилдиз, відрізавши його від усіх комунікацій.
Стамбул знову опинився під владою молодотурків. 27 квітня 1909 року Абдула-Гаміда II позбавили влади і відправили під конвоєм до Салонік. Багато учасників контрреволюційного заколоту були страчені на площах столиці. Після захоплення Салонік греками Абдул-Гаміда знову перевезли в Стамбул, помістивши під варту в палац Бейлербейї. Повалений султан помер у лютому 1918 року і був похований в тюрбе Махмуда II.

## Доба Мехмеда V
Молодотурки звели на престол старезного і безвольного Мехмеда V, залишивши за ним формальне право призначати великого візира і шейх-уль-іслама. В серпні 1909 року молодотурки провели через парламент антиробочий закон про страйки. У листопаді 1909 року відбулося офіційне відкриття нового вокзалу Хайдарпаша, побудованого за проєктом німецьких архітекторів на відвойованій біля моря території. У січні 1910 року згорів палац Чираган, в якому незадовго до цього султан дозволив проводити засідання османського парламенту. У вересні 1910 року в Стамбулі була створена Османська соціалістична партія, вороже настроєна до молодотурків. Ті у відповідь закривали клуби соціалістів, в грудні 1910 року закрили газету партії і вислали з міста найактивніших керівників соціалістів. 1 травня 1911 року робочі Стамбула вперше відзначили день міжнародної солідарності трудящих. У лютому 1912 року в Пері відбулося відкриття католицької церкви Святого Антонія Падуанського, що стала головним храмом для італійської громади столиці. 27 квітня 1912 року було урочисто відкрито новий двоярусний Галатський міст, побудований німецькою фірмою зі сталевих конструкцій (його довжина становила 467 м, ширина — 95 м, висота від рівня води до проїжджої частини — 5,5 м). Також цього року в столиці виникла низка профспілкових організацій і був створений робочий клуб. У тому ж 1912 році на площі Султанахмет сталася велика пожежа, яка знищила сотні будинків. При розчищенні згарища було виявлене внутрішнє подвір'я Великого імператорського палацу з прекрасною мозаїкою часів Юстиніана. У листопаді 1912 року болгарські війська майже впритул підійшли до Стамбула, але були зупинені в Чаталджинській битві.

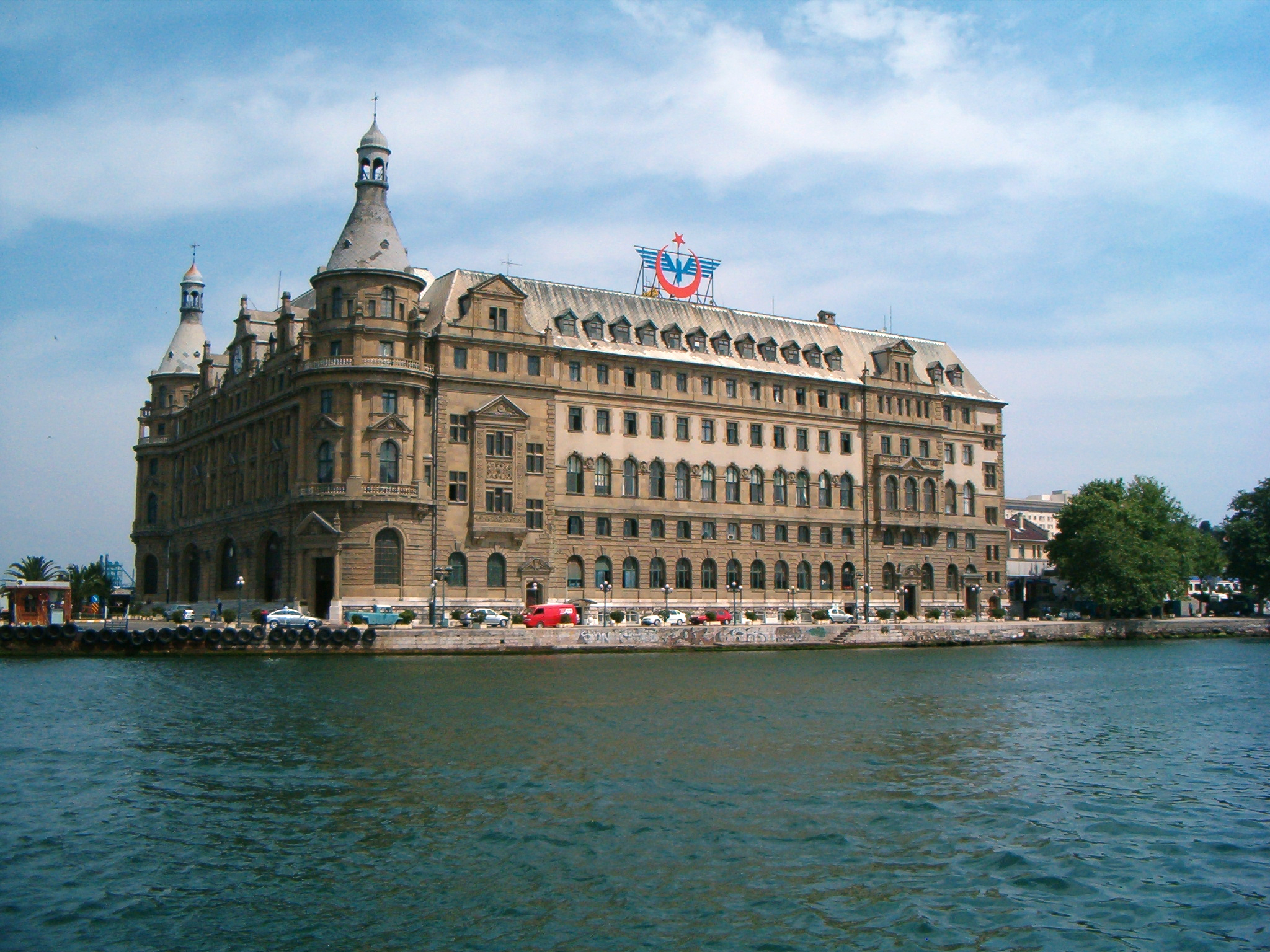
Вокзал Хайдарпаша

23 січня 1913 року в Стамбулі відбувся державний переворот, здійснений групою офіцерів під командуванням відомих молодотурецьких діячів Талаат-паші і Енвер-паші. Близько 200 офіцерів увірвалися до будівлі уряду, де проходило чергове засідання кабінету міністрів, вбили військового міністра Назим-пашу і його ад'ютантів, заарештували великого візира Каміль-пашу і декількох міністрів. У відповідь противники молодотурків в червні вбили в своєму автомобілі великого візира Шевкет-пашу, який прямував з військового міністерства до будівлі уряду. Після цього молодотурки заборонили всі опозиційні партії і профспілки, заарештували сотні політичних і громадських діячів. Наприкінці 1913 року в країні встановилася Молодотурецька військова диктатура, на чолі якої стояв «тріумвірат» — військовий міністр Енвер-паша, міністр внутрішніх справ Талаат-паша і морський міністр, військовий губернатор Стамбула Джемаль-паша.
В імперії різко посилився вплив кайзерівської Німеччини. Енвер-паша оточив себе німецькими військовими радниками, а німецька військова місія на чолі з генералом Лиманом фон Сандерсом, що прибула до Стамбулу, фактично перебрала на себе контроль над османськими збройними силами. У лютому 1914 року був електрифікований стамбульський трамвай (раніше всі коні, які обслуговували конку, були конфісковані для потреб армії). Втягнувши Туреччину в Першу світову війну як союзника Німеччини, молодотурки ще більше погіршили економічний стан країни. У Стамбулі постійно зростали ціни, процвітала спекуляція харчовими продуктами, питною водою, одягом, дровами та вугіллям, значна частина городян голодувала. До Стамбулу стікалися натовпи біженців з місць, розорених війною, що викликало різке подорожчання орендної плати за житло. У місті лютували хвороби та епідемії, відчувався дефіцит медикаментів, багато лікарень закрилися через відсутність лікарів і ліків. Диктатура, користуючись умовами воєнного часу, жорстоко придушувала будь-які прояви опозиційних настроїв, виселяла зі столиці неугодних і фізично усувала «неблагонадійних».

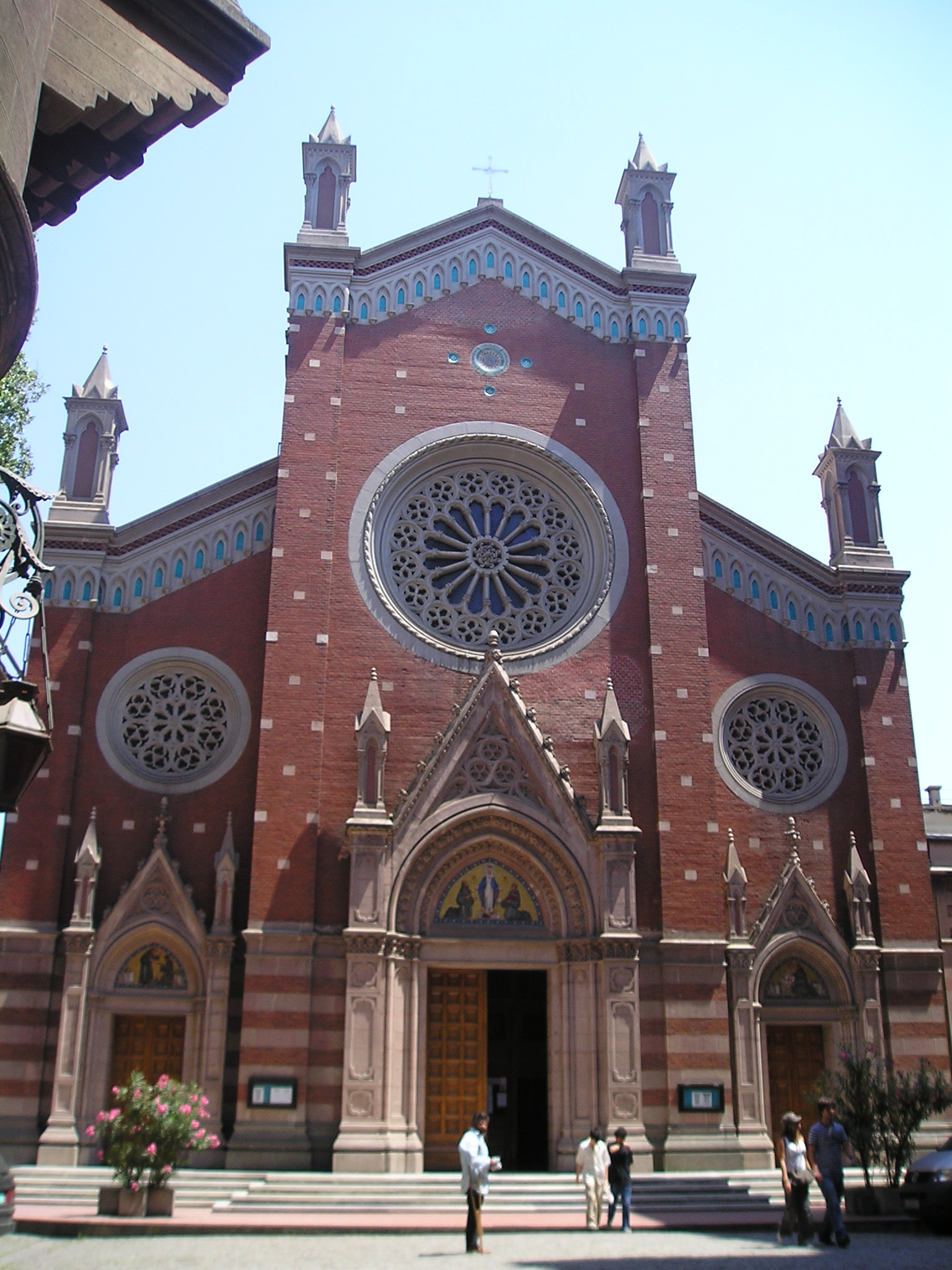
Церква Святого Антонія Падуанського

Періодично в місті спалахували голодні бунти, жителі намагалися силою захопити продовольчі склади й поїзди з зерном, оточували булочні під час підвезення хліба, влаштовуючи жахливі тисняви з трагічними наслідками. У квітні 1915 року молодотурки, які прагнули ліквідувати будь-яку можливість протесту, заарештували у Стамбулі всіх скільки-небудь значущих громадських і політичних діячів з числа столичних вірмен (депутатів парламенту, журналістів, священиків, письменників, поетів, лікарів, юристів, музикантів, учених). Їх вивезли на кораблях, після чого депортували вглиб Анатолії. Мехмед V помер у Стамбулі в липні 1918 року, після чого османський трон обійняв його молодший брат Мехмед VI.

## Доба Мехмеда VI і Абдул-Меджида II
Війна закінчилася для Османської імперії катастрофою, турецька армія зазнала поразки на всіх фронтах і була сильно деморалізована. У жовтні 1918 року уряд великого візира Талаат-паші пішов у відставку, а між Туреччиною і державами Антанти було підписано перемир'я, що фактично означало капітуляцію Османської імперії. У листопаді 1918 року навпроти палацу Долмабахче кинули якір британські, французькі, італійські та грецькі судна союзницької ескадри. Форти в протоках були зайняті британськими військами. У Стамбулі висадилися солдати британського, французького та італійського гарнізонів, поклавши початок тривалої окупації міста. У столиці були проведені масові арешти опозиційно настроєних політичних, профспілкових і солдатських лідерів. У грудні 1918 року султан розпустив палату депутатів і призначив великим візиром свого шурина Ферід-пашу, потім влада закрила політичні та громадські організації, спілки та клуби, а також деякі науково-просвітницькі товариства, заборонила будь-які мітинги і збори, ввела сувору цензуру в пресі. Чорноморські протоки і маріонетковий уряд султана опинився під повним контролем переможців. Поліція і жандармерія Стамбула перейшла під начало британського генерала, який командував союзним гарнізоном в османській столиці.

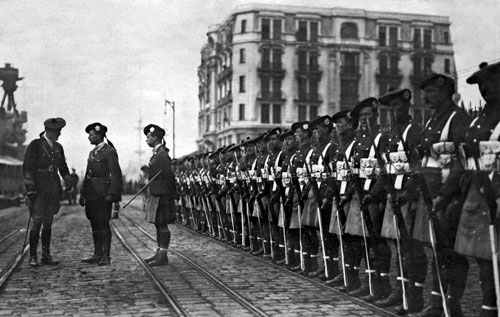
Британські окупаційні війська в Галаті

У лютому 1919 року в Стамбул прибув французький генерал Франше д'Еспере, після чого столиця була розділена на три окупаційні зони: французи відповідали за старе місто, британці — за Перу і Галату, італійці — за Ускюдар. Незабаром в Стамбулі було заарештовано найактивніших членів першої комуністичної групи, створеної наприкінці 1918 року серед транспортників. 15 травня 1919 року під охороною флоту Антанти грецькі війська висадилися в Ізмірі, що викликало хвилю народного обурення. До цього часу в Стамбулі знаходилося 30 тис. британських і понад 24 тис. французьких військовослужбовців, а на рейді стояла ескадра союзників із загонами морської піхоти на борту. Боротьбу проти інтервентів і султанського уряду очолили генерал Мустафа Кемаль і полковник Ісмет-бей (зустрічі майбутніх лідерів національно-визвольного руху відбувалися в будинку Кемаля в районі Шишлі і в будинку Ісмет-бея в районі Сулейманійє).
12 січня 1920 року в Стамбулі відбулося відкриття сесії новообраної палати депутатів, більшість місць у якій отримали прихильники Кемаля. 23 лютого на рейді столиці з'явилася британська ескадра, 2 березня пішов у відставку уряд великого візира Алі Риза-паші, а 10 березня Британська військова влада почала арешти серед найактивніших депутатів-націоналістів. У ніч з 15 на 16 березня 1920 року загони британської морської піхоти зайняли всі урядові будівлі, пошту і телеграф, казарми та військові склади, а також взяли під свою охорону султанський палац. У місті було введено воєнний стан, розігнана палата депутатів, а багато депутатів і політичних діячів було заслано на Мальту. Почалися репресії серед городян, яких окупаційна влада та їх військовий трибунал запідозрили у зв'язках з партизанами. На багатьох мінаретах були встановлені кулемети, які стали символом окупаційного режиму. У тому ж 1920 році велика пожежа довершила руйнування будівлі колишнього Студійського монастиря.

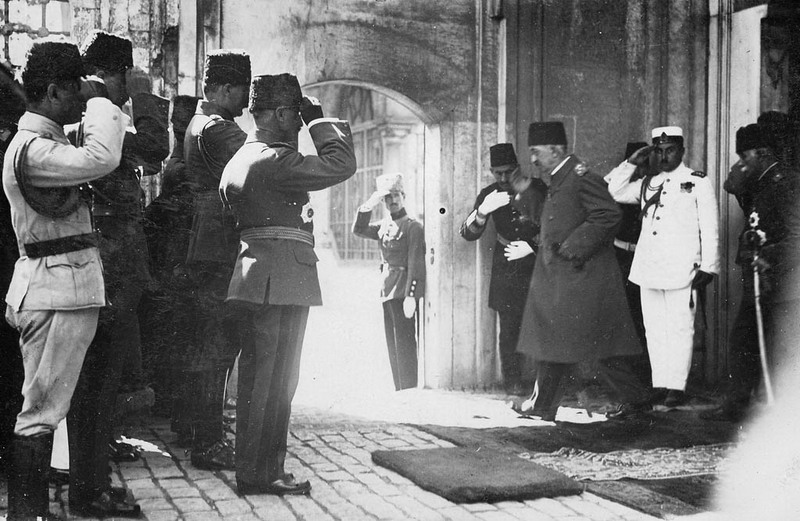
Останній султан залишає палац Долмабахче з чорного входу. Листопад 1922 року

У 1920—1923 роках в результаті так званої «білої еміграції» в Стамбулі осіла велика хвиля вихідців з Російської імперії — офіцерів і солдатів Білої армії, підприємців, священиків, представників інтелігенції та членів їх сімей. В околицях столиці і на островах Принців були створені десятки таборів для біженців, які перебували під контролем англійської та французької адміністрацій. Частина емігрантів жила в Галаті, в Андріївському, Іллінському і Пантелеймонівському подвір'ях, які до революції служили притулком для православних паломників, які прямували до Єрусалиму і на Афон, а також для духовних осіб, які приїздили до Константинопольського патріарха. Російські емігранти створювали приватні музичні школи, балетні студії та театри, вели дослідження візантійської спадщини Стамбула. Художник Леонід Білуха-Німич за невелику плату малював відвідувачів кафе, а письменник і композитор Іван Корвін-Корвацький грав у нічних ресторанах. Деякі вихідці з Росії відкривали гральні будинки, влаштовували «перегони тарганів», займалися підробкою і продажем античних артефактів і візантійських ікон. Пізніше більшість російських емігрантів виїхала з Туреччини до країн Європи.

Карта османського Стамбула

9 вересня 1922 року турецькі війська звільнили Ізмір, з нагоди чого в Стамбулі відбувся грандіозний мітинг і численні урочисті богослужіння. Турецька армія рухалася до столиці, і в місті почалися відкриті виступи проти окупаційної влади, які нерідко переростали у збройні сутички маніфестантів з поліцією. У Стамбул перекидалися британські частини з Єгипту, з Мальти та Кіпру, посилені танками, артилерією і авіацією. 15 жовтня 1922 року набрав сили договір про перемир'я між Анкарою і Антантою, згідно з яким союзницькі війська залишалися в Стамбулі і зоні проток до укладення мирного договору. 1 листопада 1922 року Велике національне зібрання Туреччини скасувало султанат і постановило порушити кримінальну справу за звинуваченням у державній зраді султана Мехмеда VI. 17 листопада останній правлячий монарх з династії Османів втік зі столиці на Мальту на борту британського лінкора «Малайя» (він помер в 1926 році в Італії і був похований в Дамаску). Титул халіфа перейшов до Абдул-Меджида II, сина султана Абдул-Азіза (в березні 1924 року турецька влада скасувала халіфат і вислала з країни всіх членів дому Османів).
Тільки після підписання влітку 1923 року Лозаннського мирного договору окупаційні війська союзників евакуювалися зі Стамбула (6 жовтня 1923 року місто залишив останній іноземний солдат). Після депортації в 1923 році 1,5 млн православних греків вплив Константинопольського патріархату скоротився до масштабів Стамбула. 13 жовтня 1923 року столицею Туреччини була оголошена Анкара, а 29 жовтня Велике національне зібрання Туреччини прийняло закон про проголошення республіки, першим президентом якої став Мустафа Кемаль.

## Документальні фільми
- «Візантія після Візантії» (Byzantium after Byzantium, Βυζάντιο μετά το Βυζάντιο), 2010 рік, режисер — Ерато Паріс, спільне виробництво Греції і Франції.
- «Візантія. Втрачена імперія» (Byzantium. The Lost Empire), 1997 рік, режисер — Рон Джонсон, виробництво — США.
- «Гибель империи. Византийский урок», 2008 рік, режисер — Ольга Савостьянова, виробництво — Росія.
- «Міста світу: Стамбул», 2010 рік, режисер — Юджин Шеферд, виробництво — США.
- «Золотий Глобус № 105. Стамбул: Місто імператорів і султанів», 2012 рік, спільне виробництво Німеччини і Росії.
- «Константинополь. Исчезающий Царьград», 2008 рік, виробництво — Росія.
- «Метрополії» (Metropolis), 5-та серія — «Місія в Константинополь», 2003—2004 рік, режисери — Ханнес Шульдер і Манфред Баур, виробництво — Німеччина.
- «Музеї світу», 8-ма серія — «Палац Топкапи в Стамбулі», 2007—2008 рік, виробництво — Росія.
- «Музейні таємниці» (Museum secrets), 10-та серія — «Палац Топкапи в Стамбулі», 2012 рік, режисер — Девід Лангер, спільне виробництво США і Великої Британії.
- «Музей Святої Софії» (Hagia Sophia Museum), 2009 рік, виробництво — Туреччина.
- «Підземний світ міст» (Cities of the Underworld), 1-ша серія — «Стамбул», 2006 рік, виробництво — США.
- «Мандрівка Європою № 19. Стамбул — місто імператорів і султанів», 2006 рік, виробництво — Німеччина.
- «Скарби Стамбула» (Istanbul treasures), 2009 рік, виробництво — Туреччина.